# Biserica de lemn din Curechiu

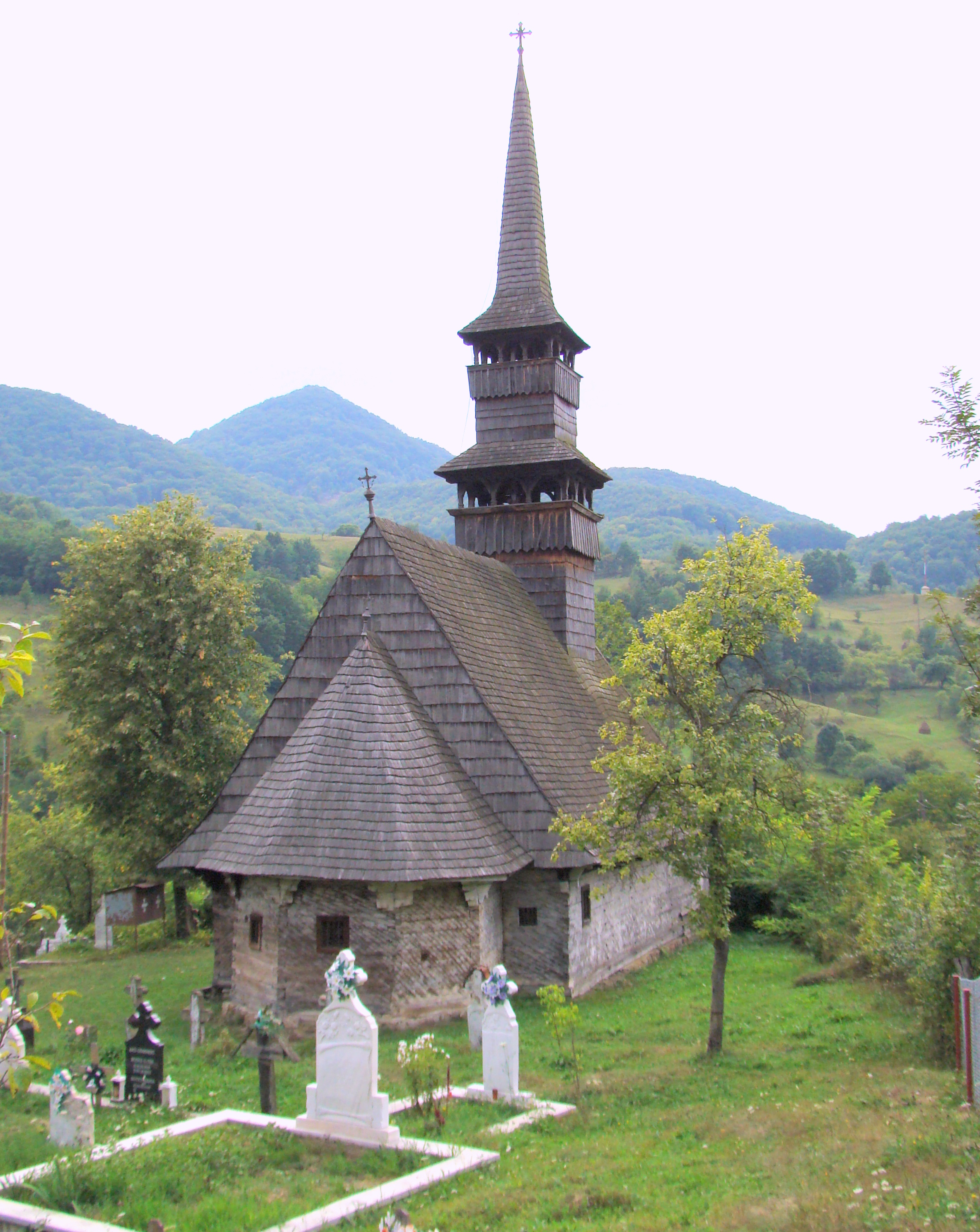
Biserica de lemn „Sfântul Nicolae” din satul Curechiu, comuna Bucureșci, județul Hunedoara, foto: august 2009.

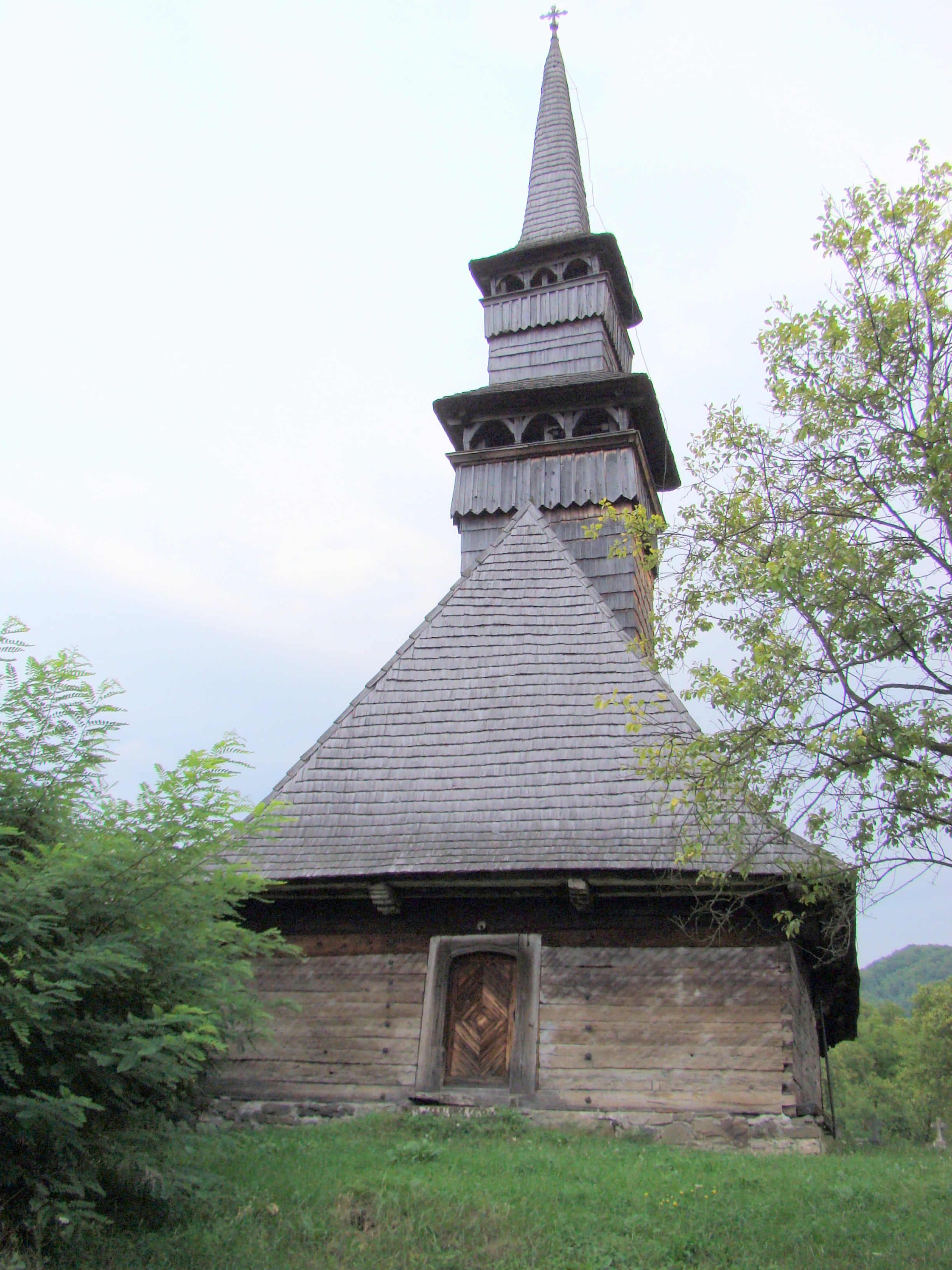
Biserica (vest)

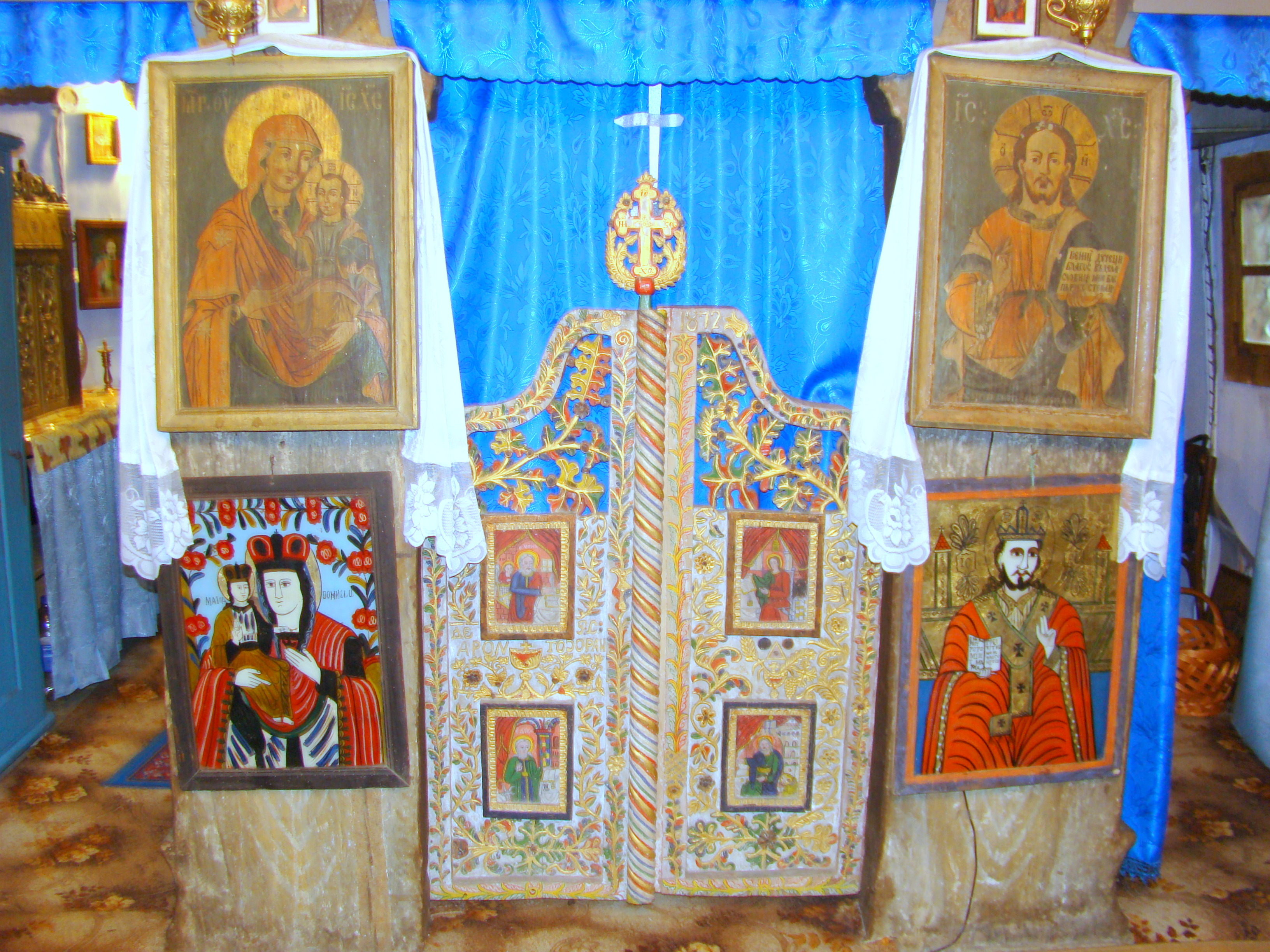
Uși și icoane împărătești

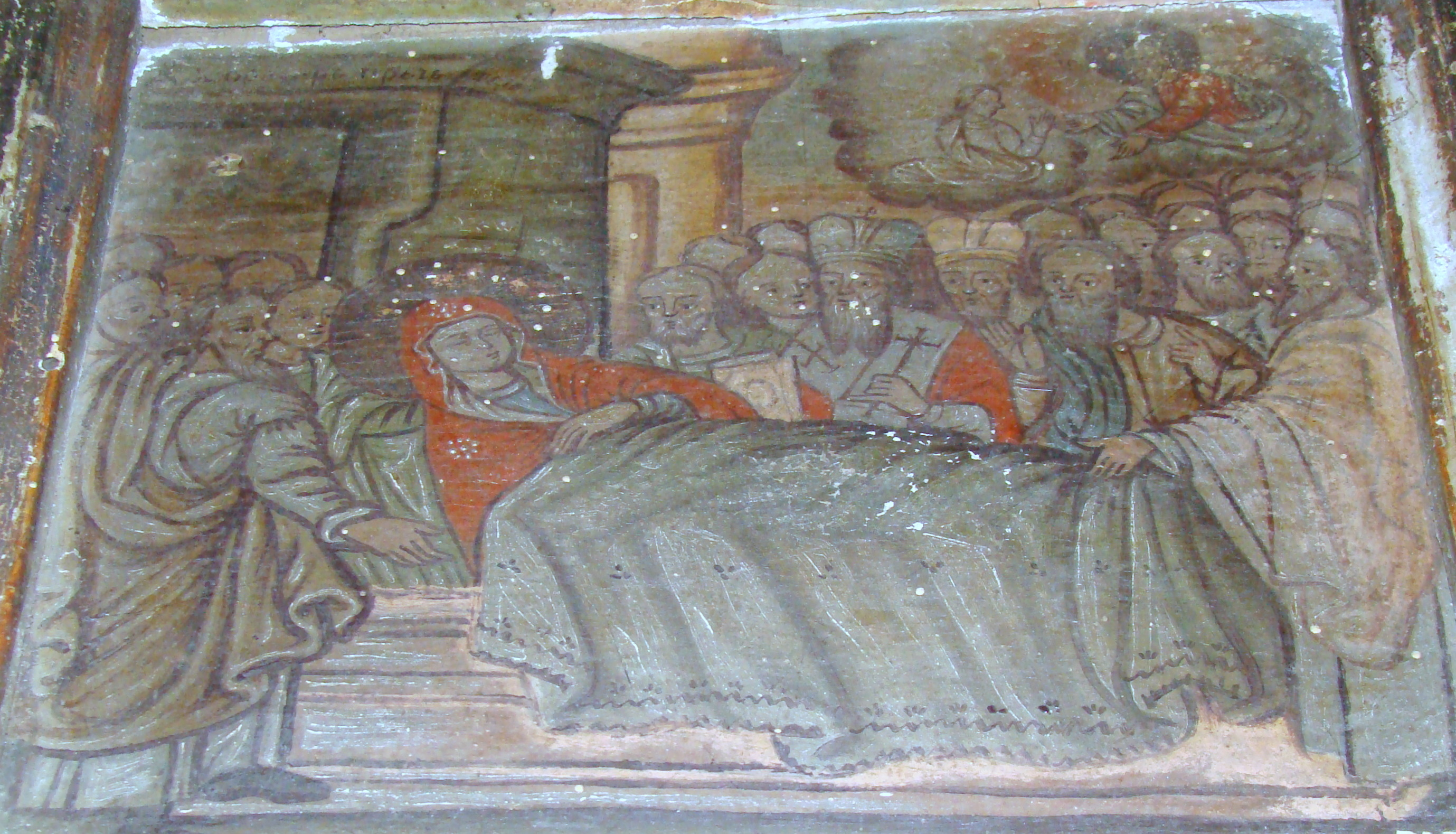
Adormirea Maicii Domnului

Biserica de lemn „Sfântul Nicolae” din satul Curechiu, comuna Bucureșci, județul Hunedoara, a fost construită în jurul anului 1785. Figurează pe lista monumentelor istorice, cod LMI HD-II-m-A-03305.

## Istoric
Localitatea Curechiu a rămas cunoscută in istorie ca prim loc de adunare al țăranilor zărăndeni răsculați, conduși de Crișan.
Biserica cu hramul „Sfântul Nicolae" din satul Curechiu are dimensiuni ample, un plan dreptunghiular, cu absida de răsărit decroșată, poligonală, cu cinci laturi. Deasupra pronaosului se ridică o clopotniță impresionantă, cu dublu foișor. Atât acoperișul, cât și clopotnița și fleșa acesteia, sunt învelite în șiță. Pereții nu păstrează urme de pictură. Pictura tâmplei, inclusiv a registrului împărătesc, a fost realizată în anul 1788, în ea recunoscându-se penelul zugravului Popa Ioan din Deva. Biserica are cel mai valoros patrimoniu mobil dintre toate bisericile de lemn hunedorene, format din zeci de icoane pe lemn și sticlă de o valoare inestimabilă. 

## Trăsături
Este un edificiu de plan dreptunghiular, cu absida pentagonală decroșată; turn-clopotniță impunător, ridicat deasupra pronaosului, este prevăzut cu doua foișoare deschise suprapuse și cu o fleșă zveltă. Pisaniile de pe ancadramentele celor două intrări, una amplasată pe latura sudică, iar cealaltă pe latusa apuseană, menționează că „s-au făcut aceasta biserică, anul 1785, fev în 14 zile”, prin osteneala meșterilor „Rancea Urs și Rancea Crăciun și Simion Dia” din Brăzești (sat de pe Valea Arieșului); preot era, la acea dată, Iosif Popovici.
Peretii, tencuiți până la restaurarea din anii 1969-1970, nu mai păstrează urme de pictură, dar prezența acesteia nu trebuie exclusă, cu atât mai mult cu cât tâmpla, realizată în 1788, păstrează pecetea inconfundabilă a penelului „popii” Ioan Zugravul din Deva. Ca prestol este folosită și astăzi stela funerară romană, adusă de la Germisara.
Din patrimoniul lăcașului făcuseră parte mai multe icoane mobile pe lemn (unele au aparținut vechilor biserici dezafectate din satele Bucureșci și Șesuri, fiind semnate de pictorii Constantin din Râșca, Ioan din Ardeu și Stan din Rășinari) și sticlă (provenite din centrele artistice de la Nicula și Laz); ușile impărătești au fost pictate în 1872.
Edificiul, sfințit la 5 noiembrie 2000, în urma unei ample renovări, este atestat de conscripțiile anilor 1805 și 1829-1831. În preajma cunoscutei răscoale țărănești din 1784-1785, înaintașa bisericii actuale, menționată în tabelele recensămintelor ecleziastice din 1733, 1750 și 1761-1762 și pe harta iosefină a Transilvaniei (1769-1773), a fost dezafectată cultului; potrivit tradiției, fusese ridicată prin anii 1630-1636.

## Imagini din interior

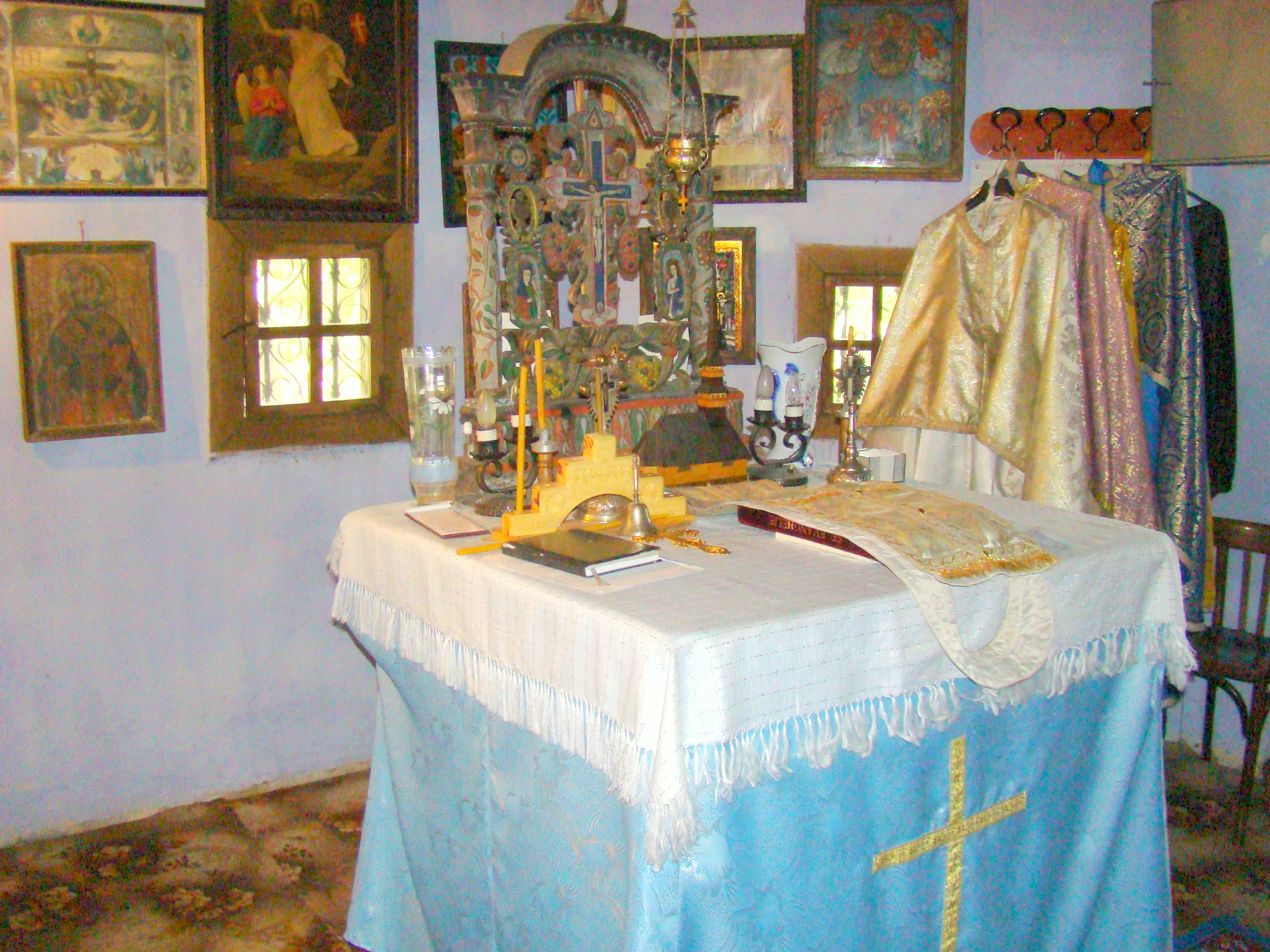
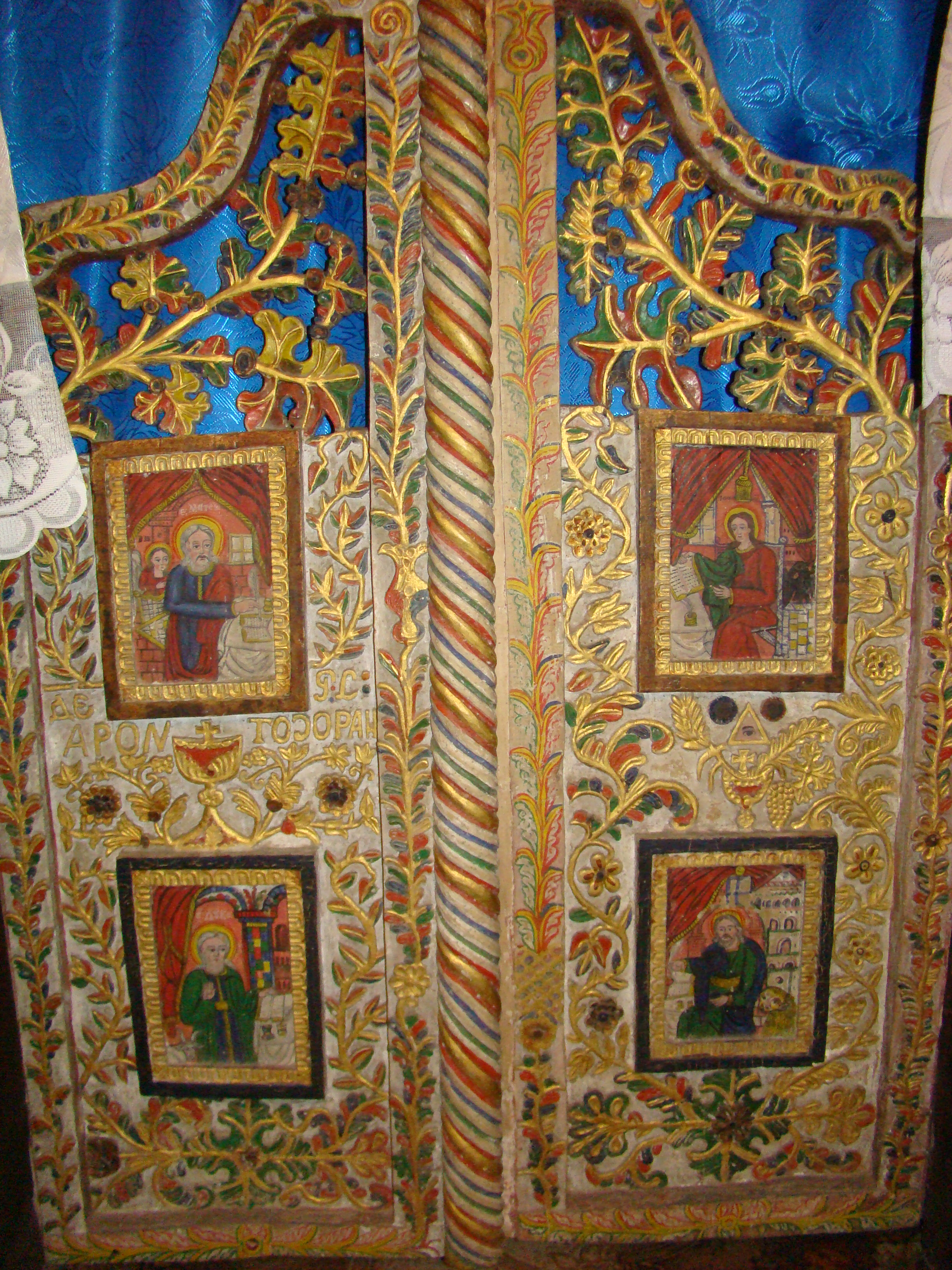
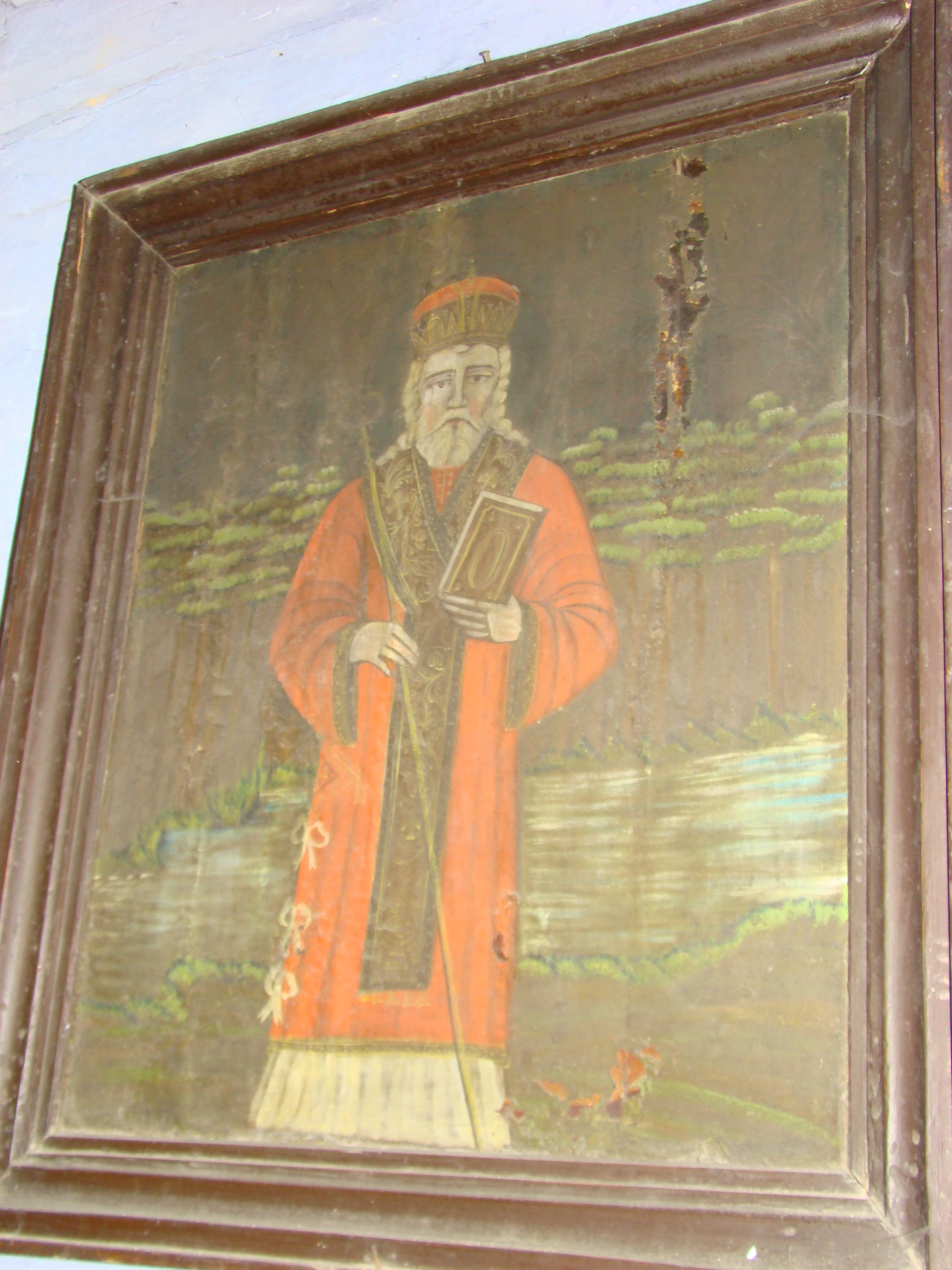
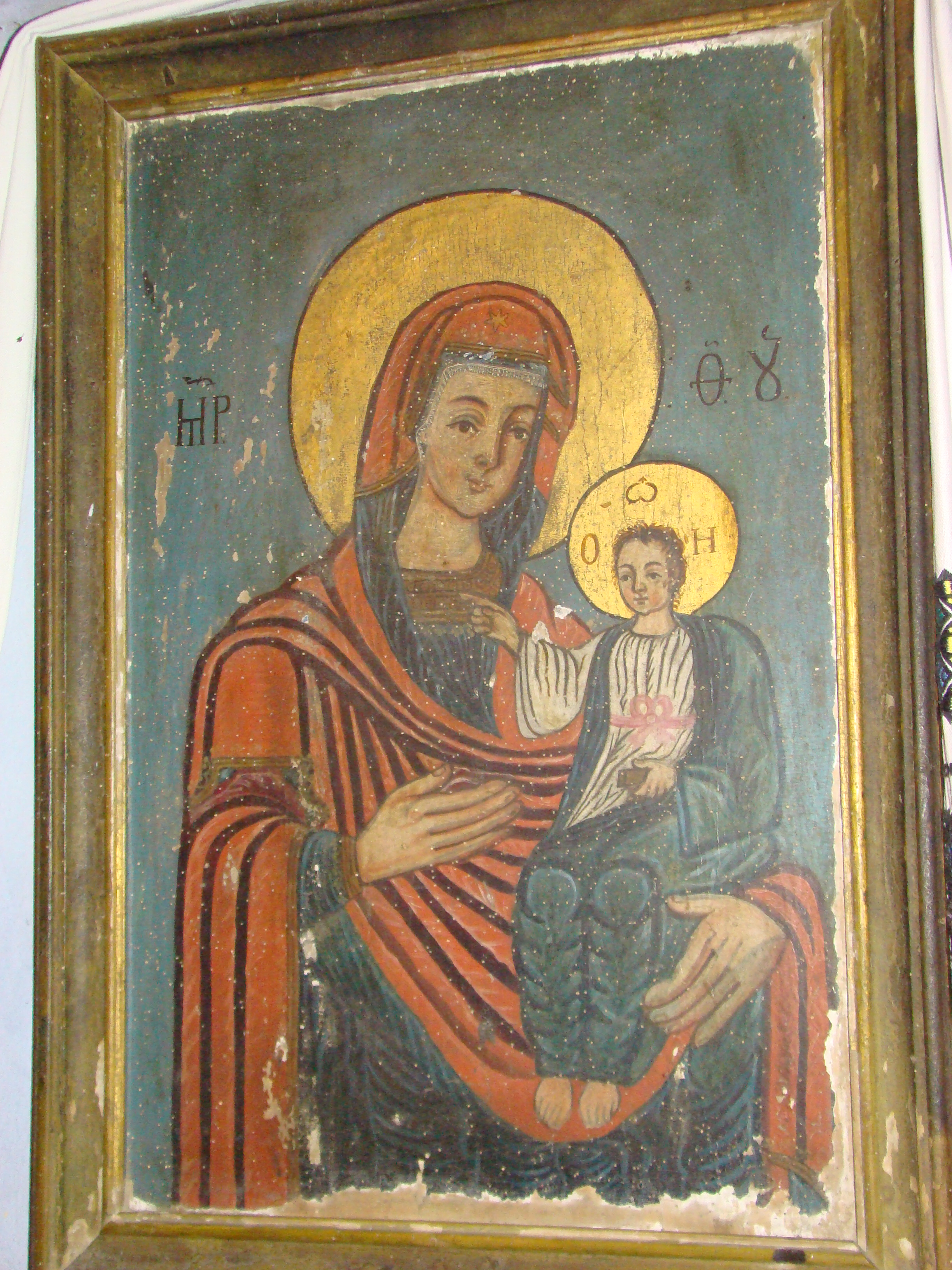
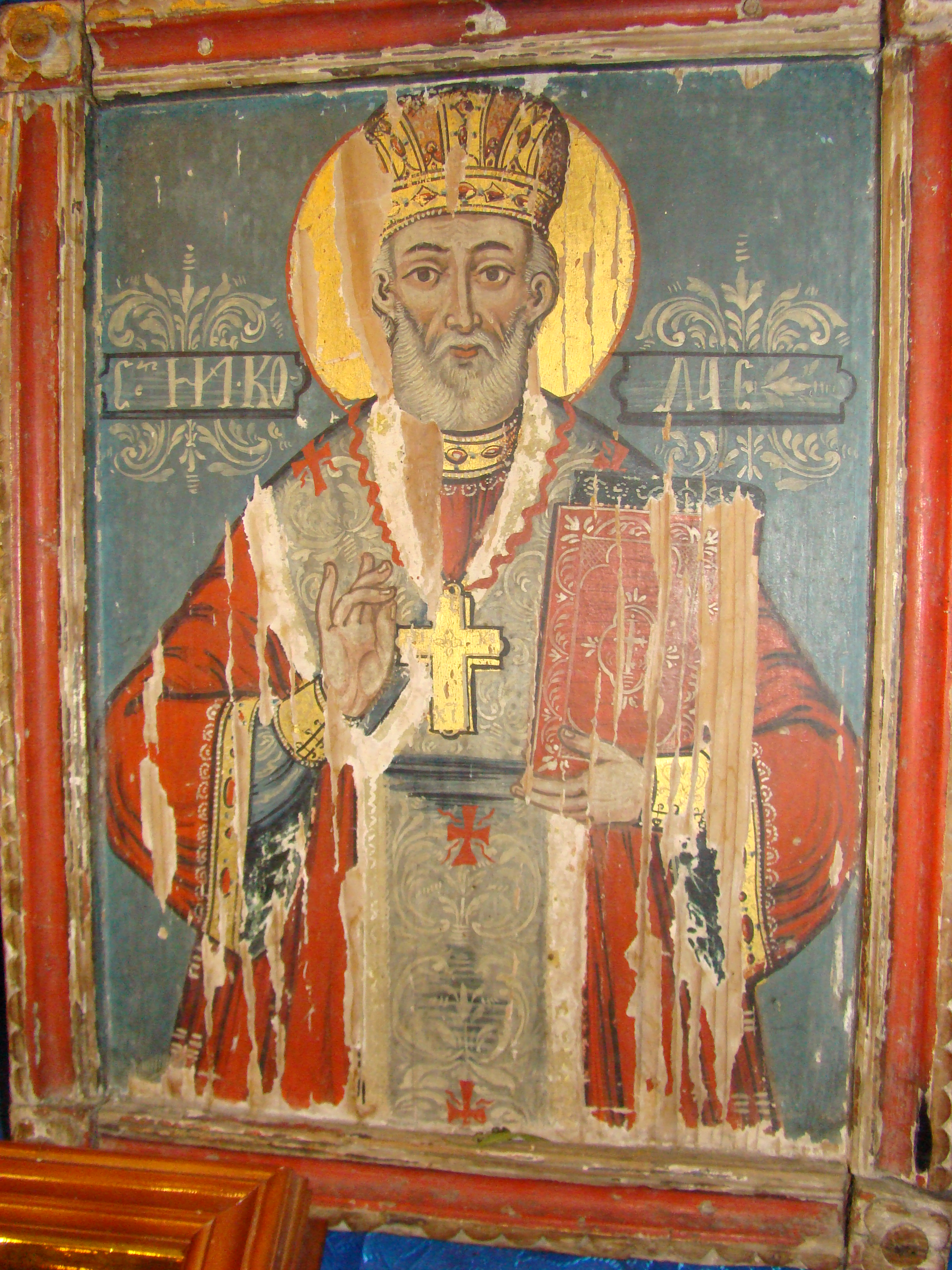
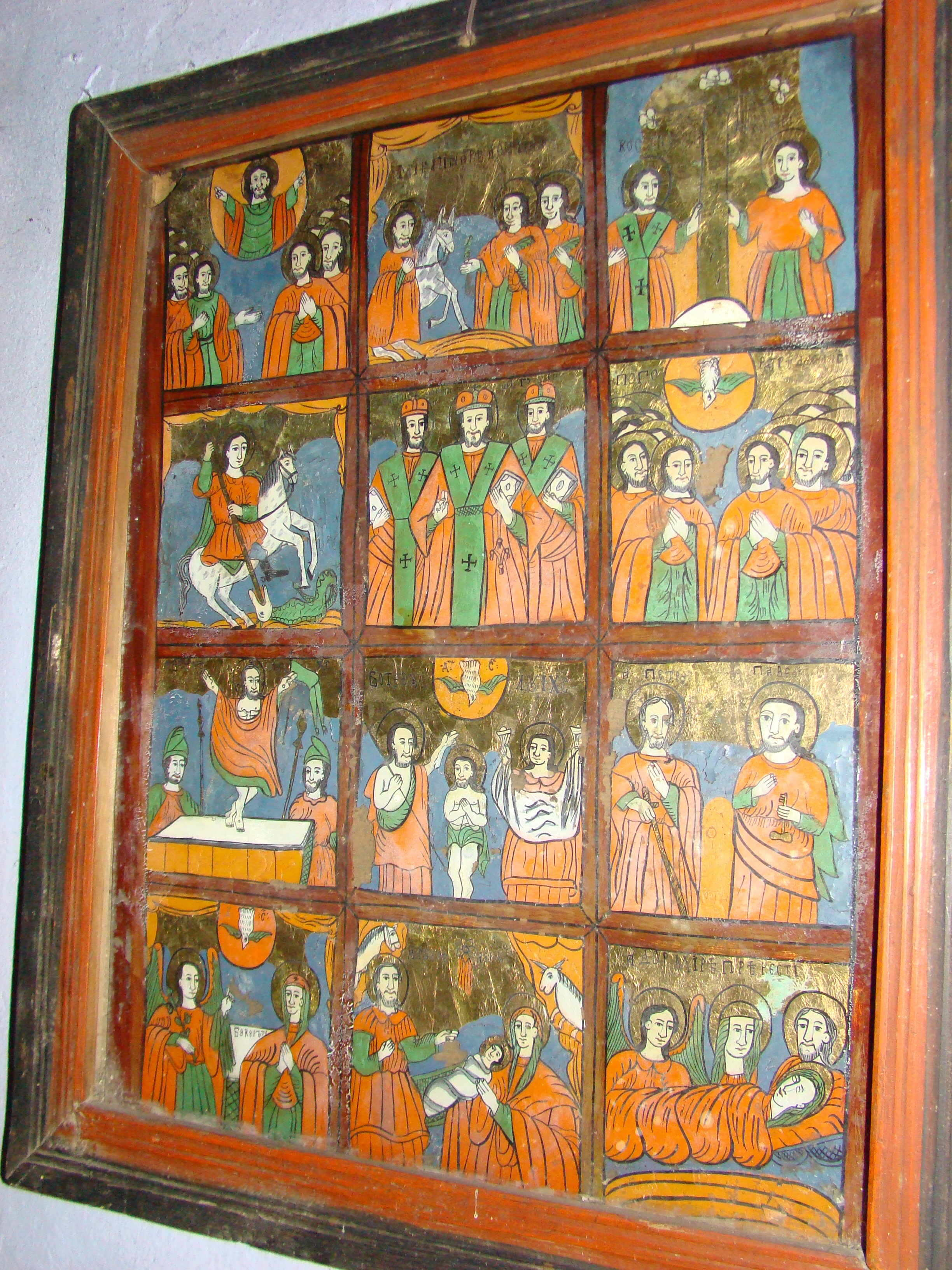
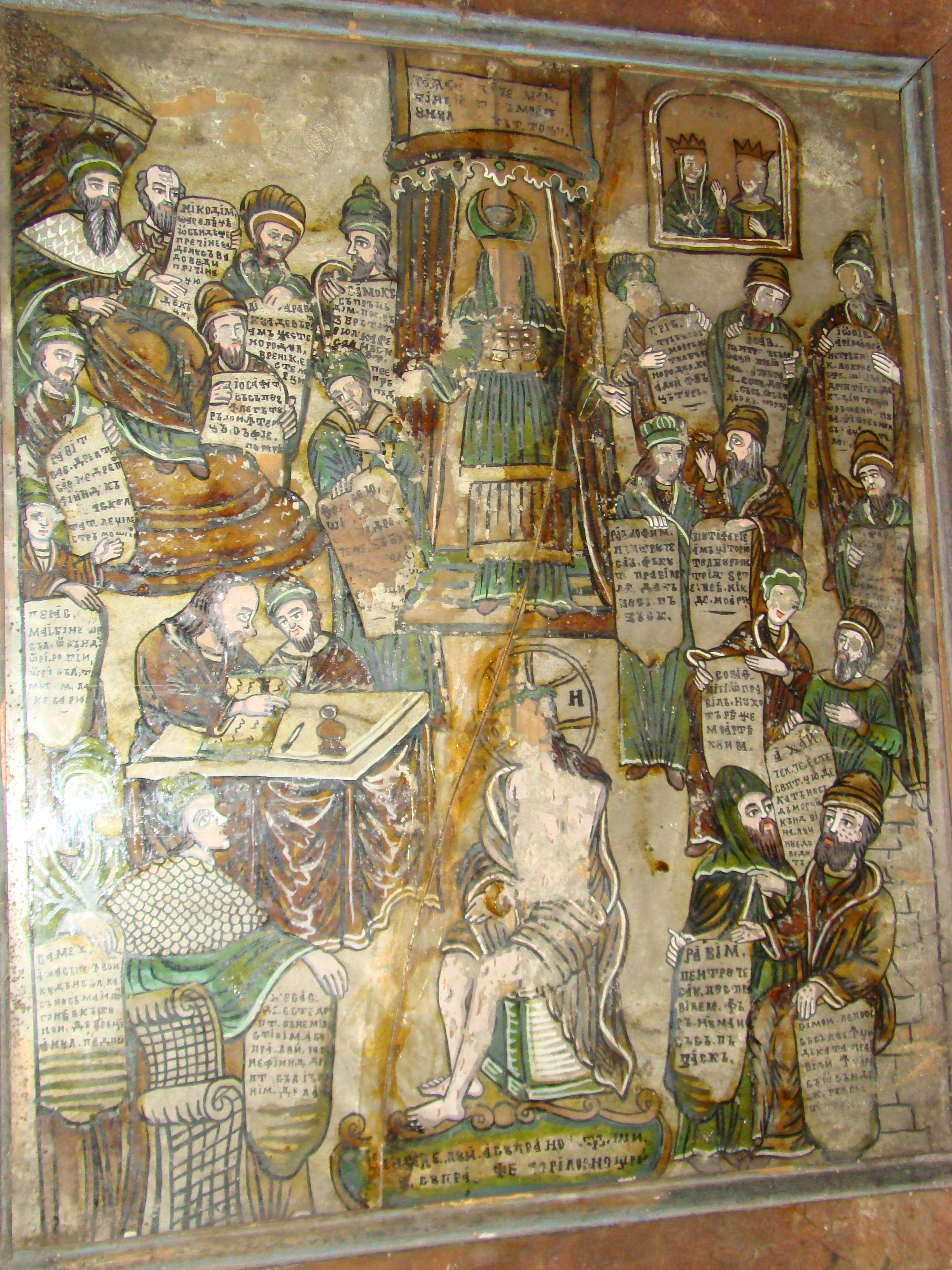
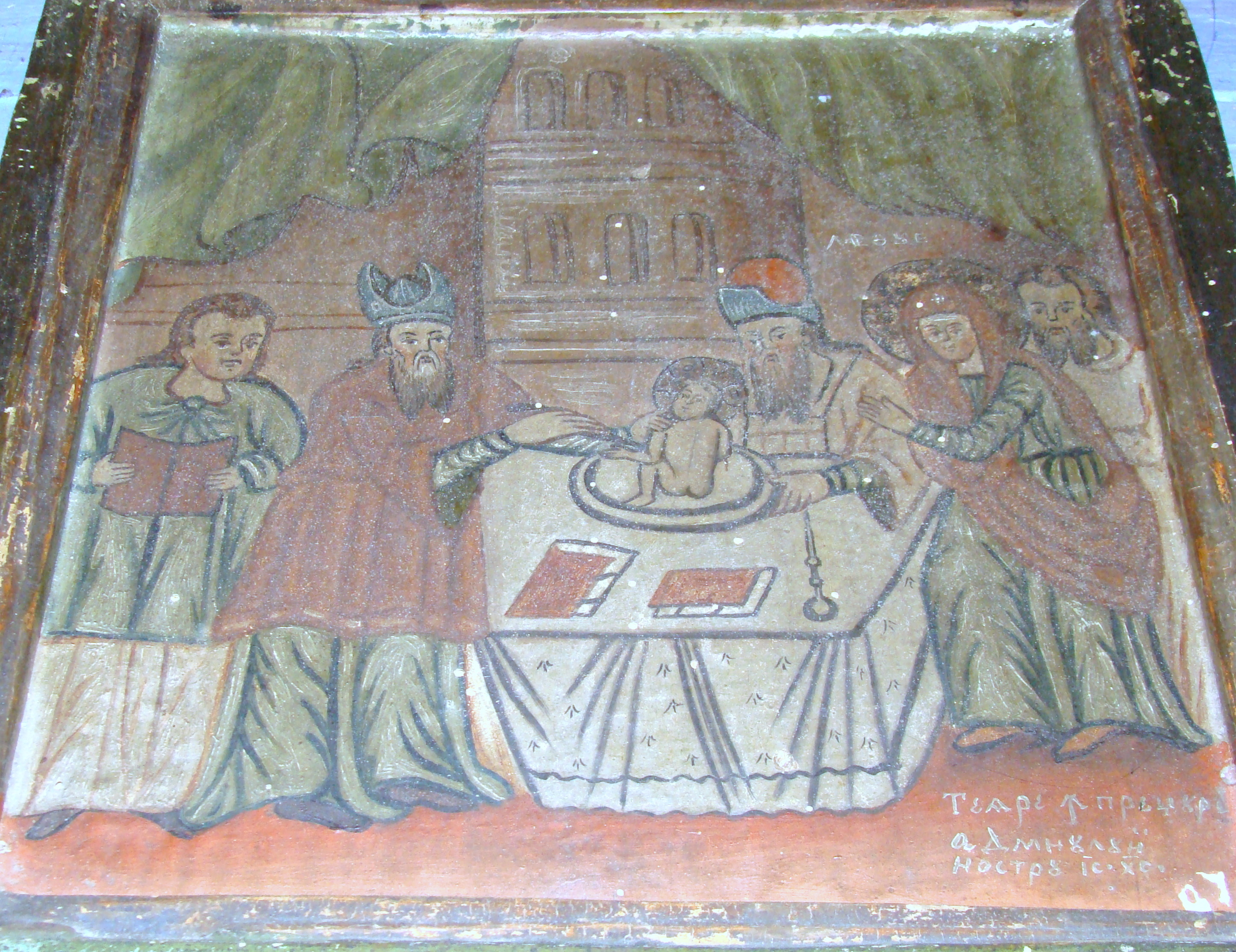
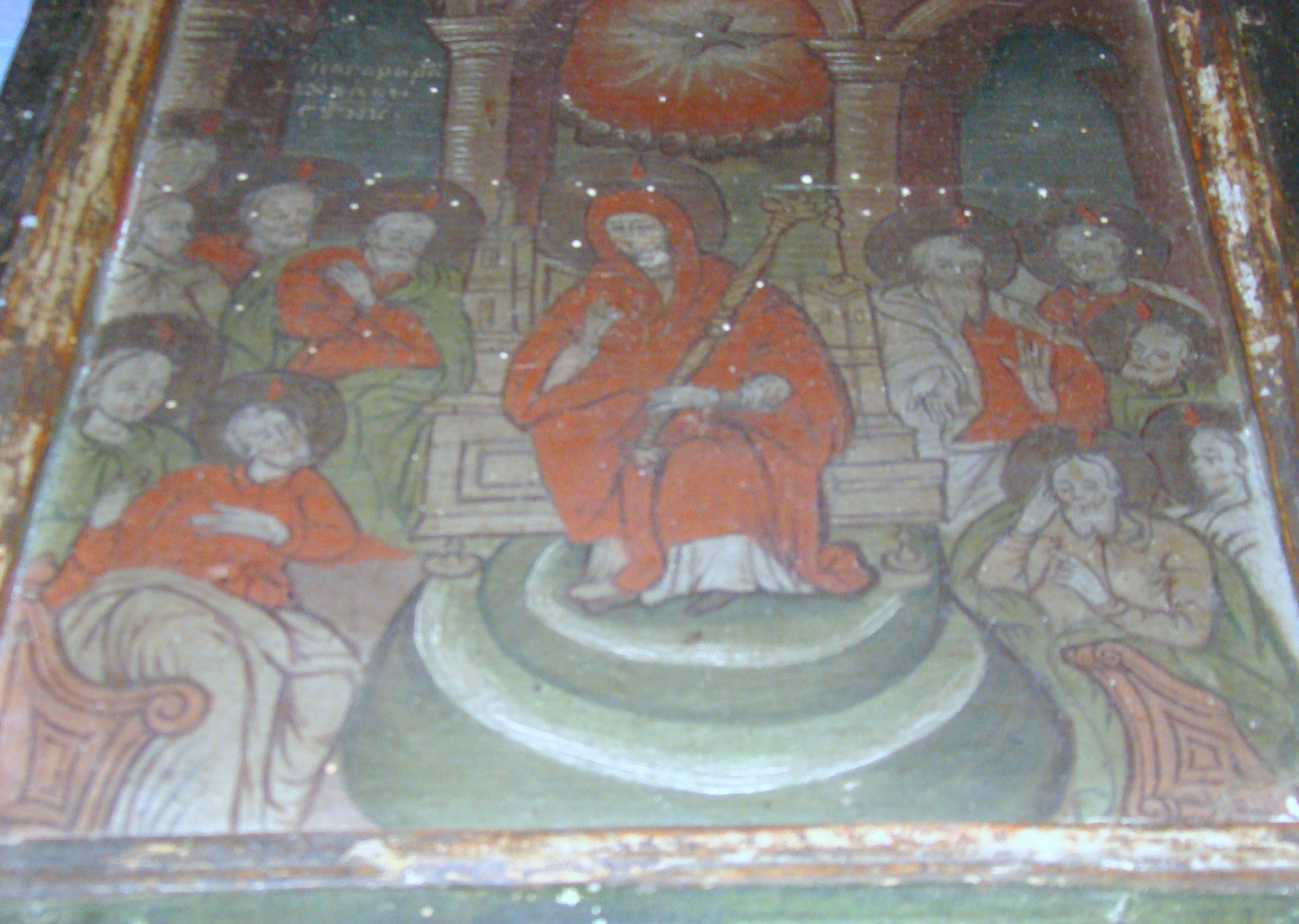
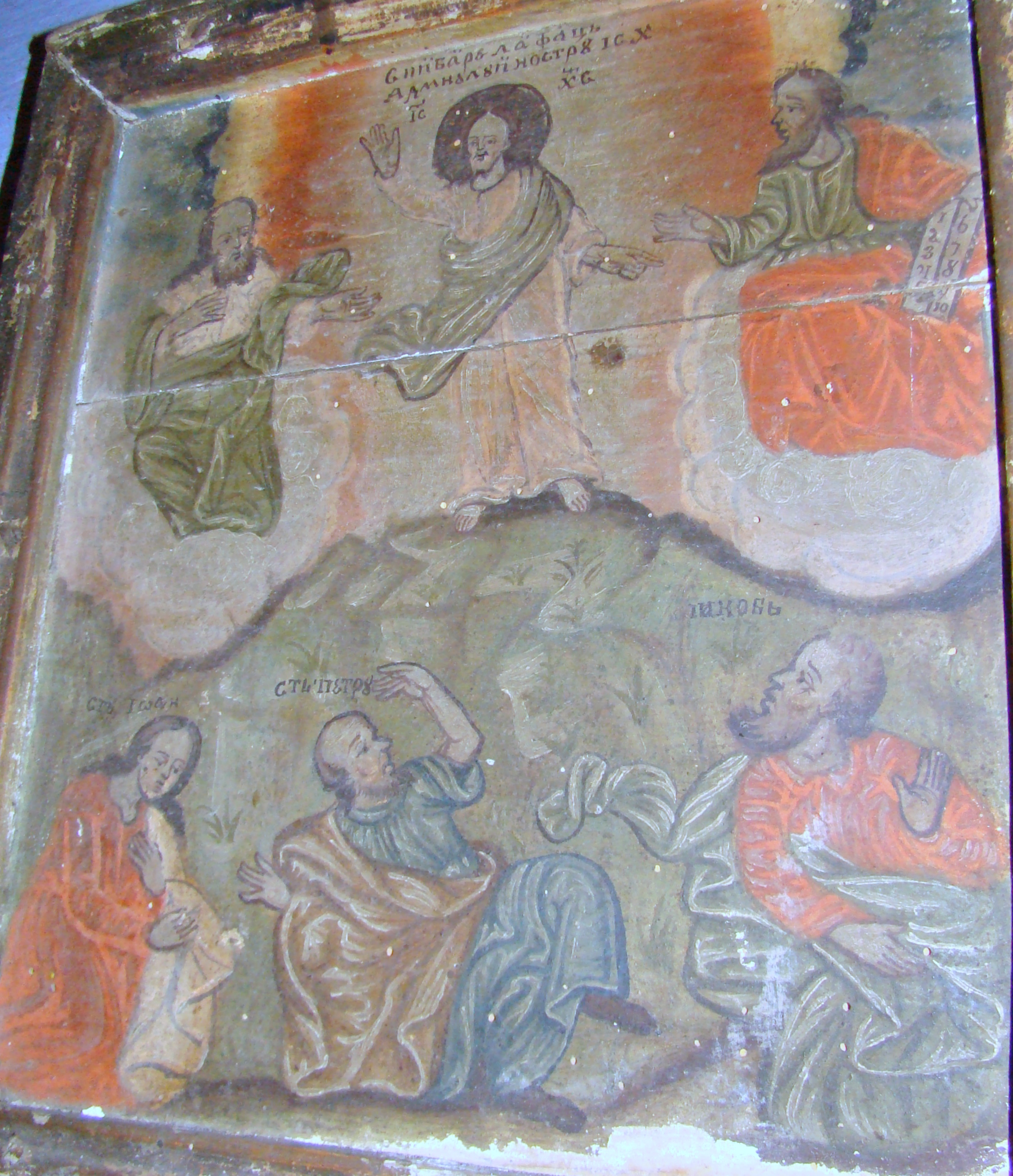
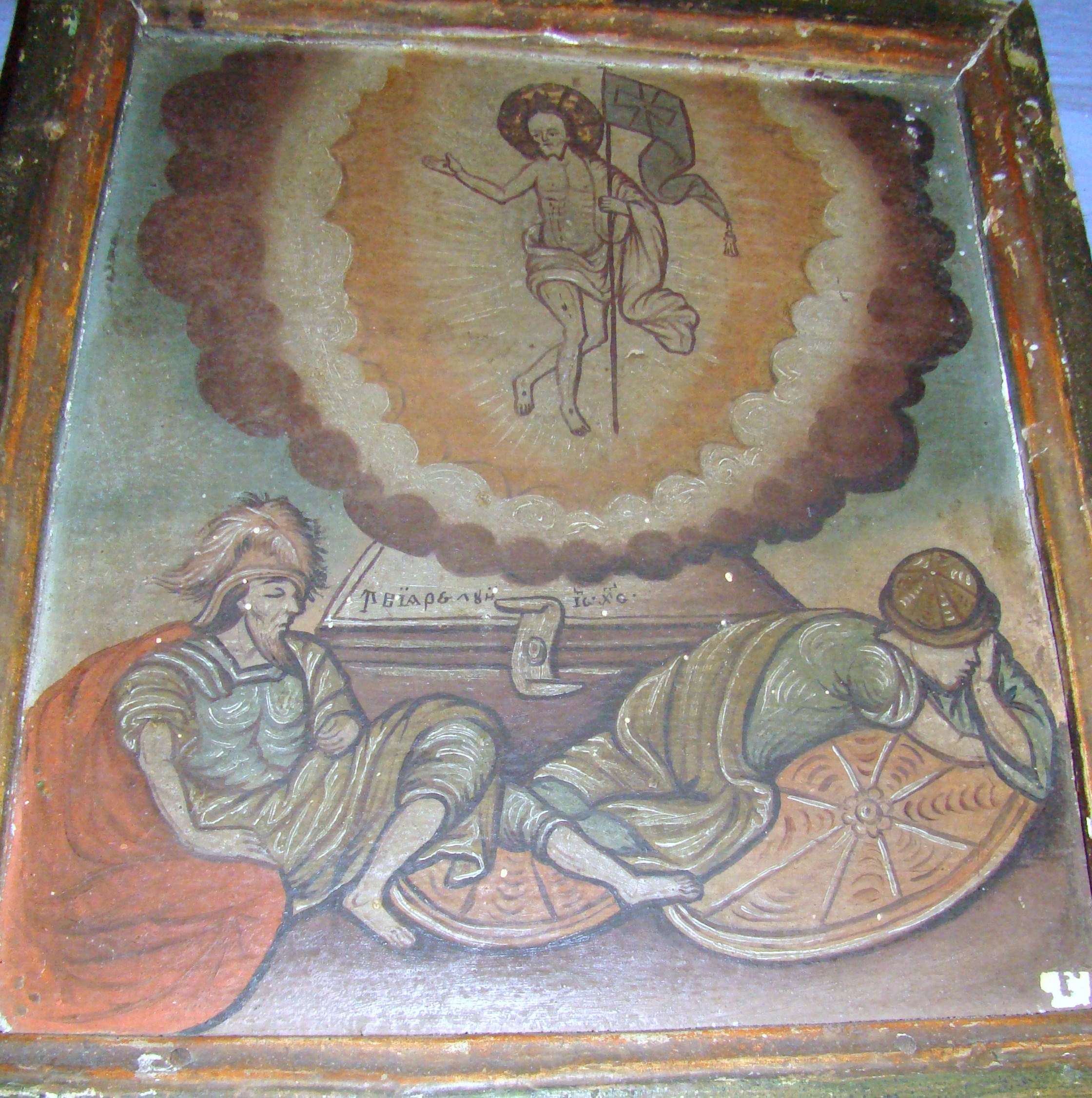
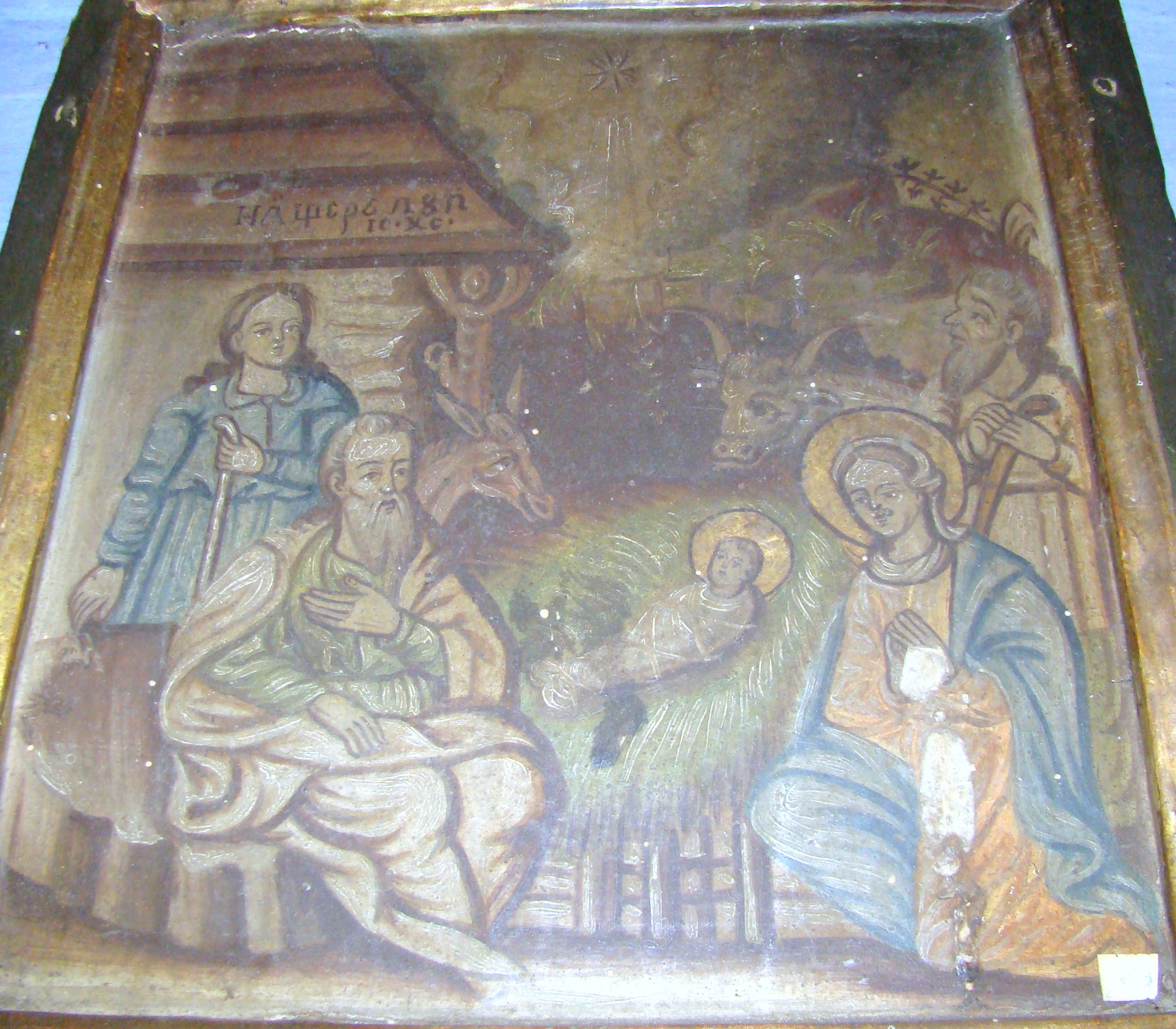
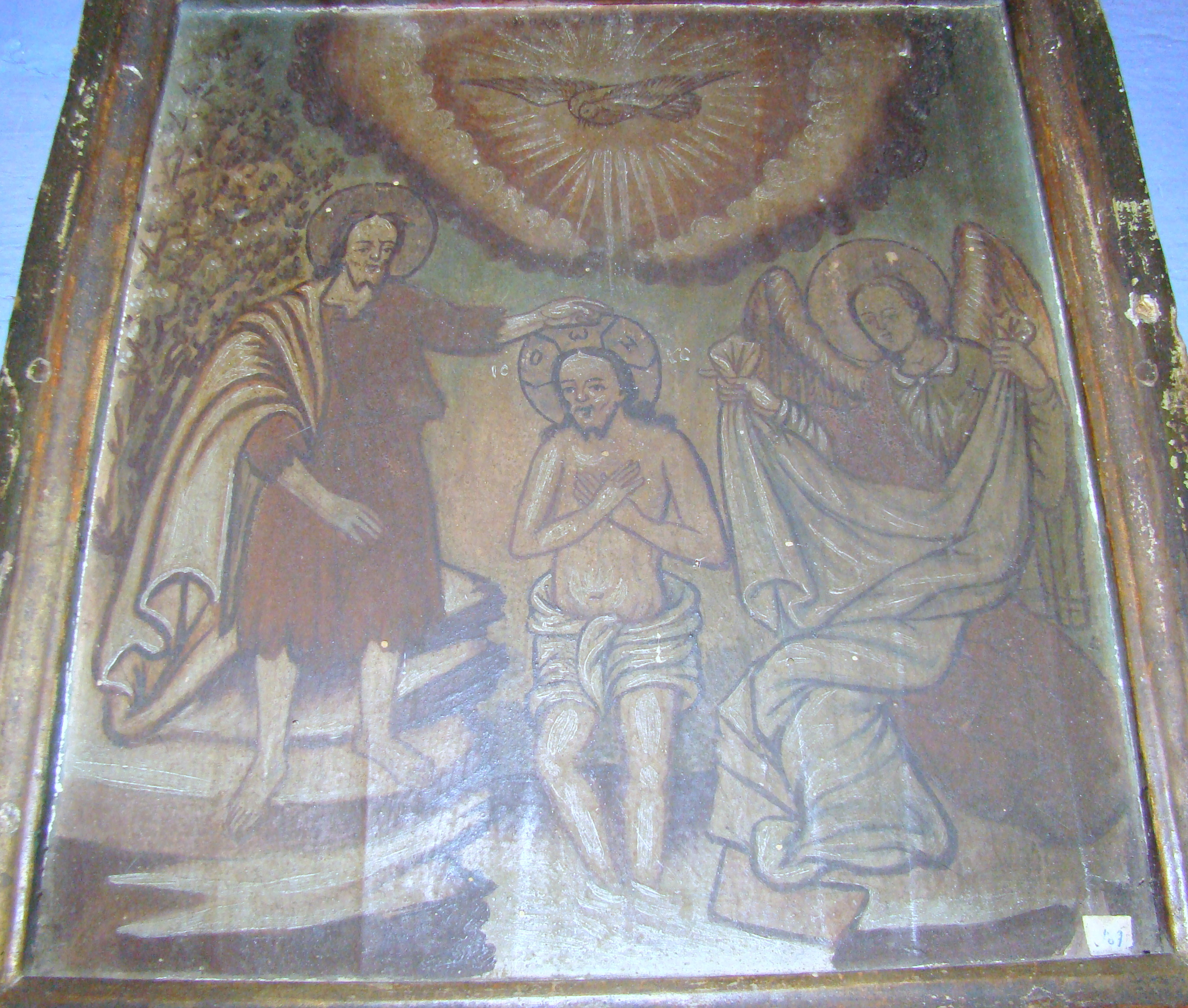
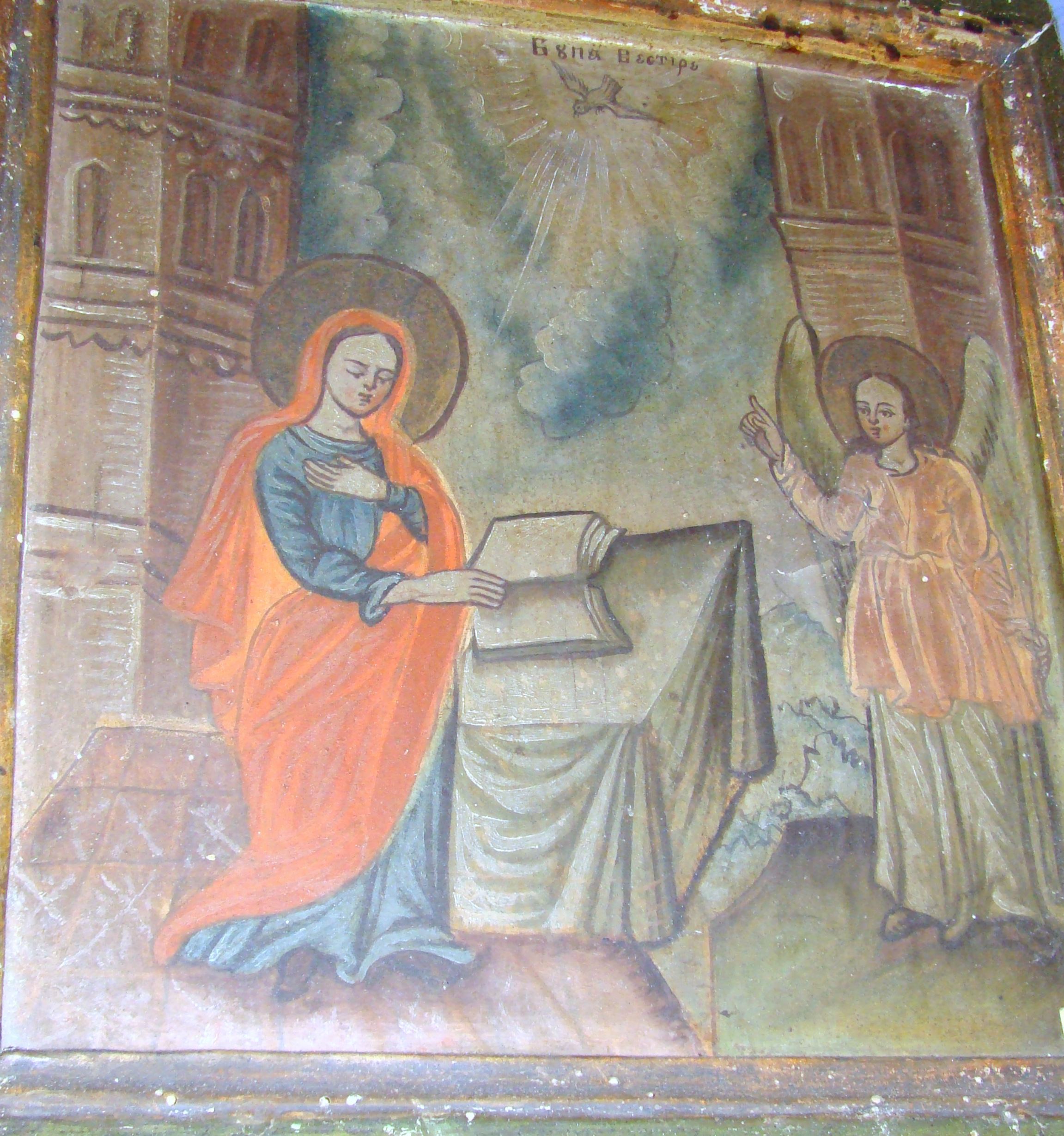
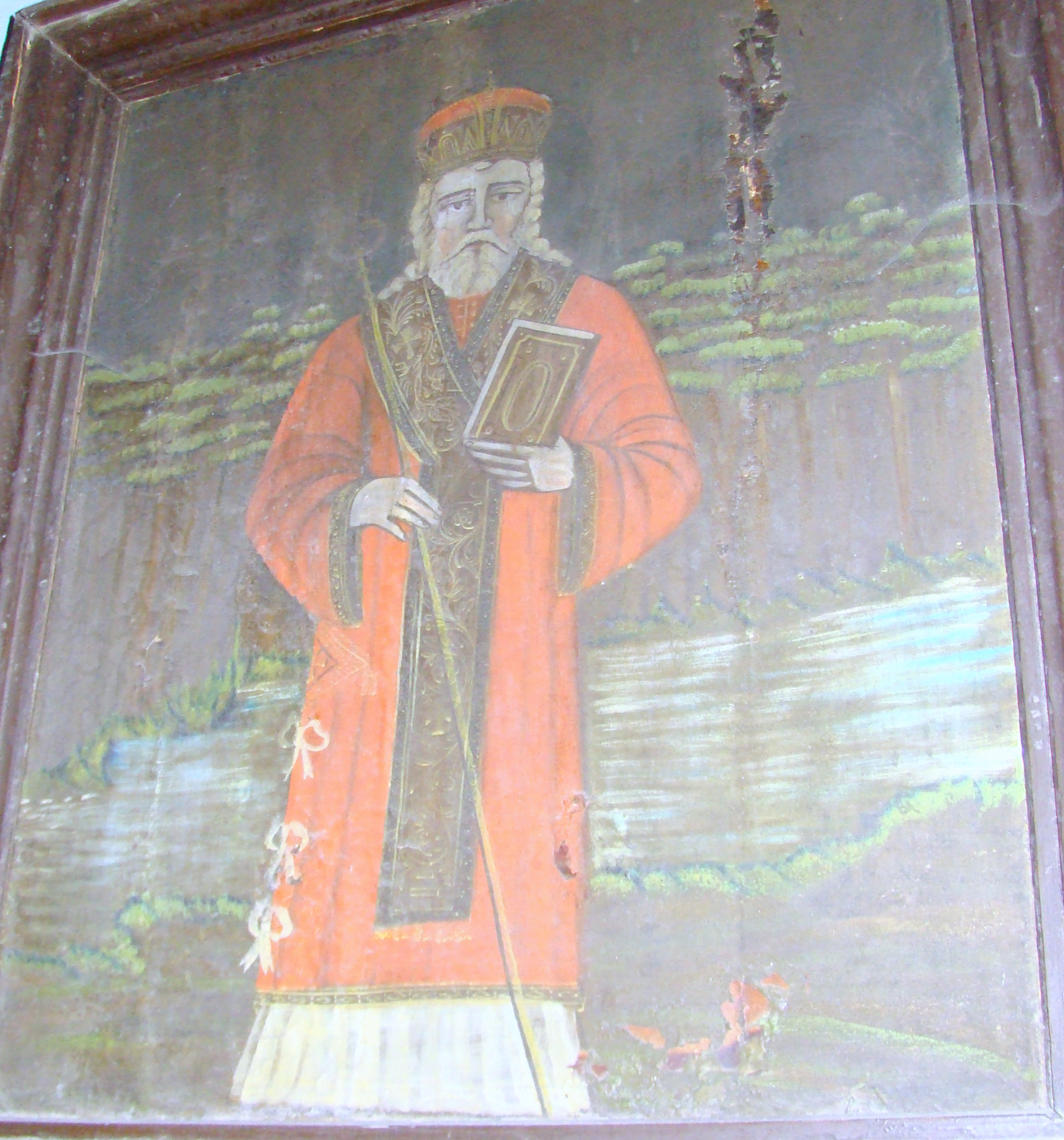
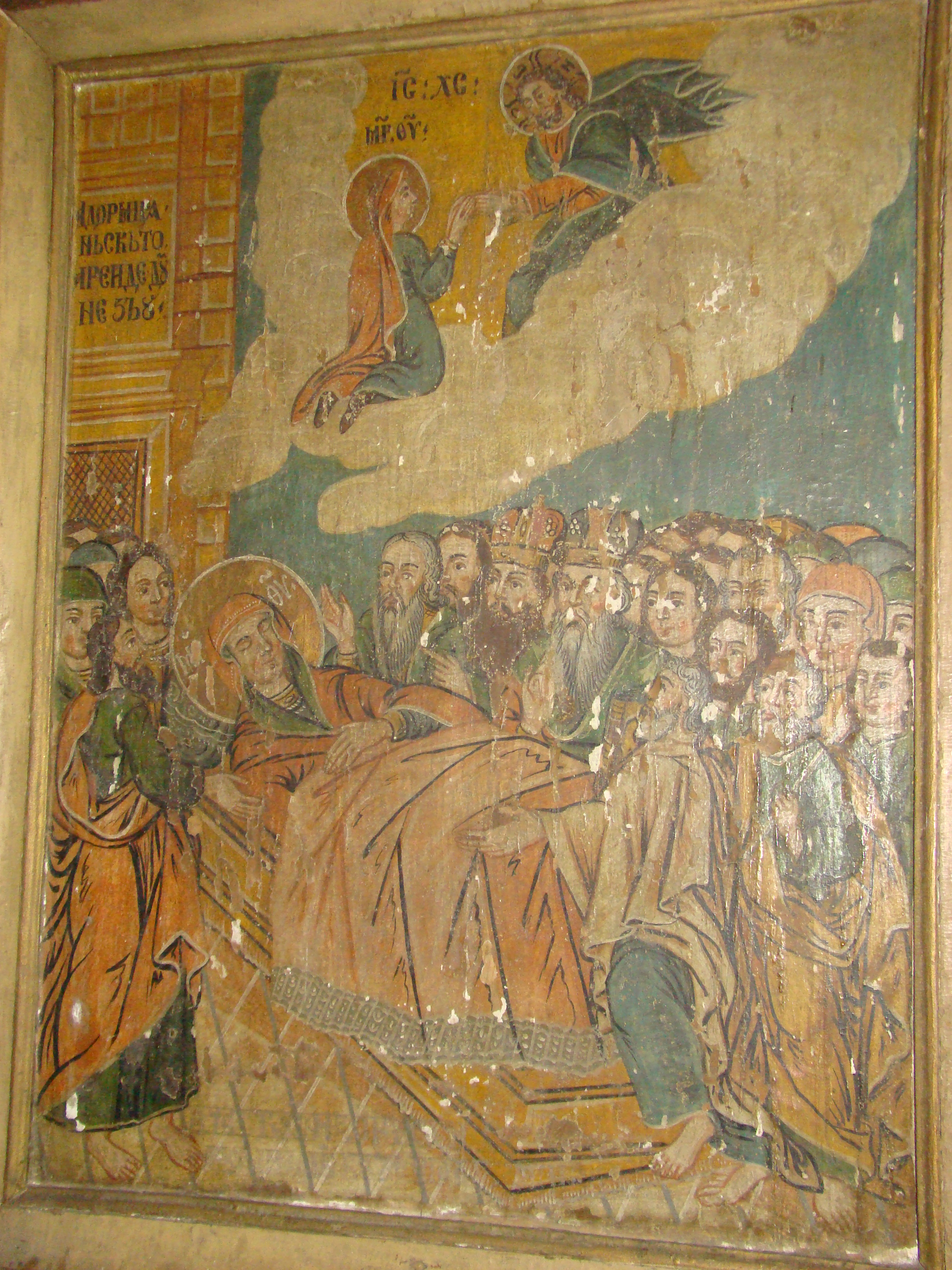
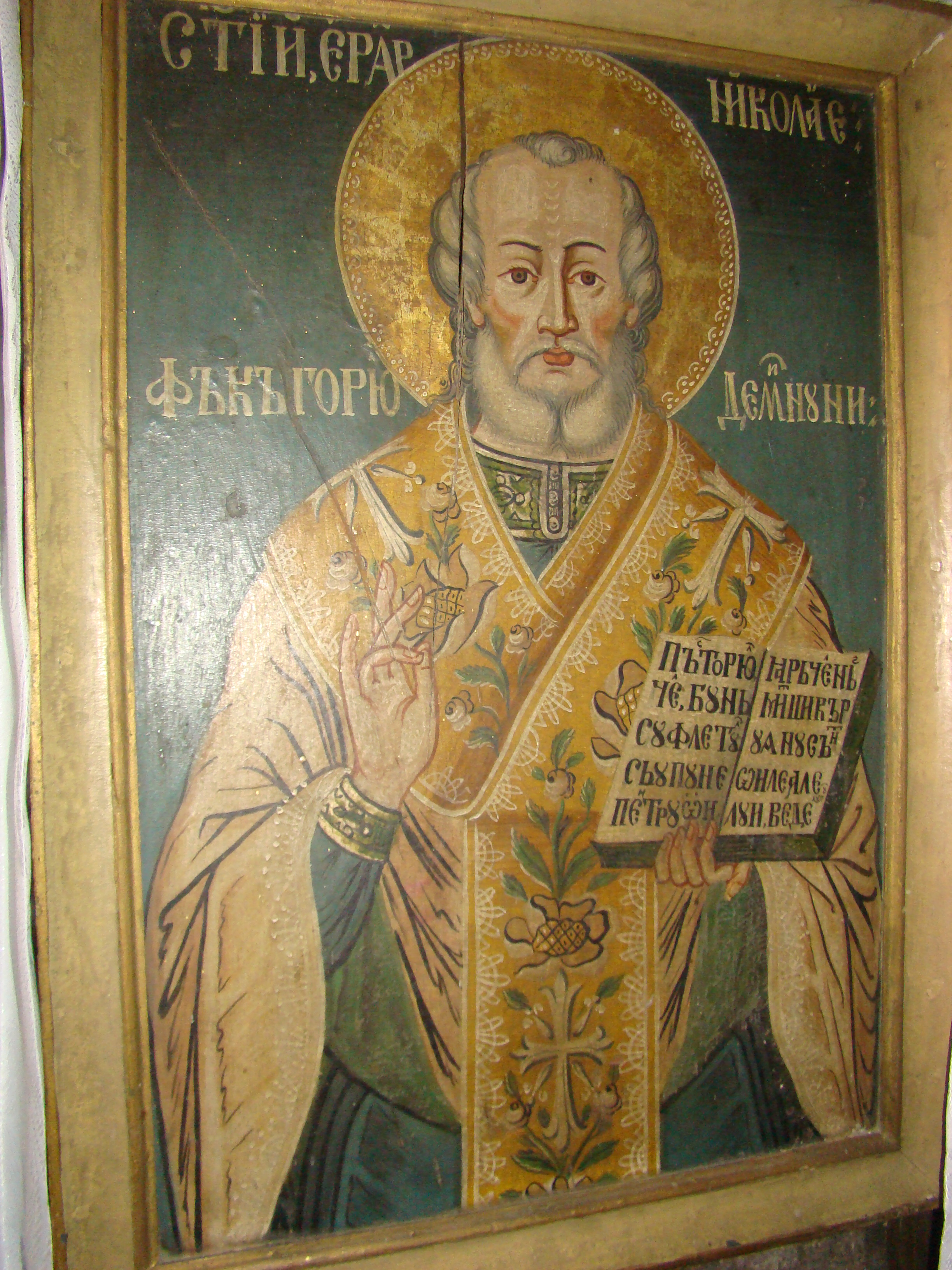
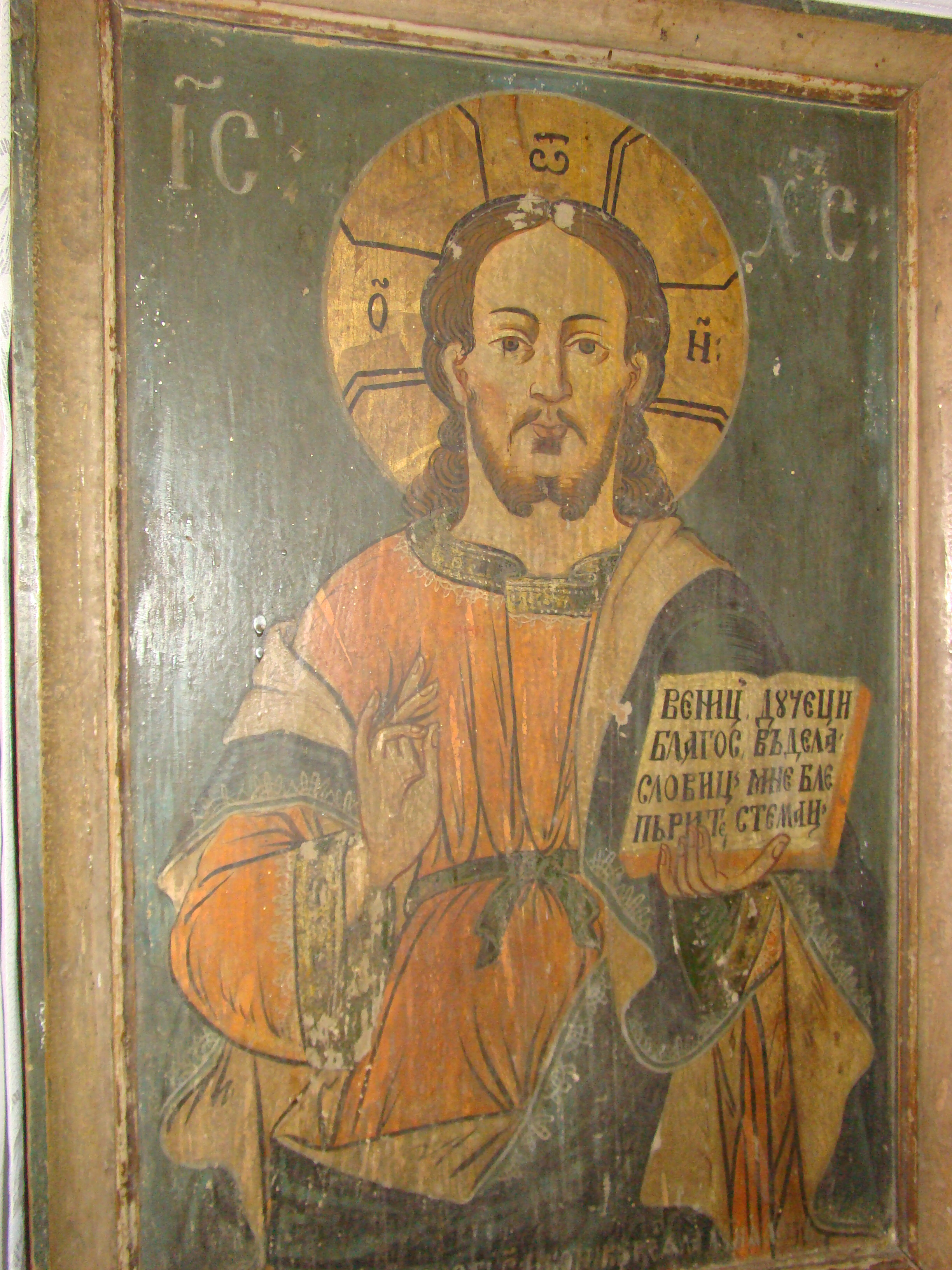
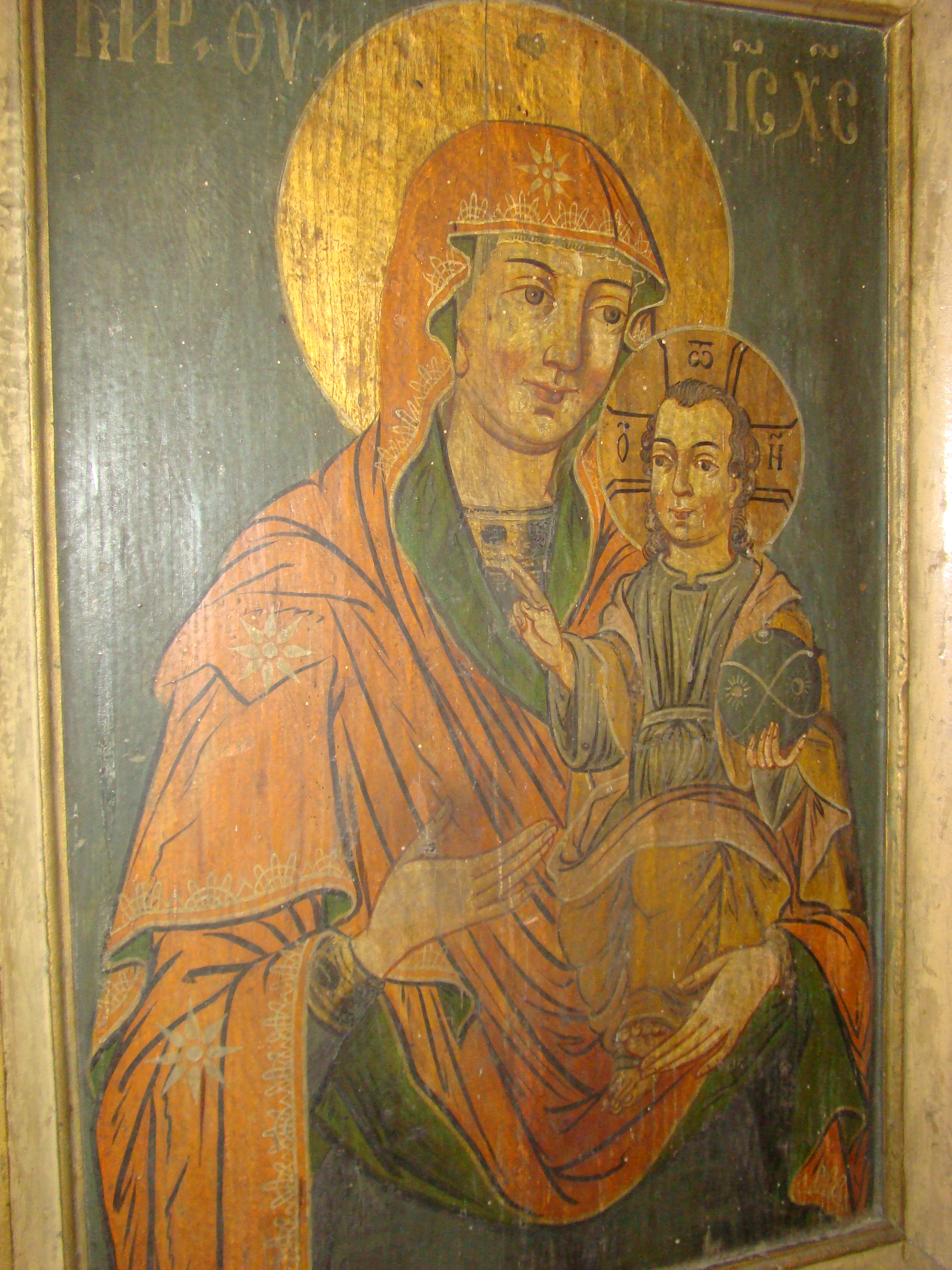
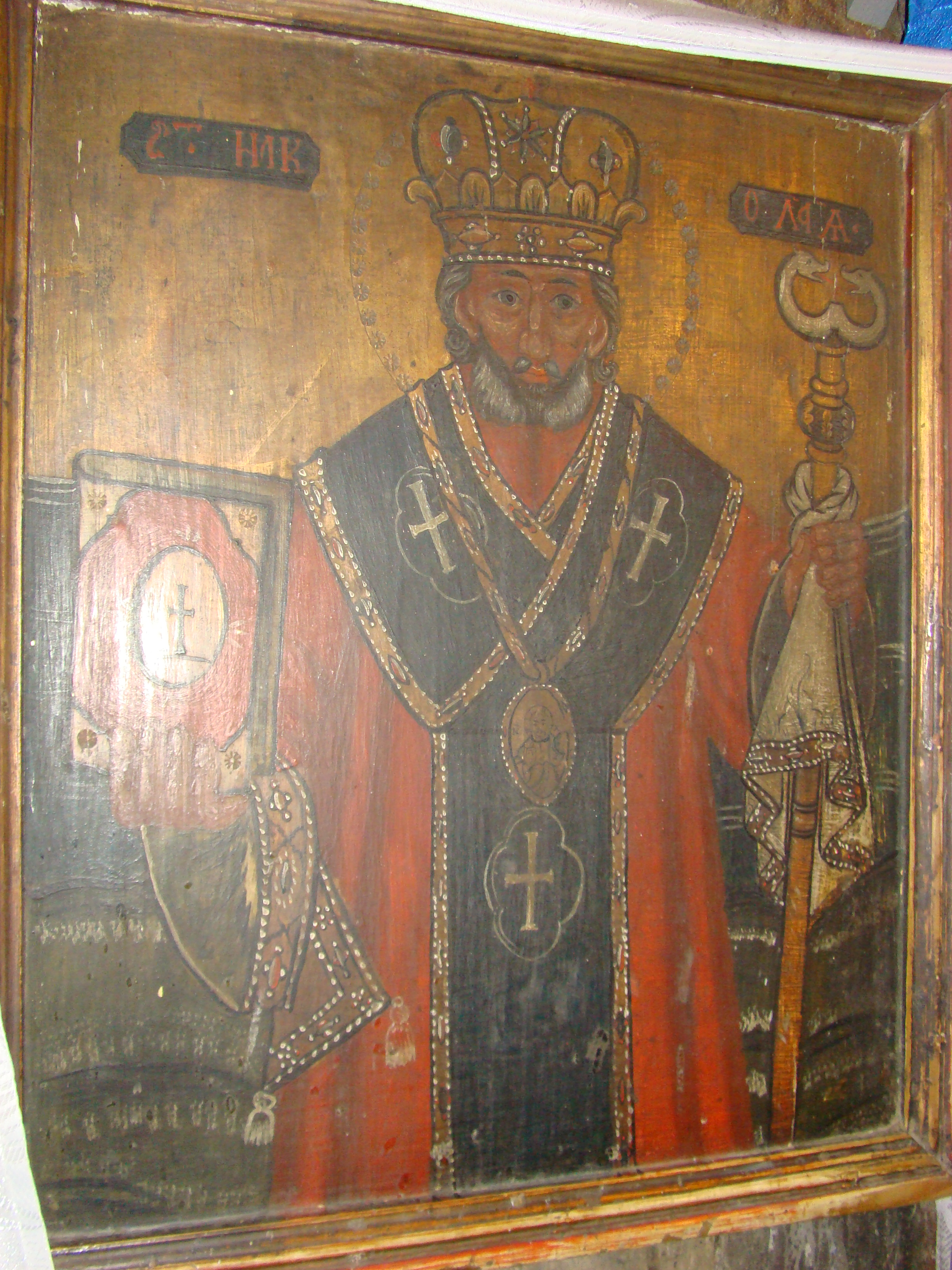
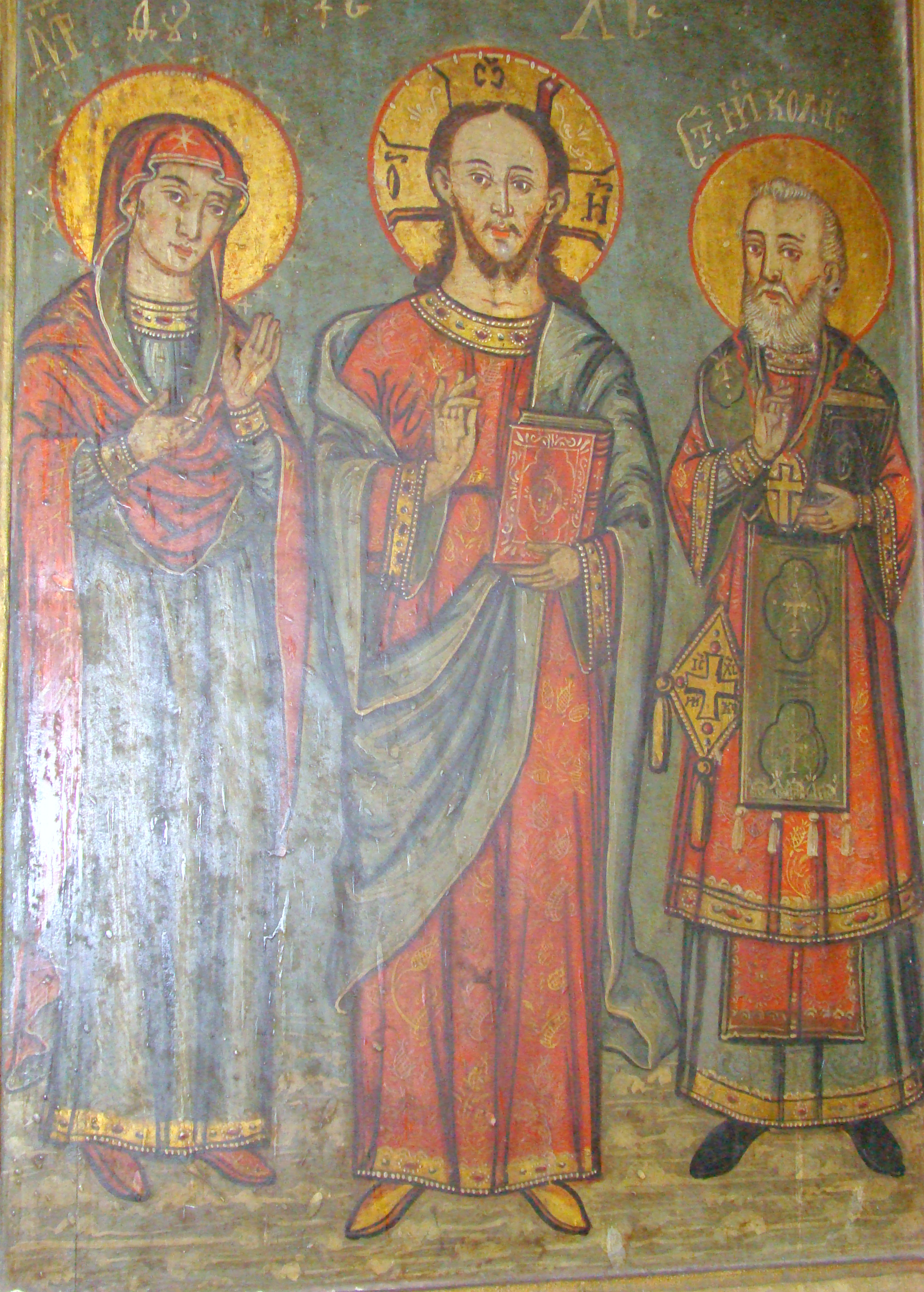
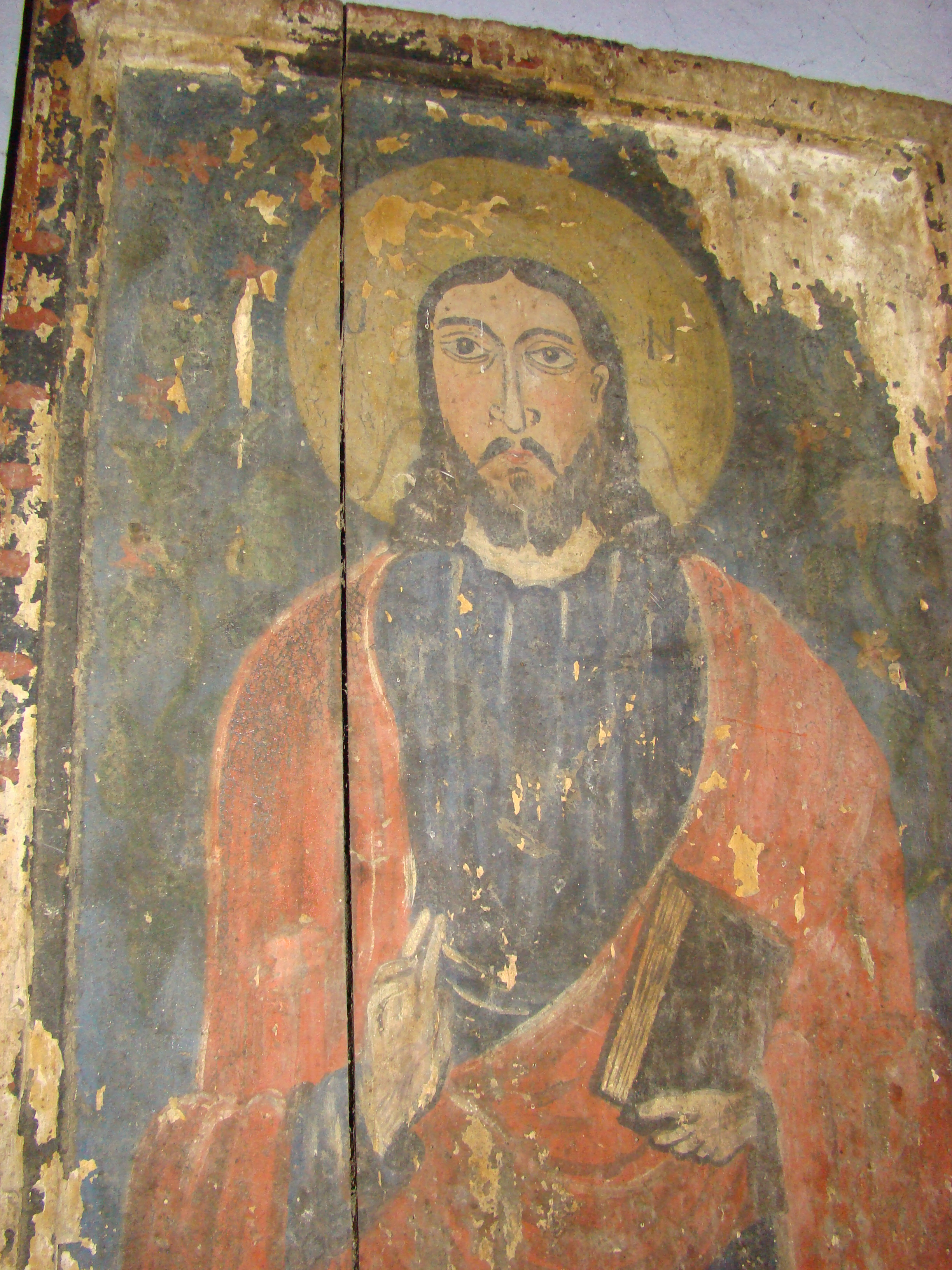
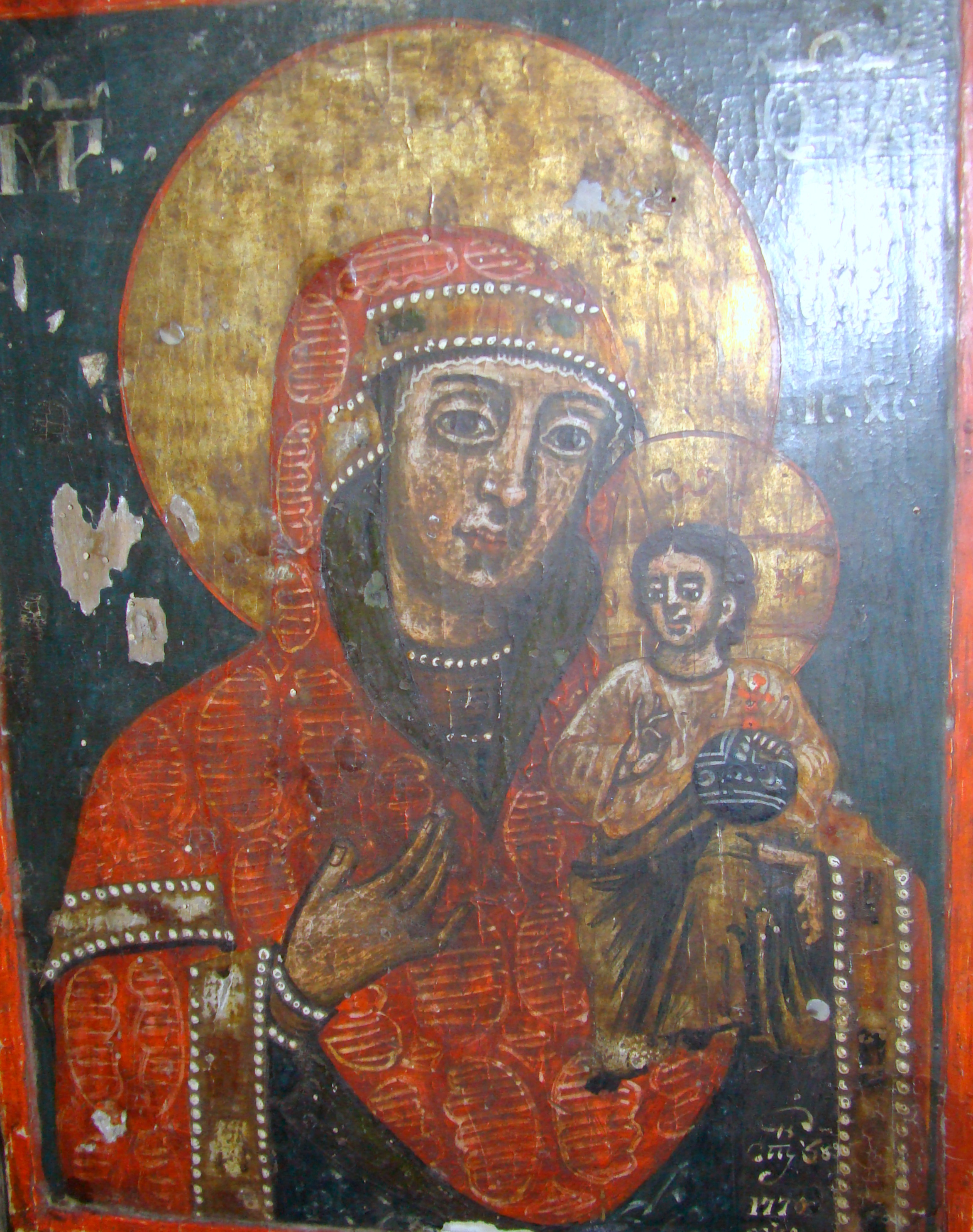
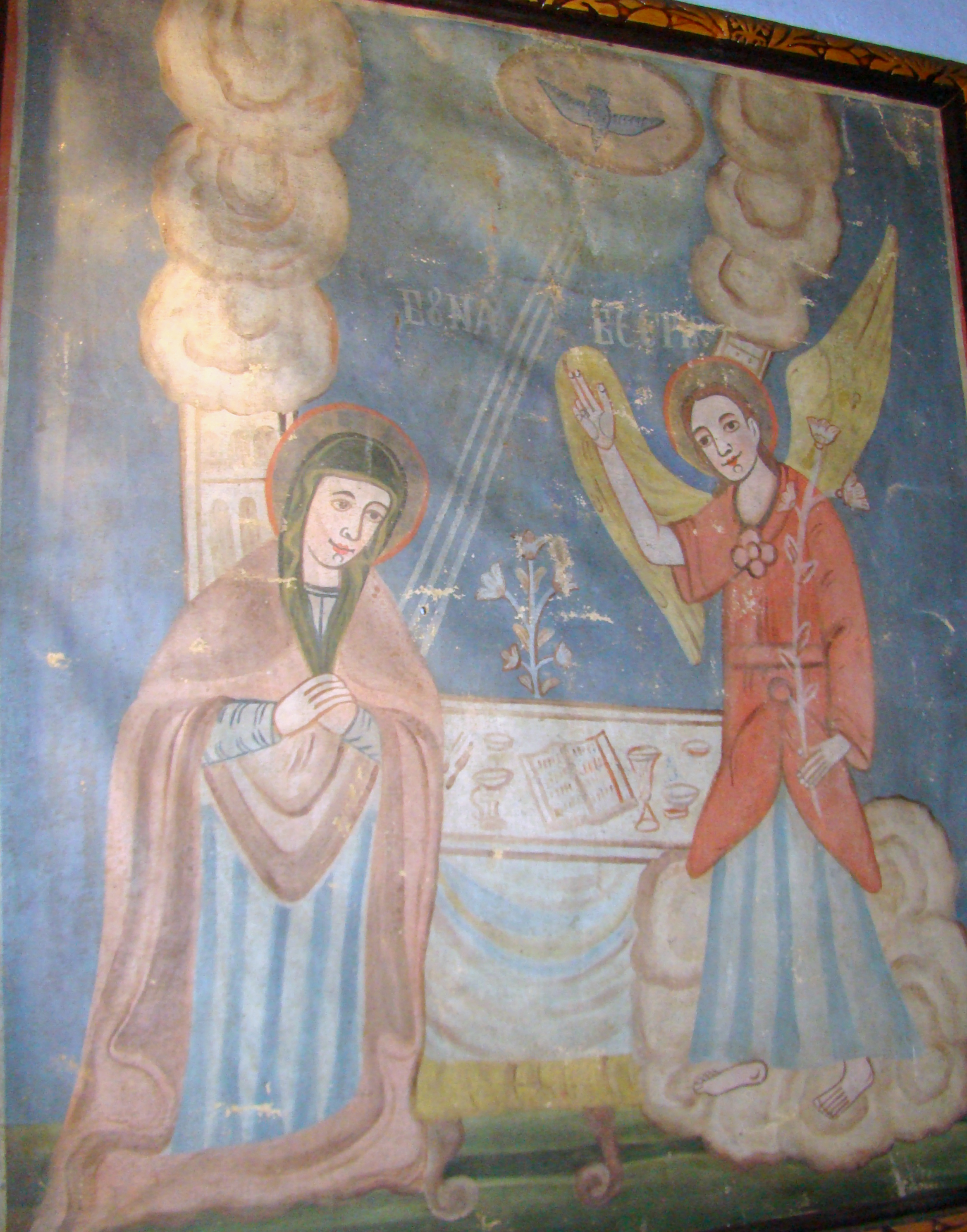
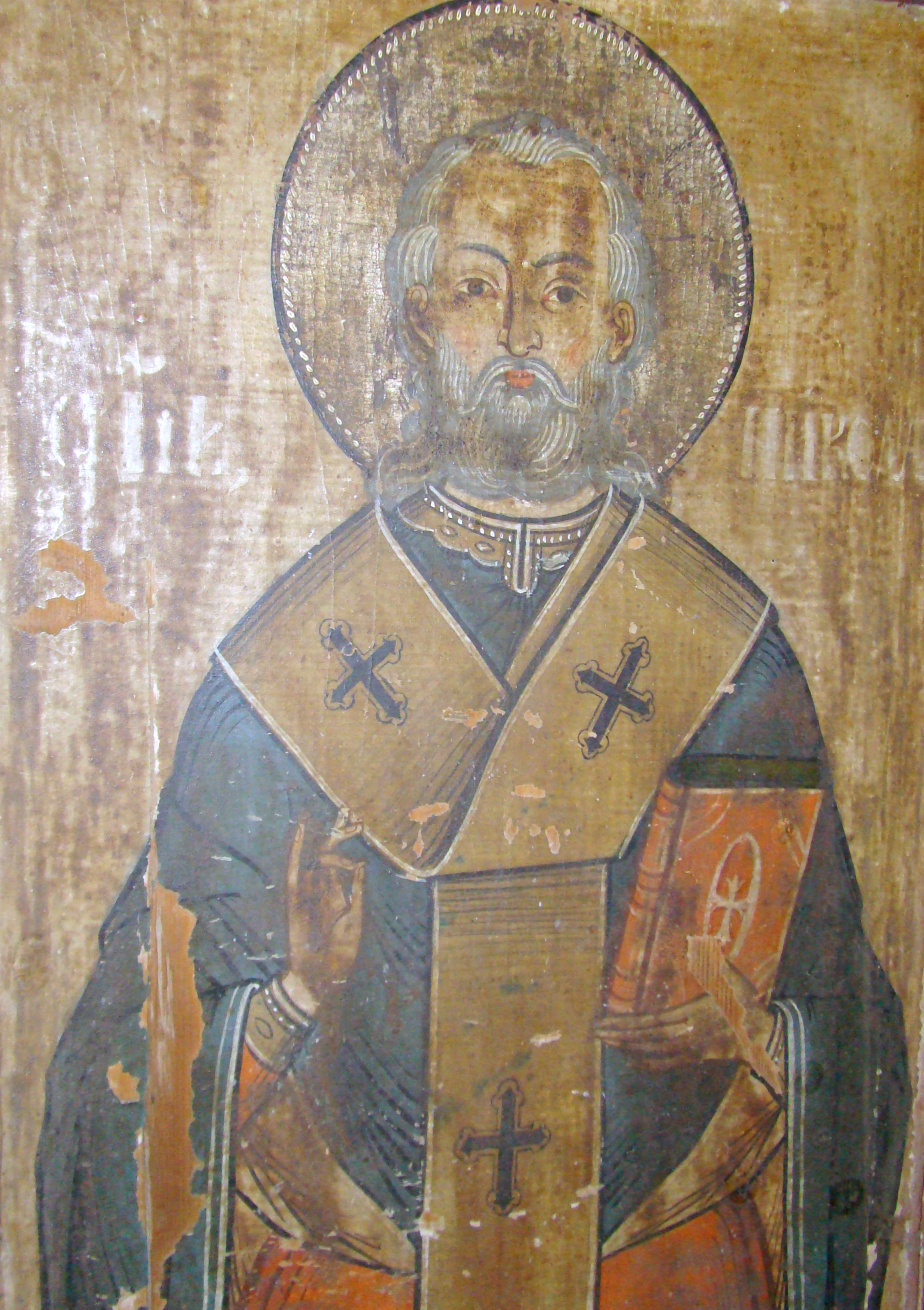
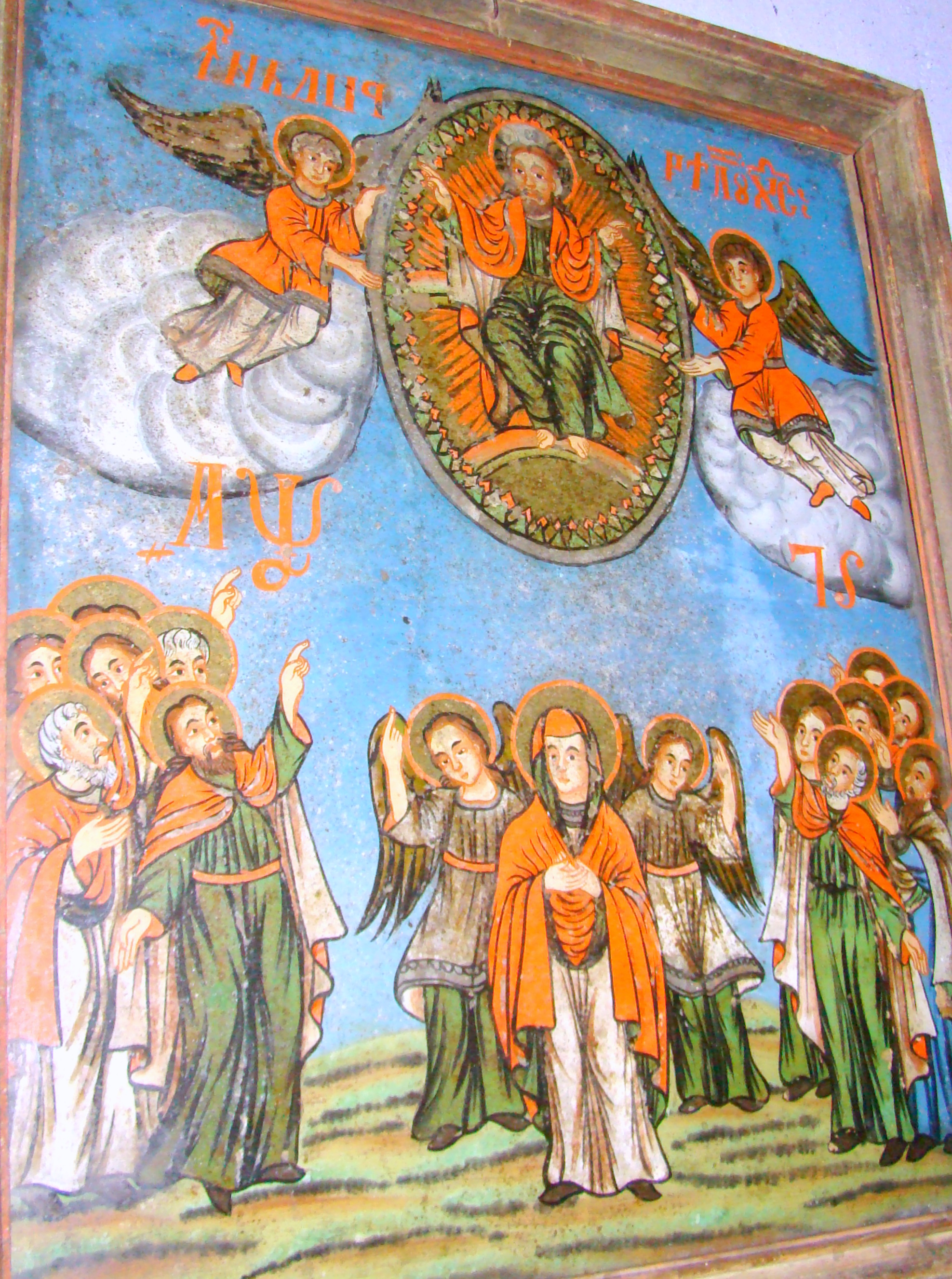
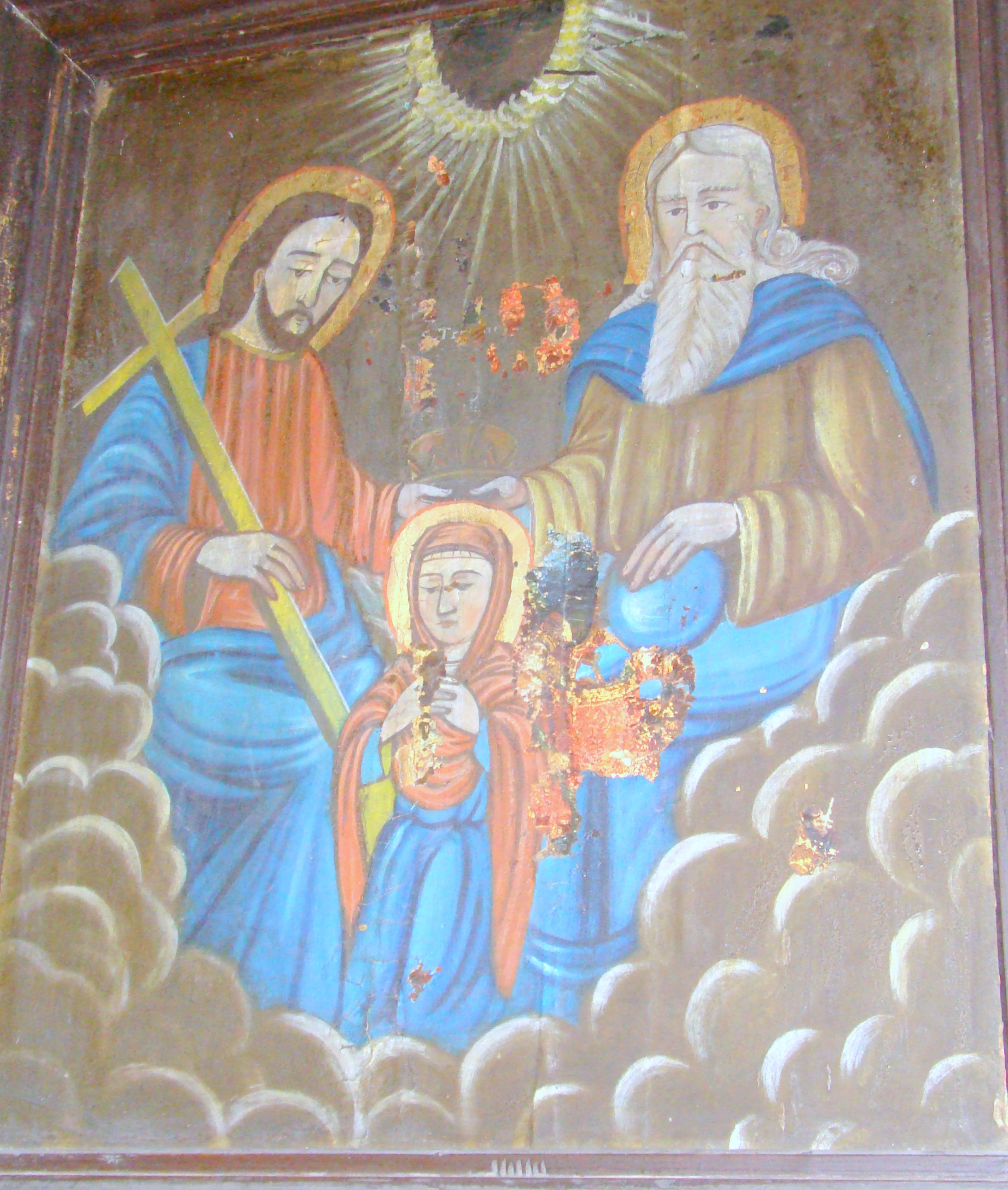
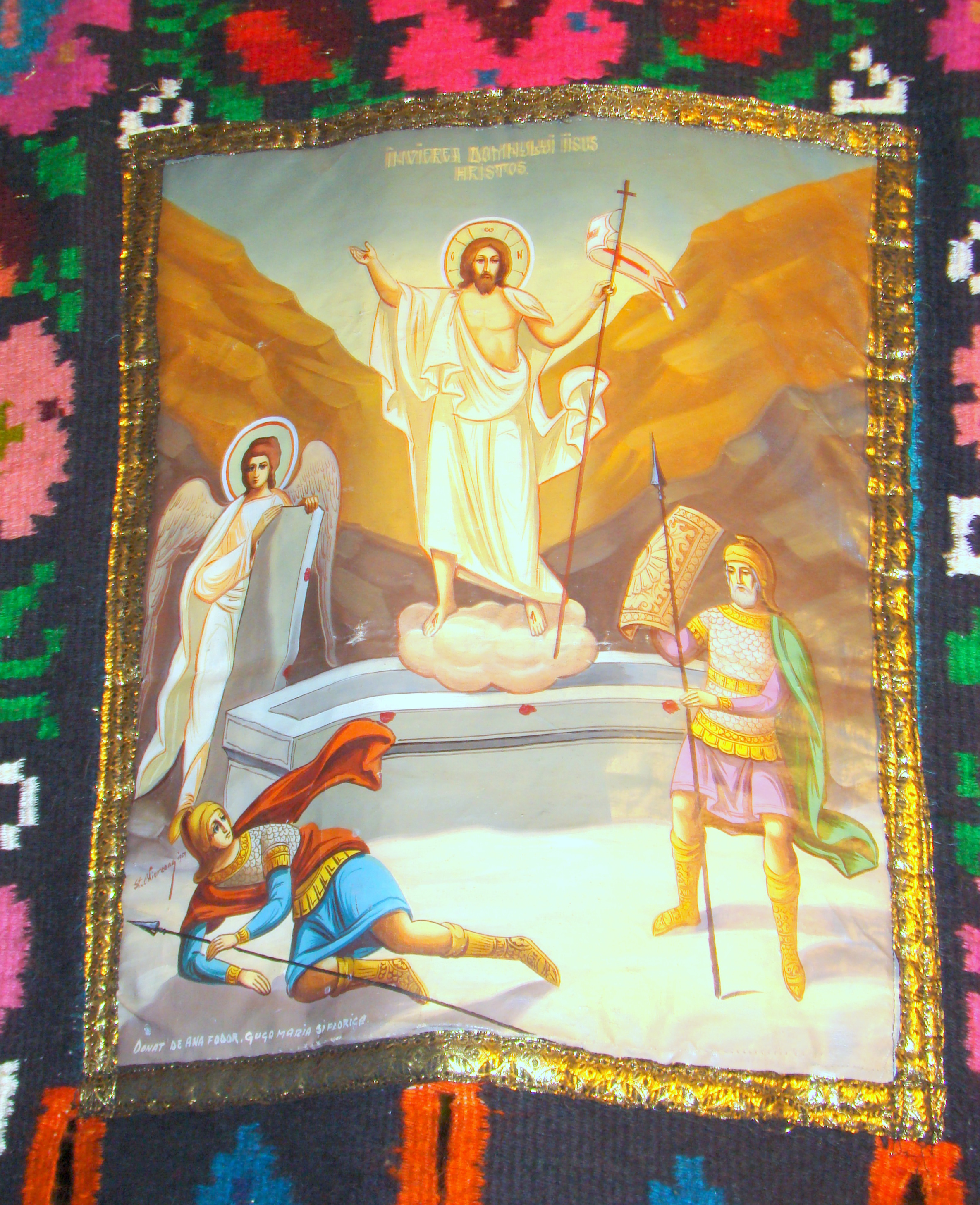
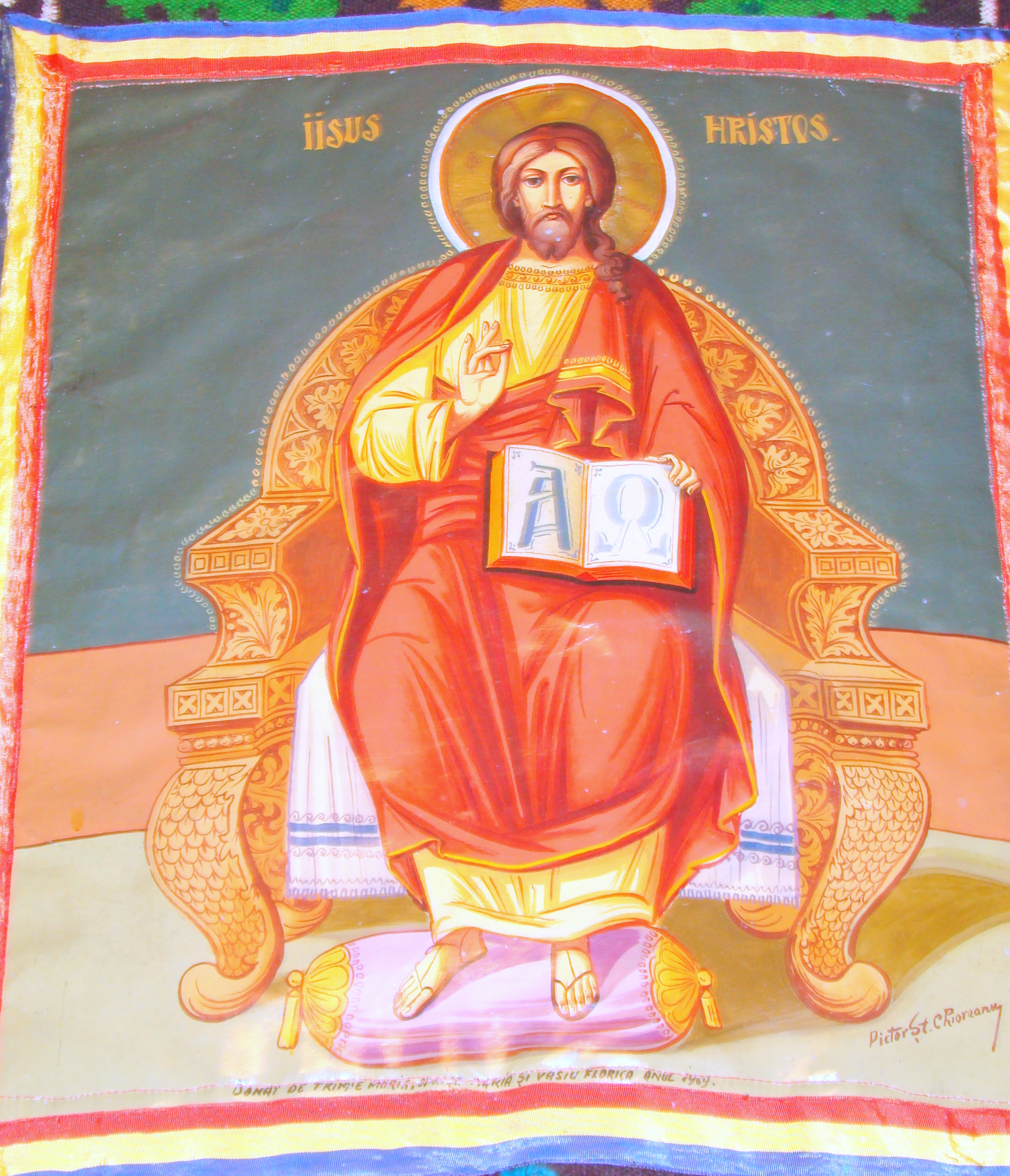
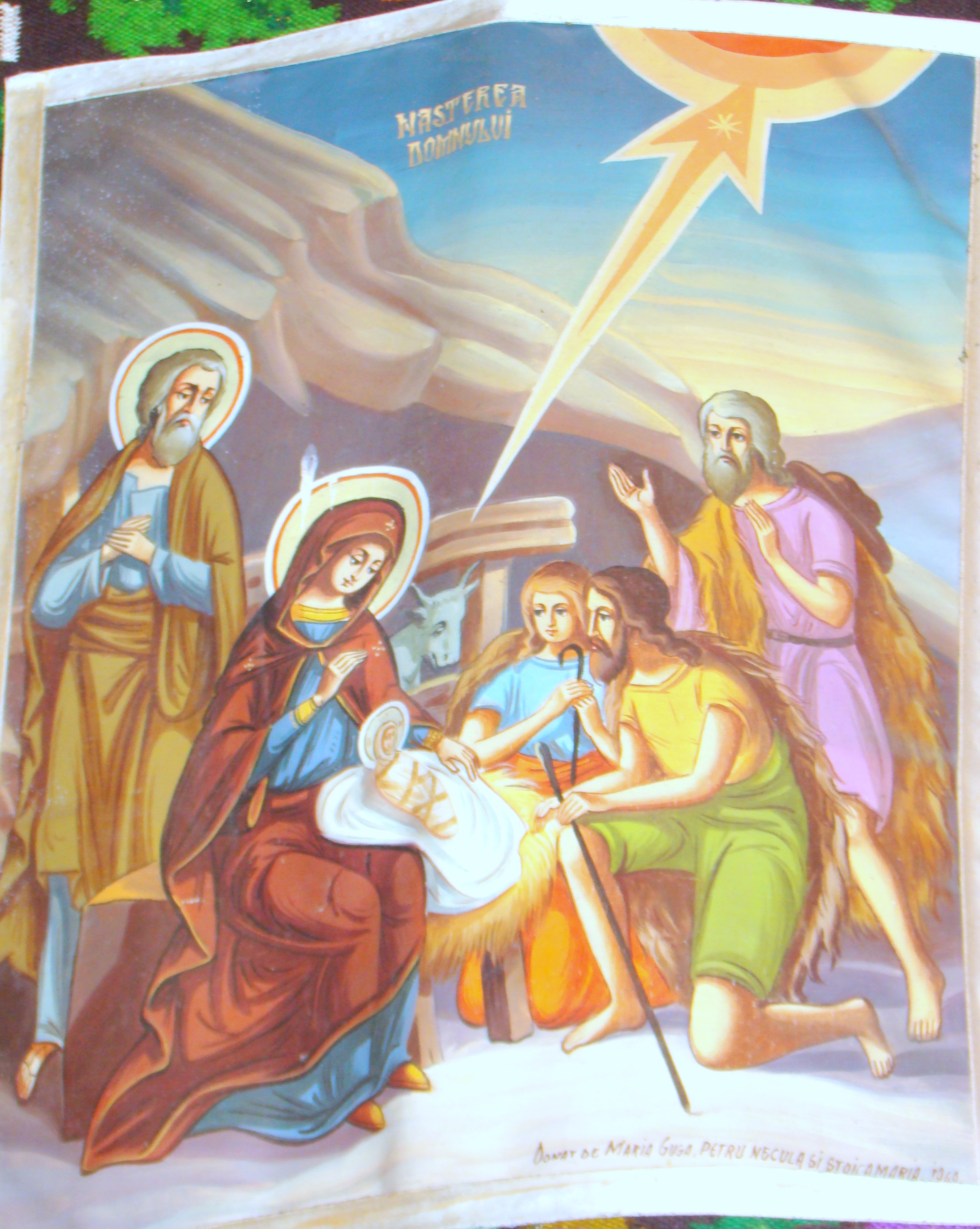
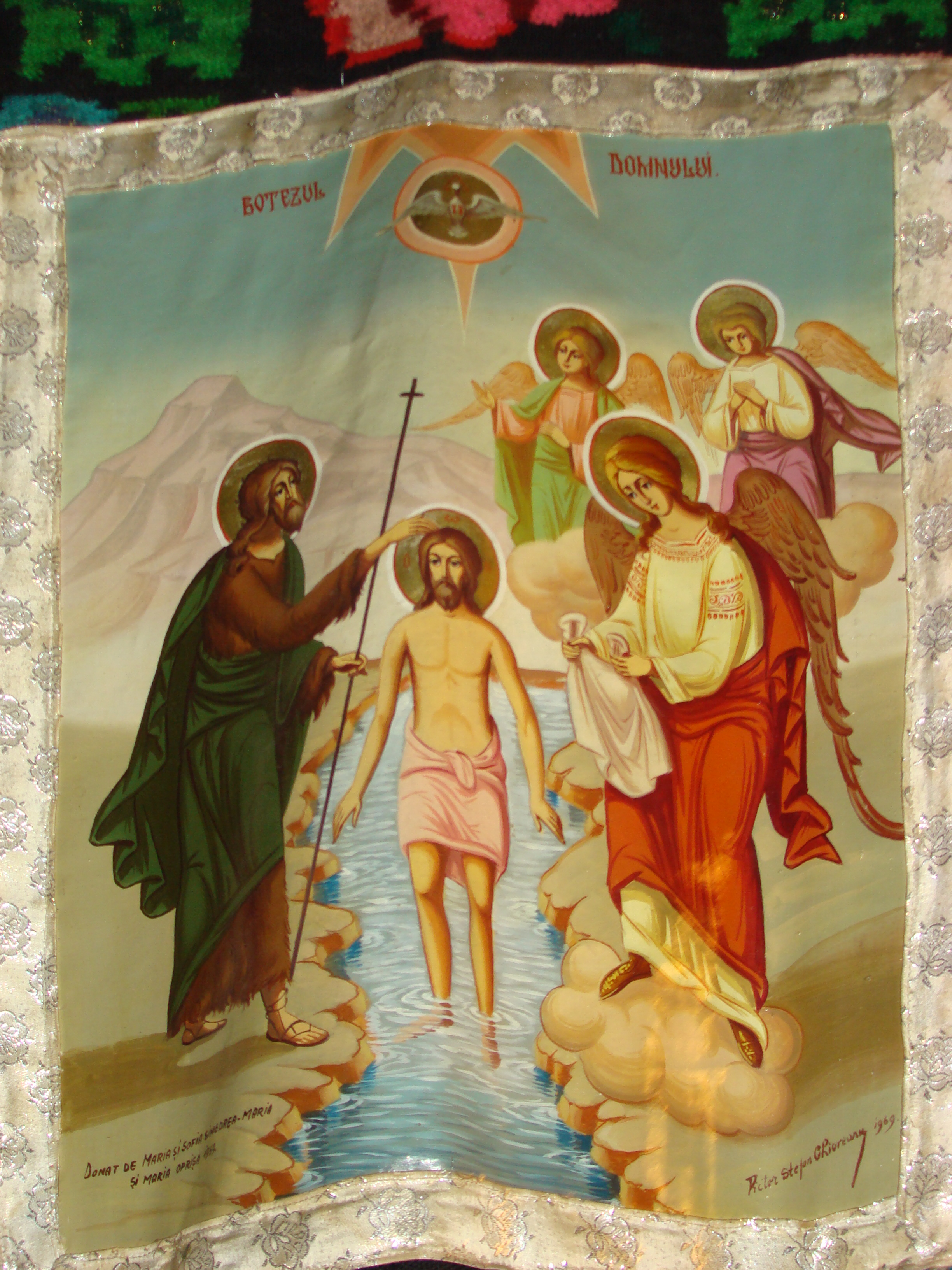

## Imagini din exterior

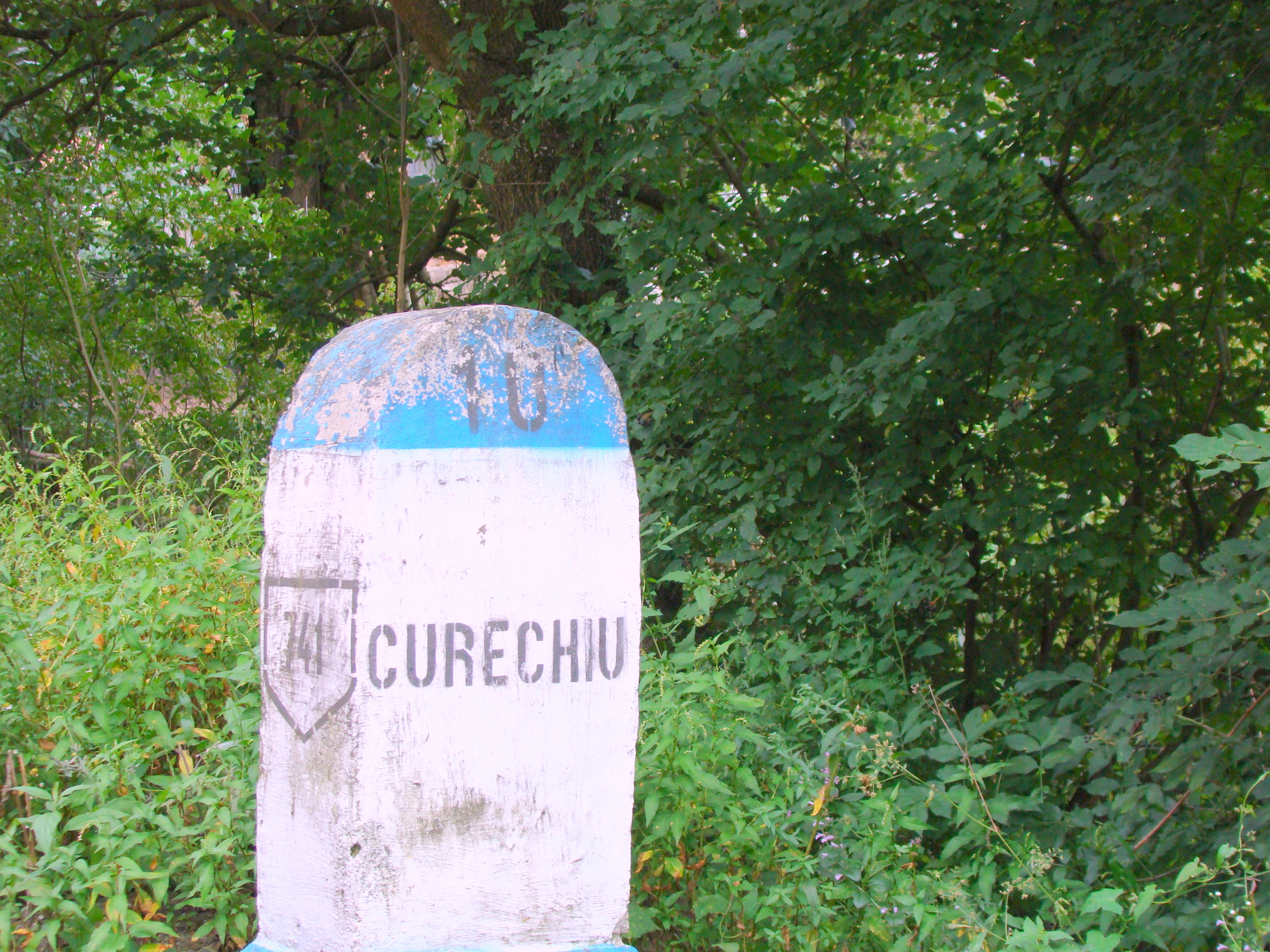
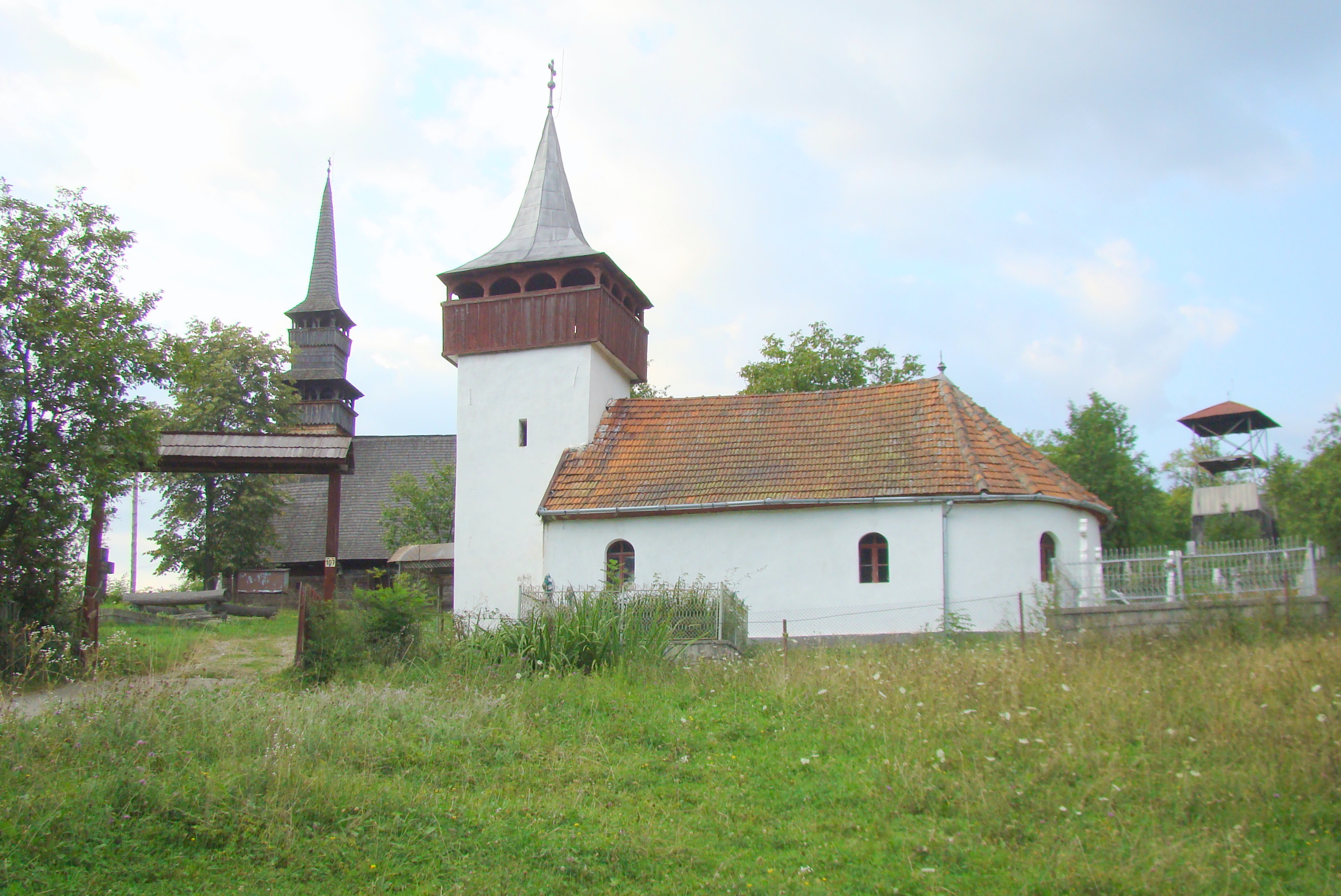
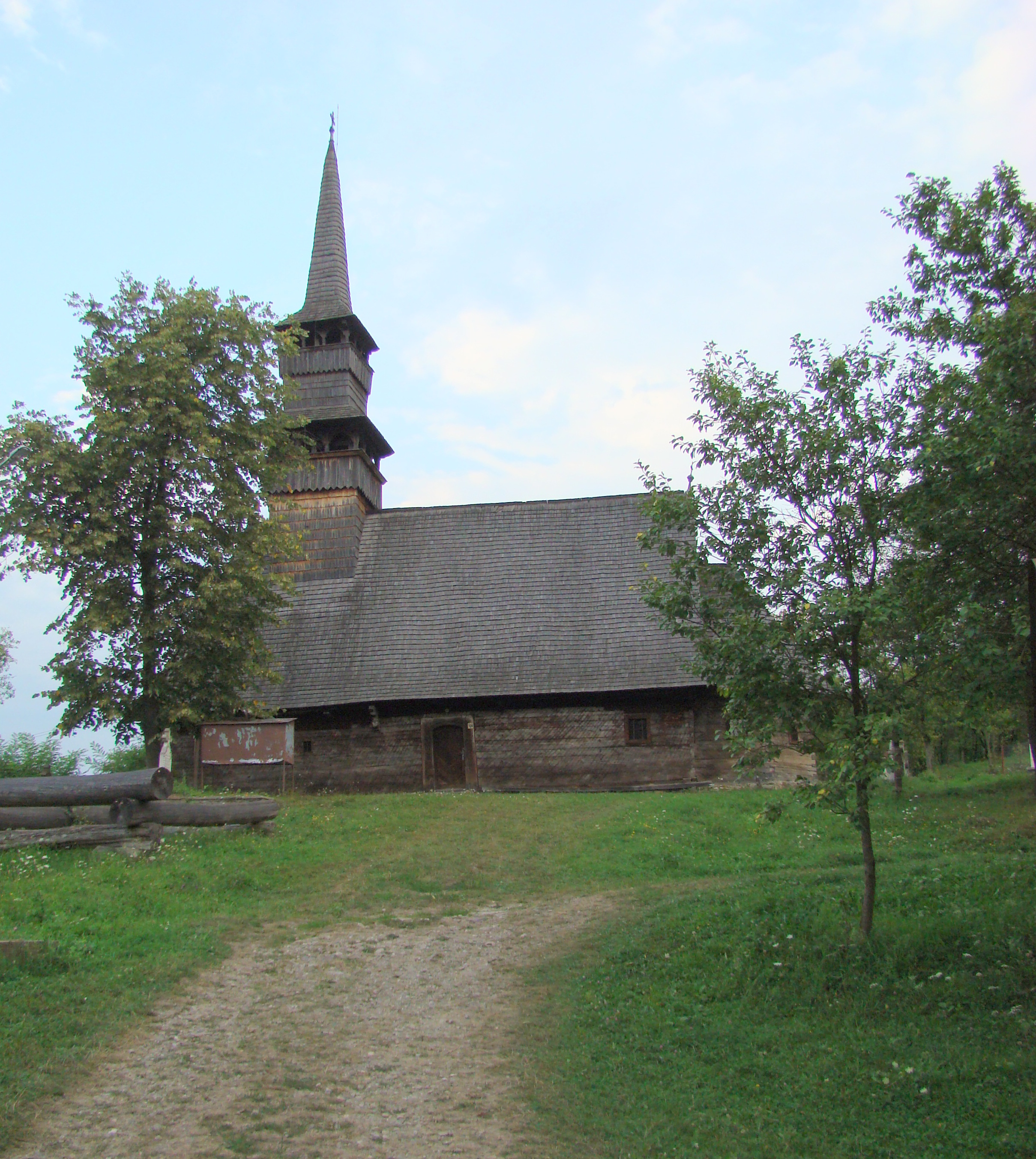
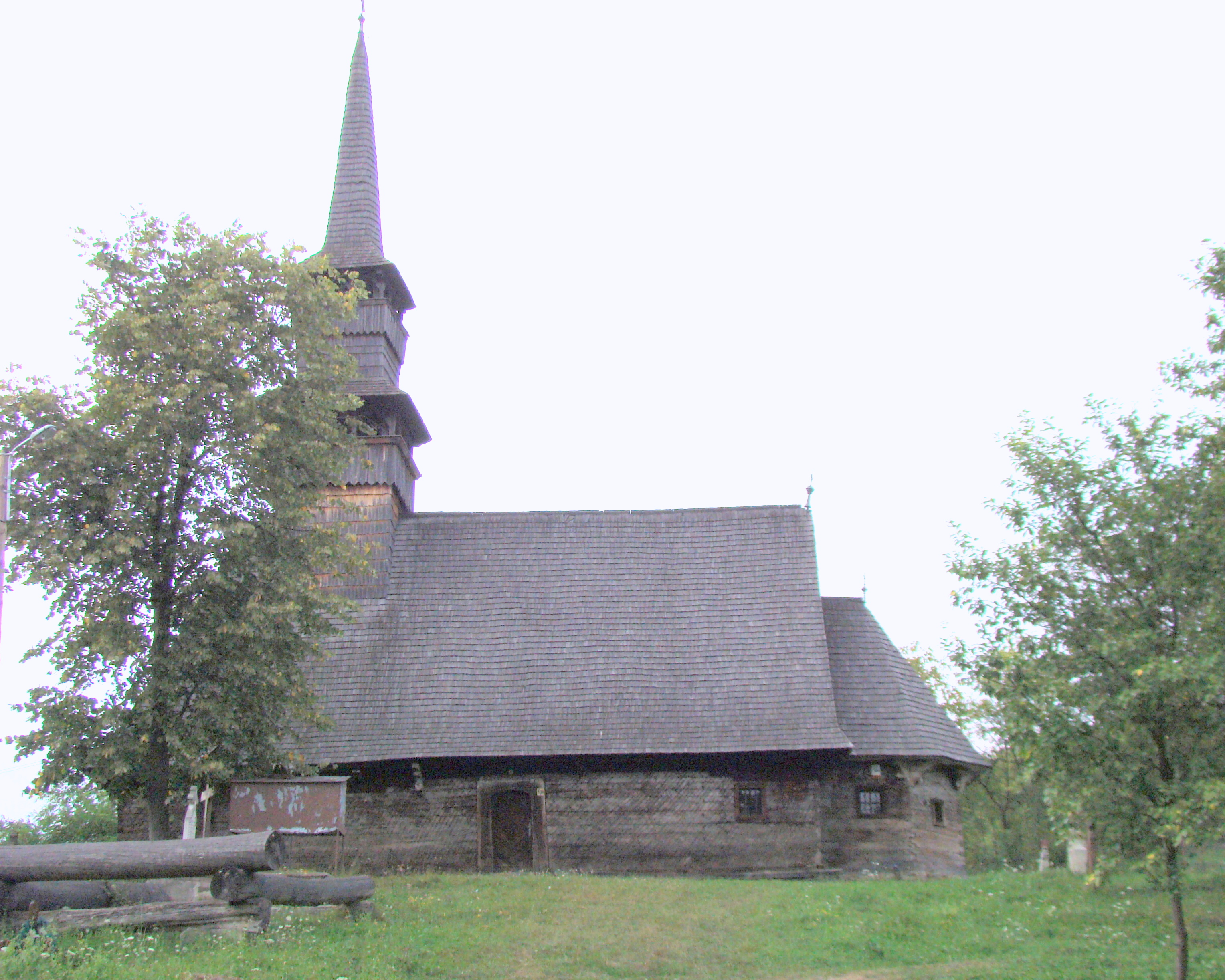
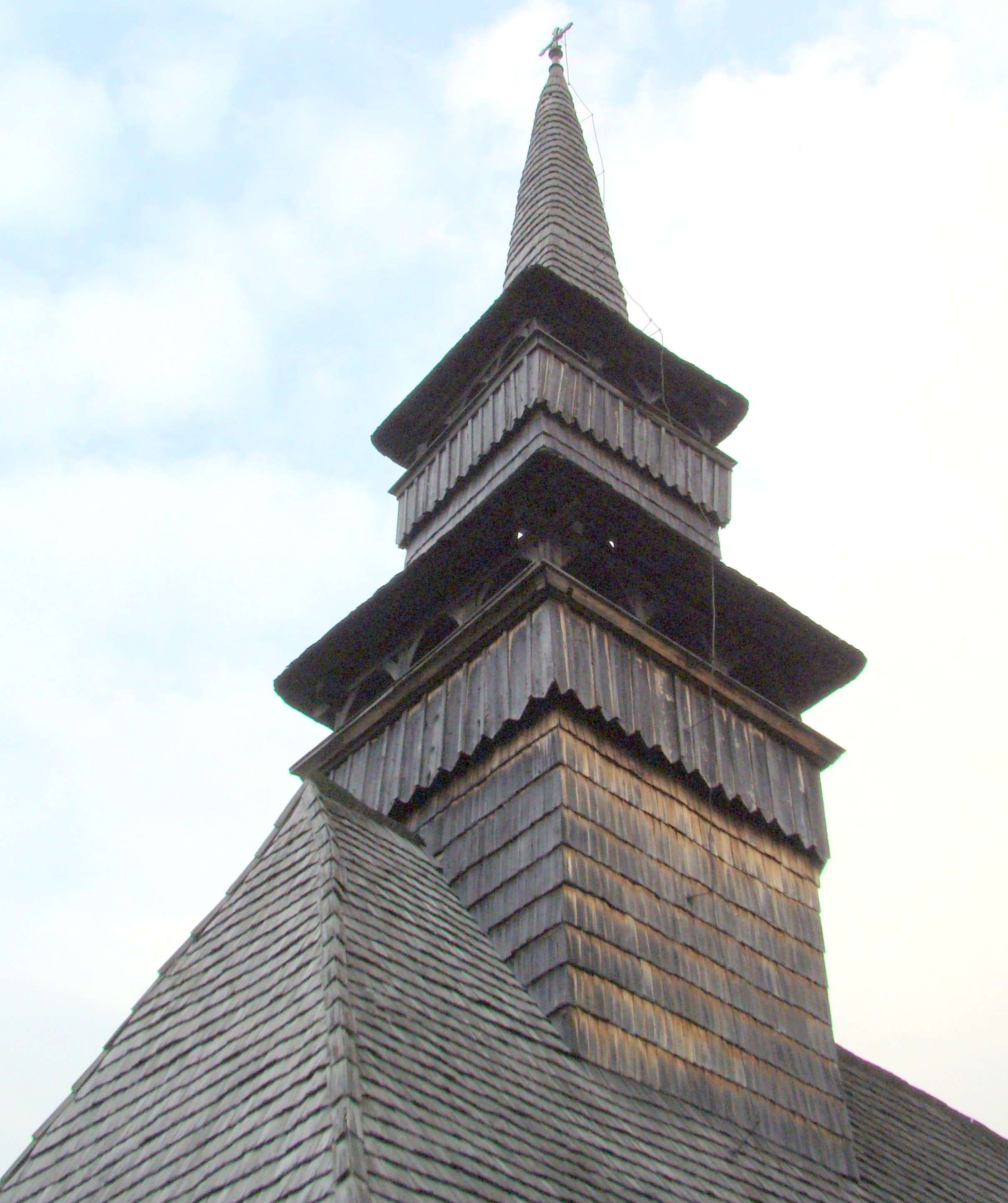
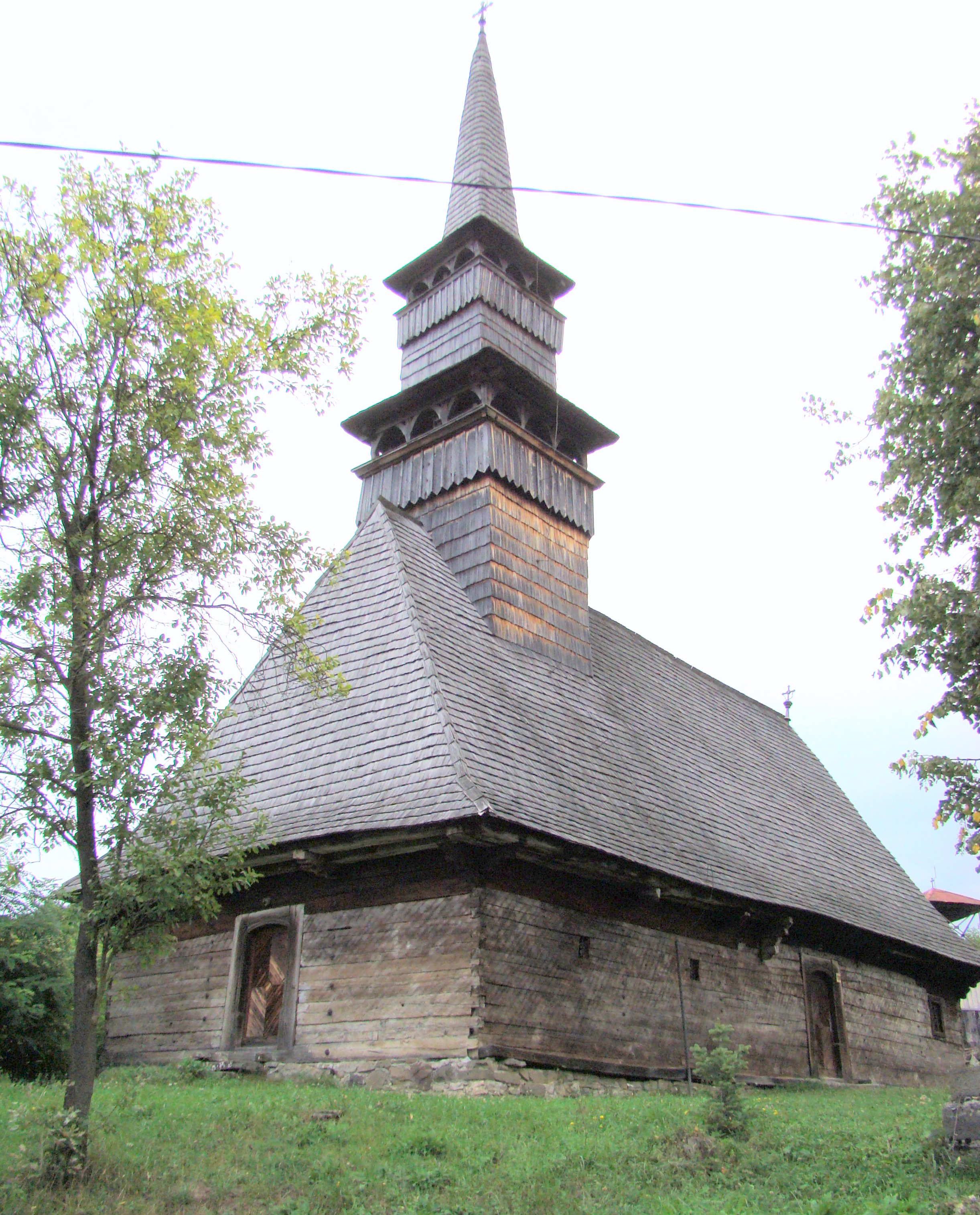
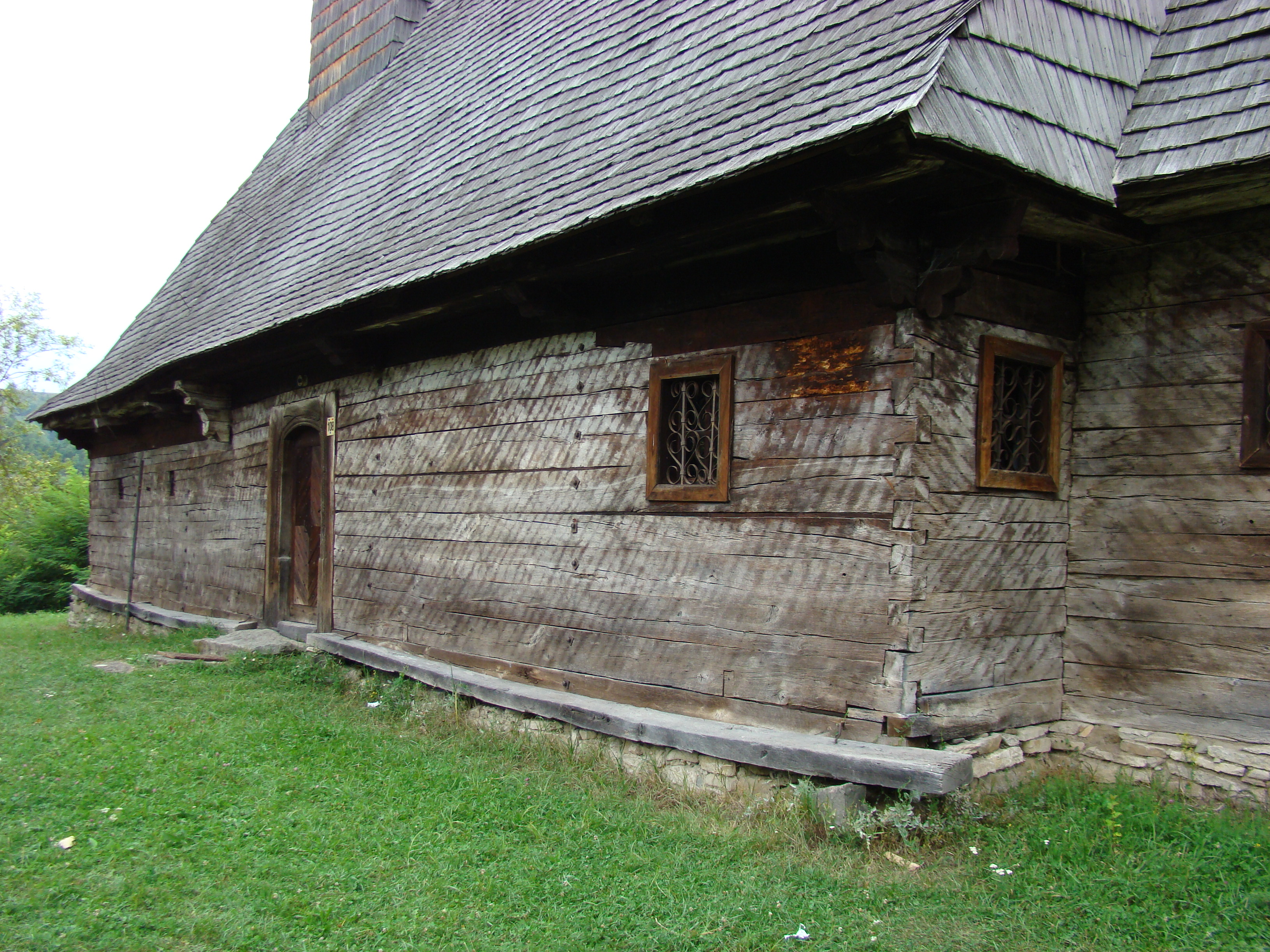
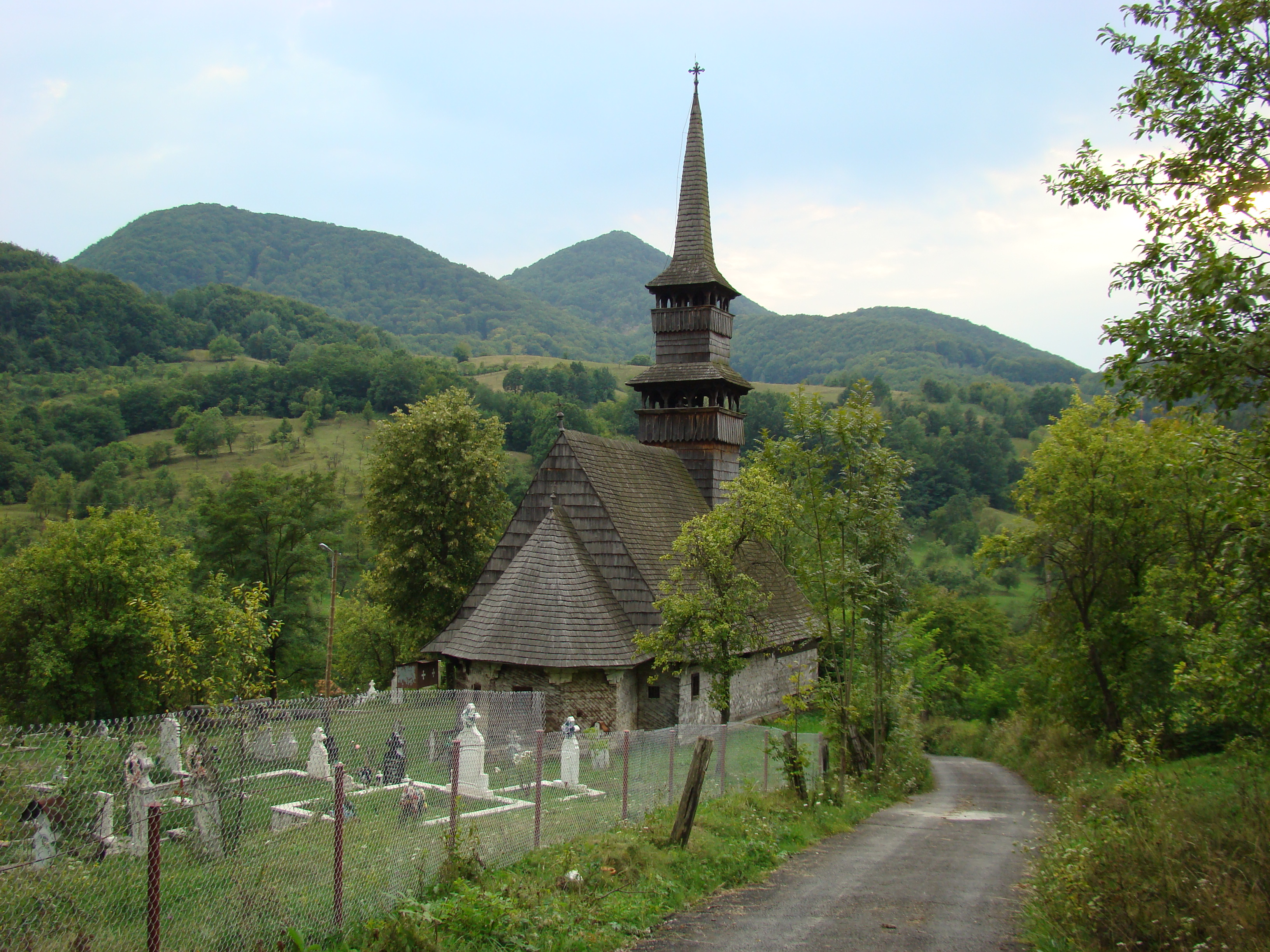
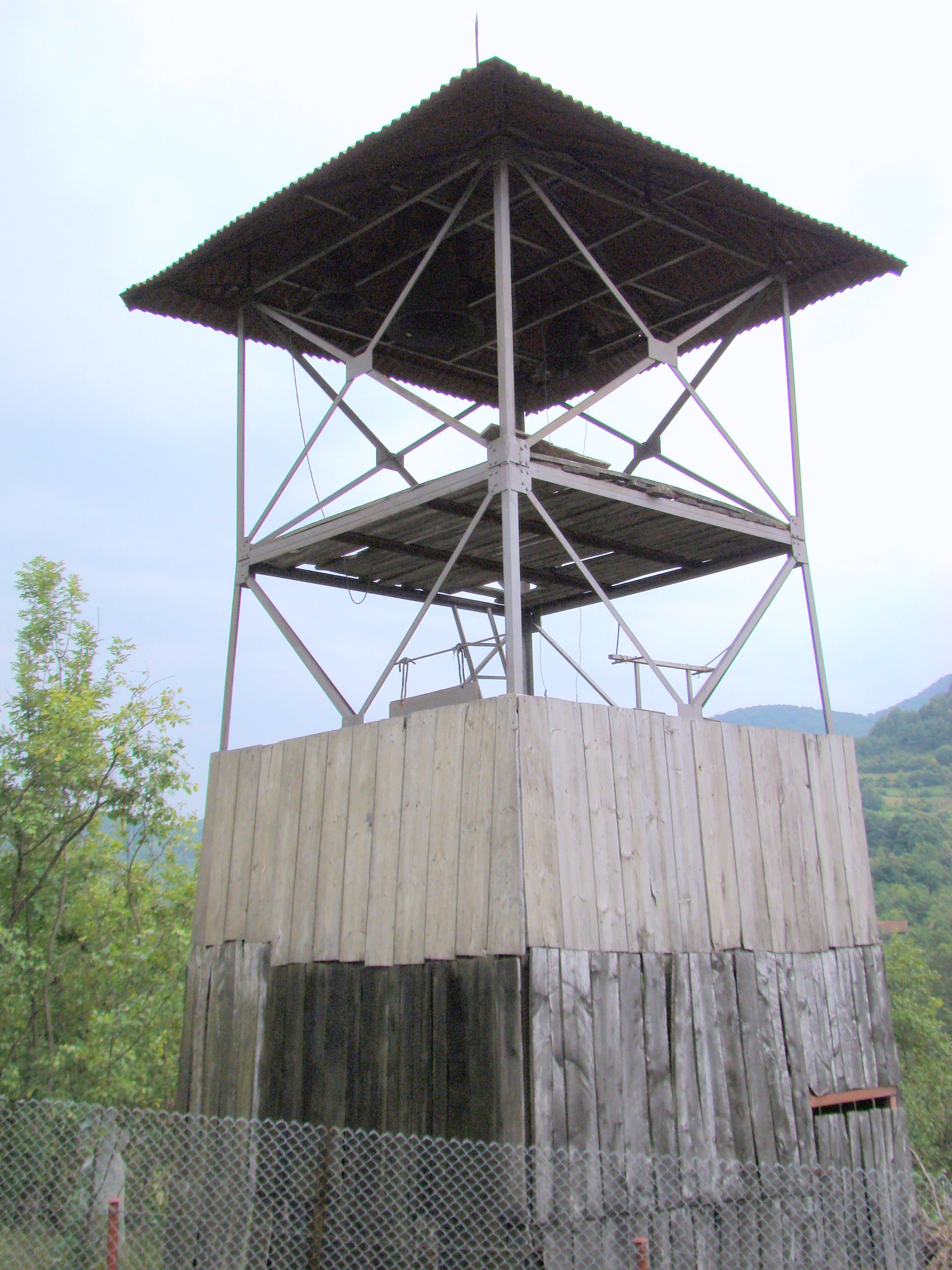
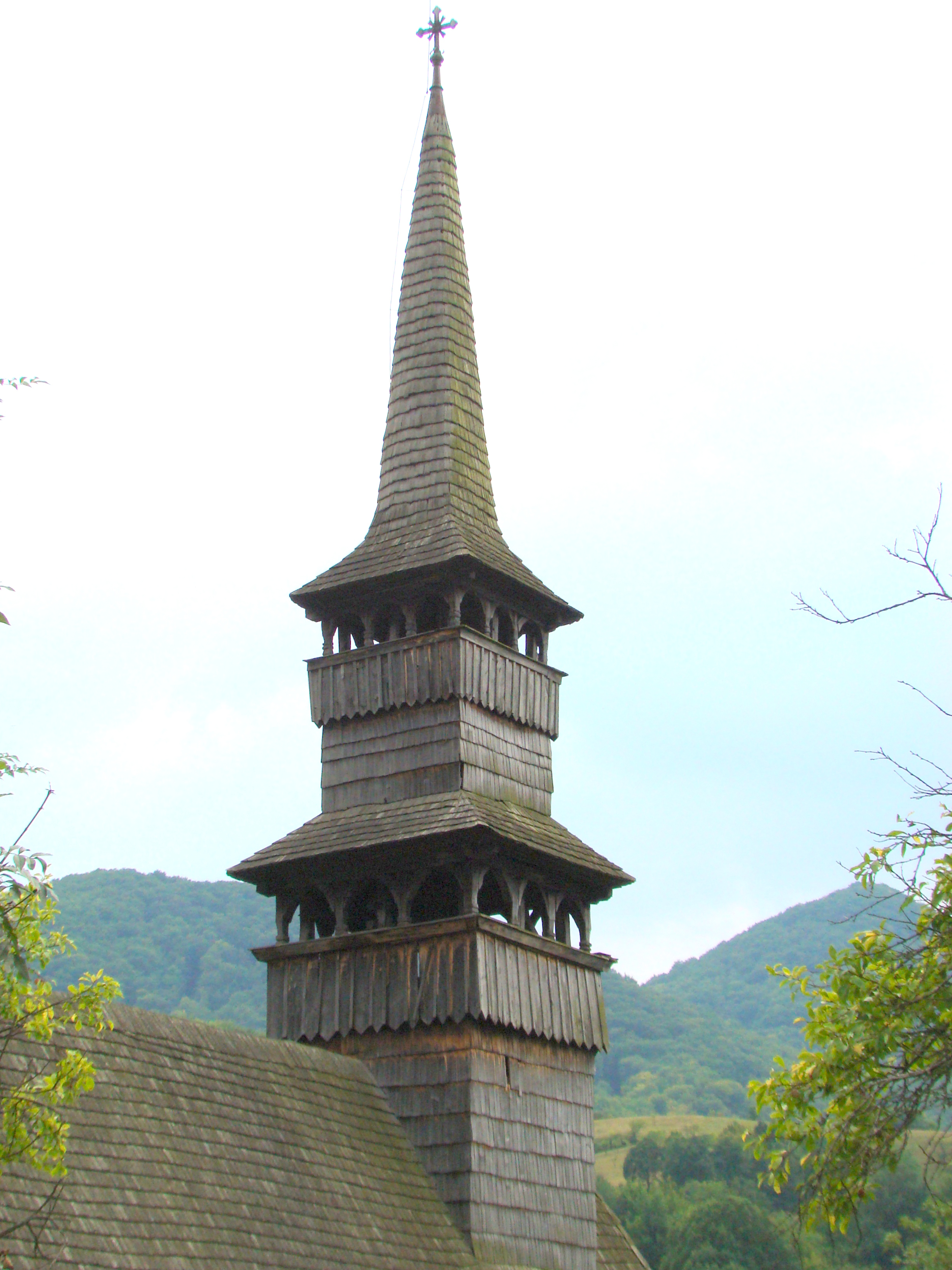
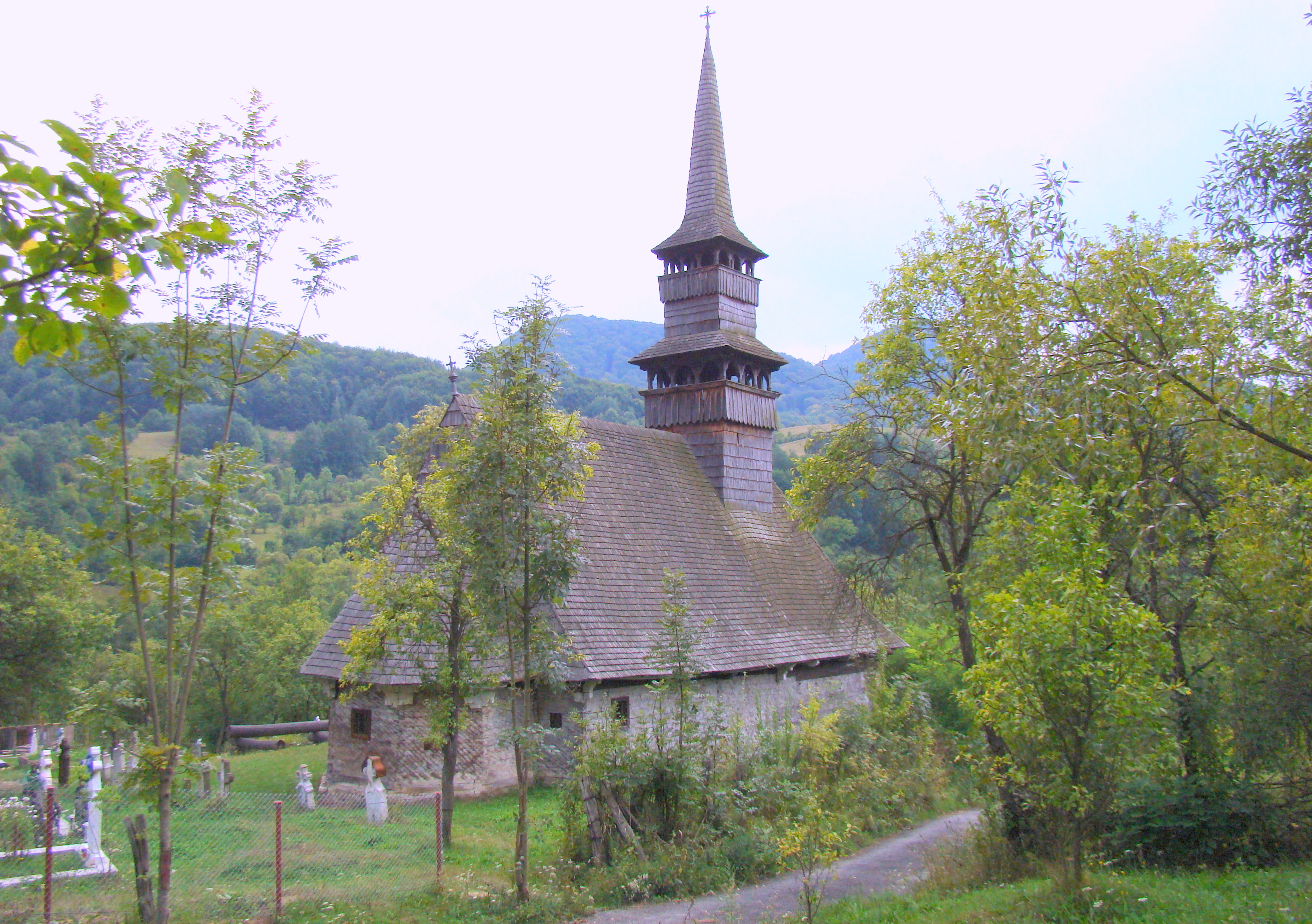
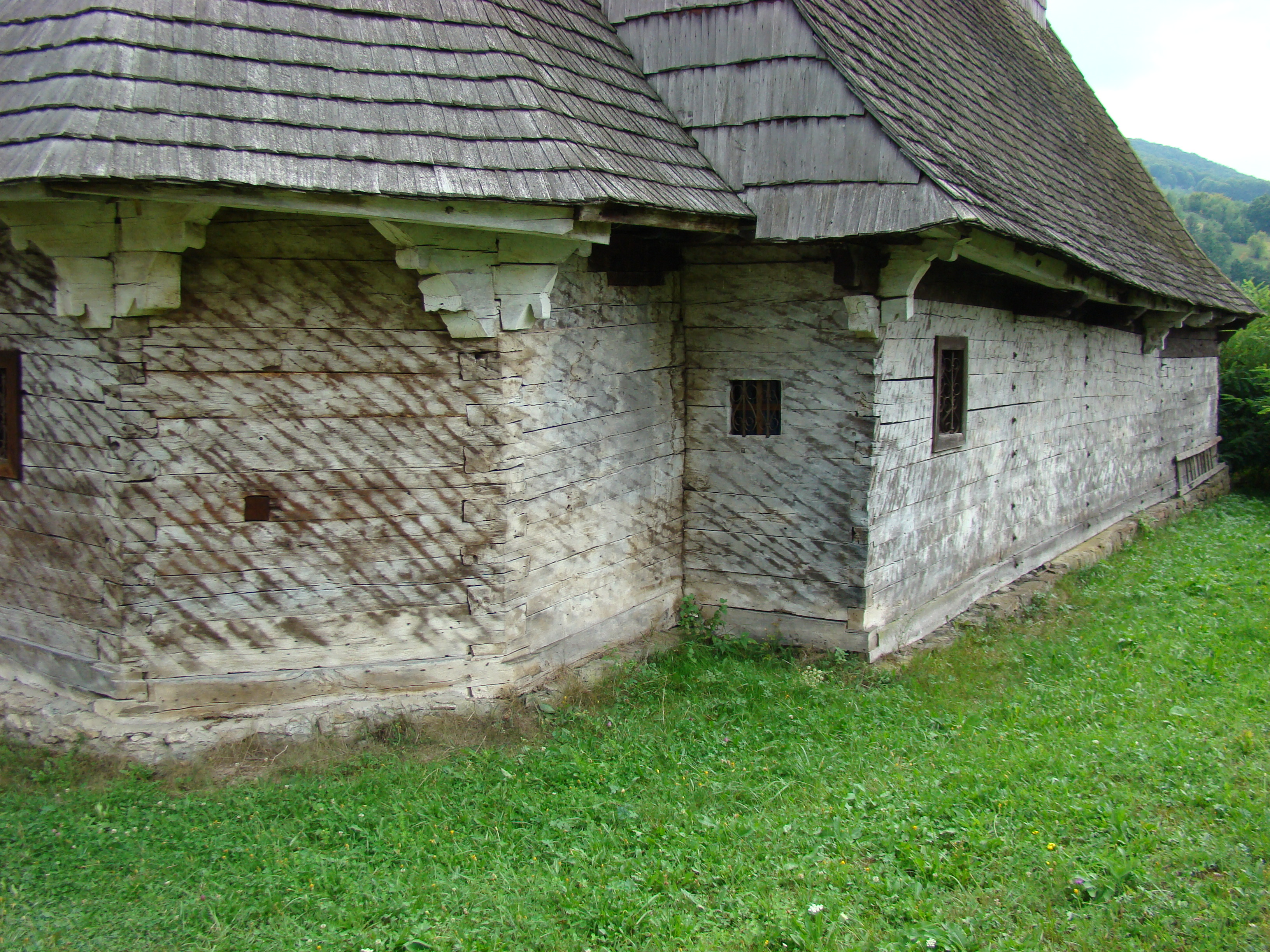
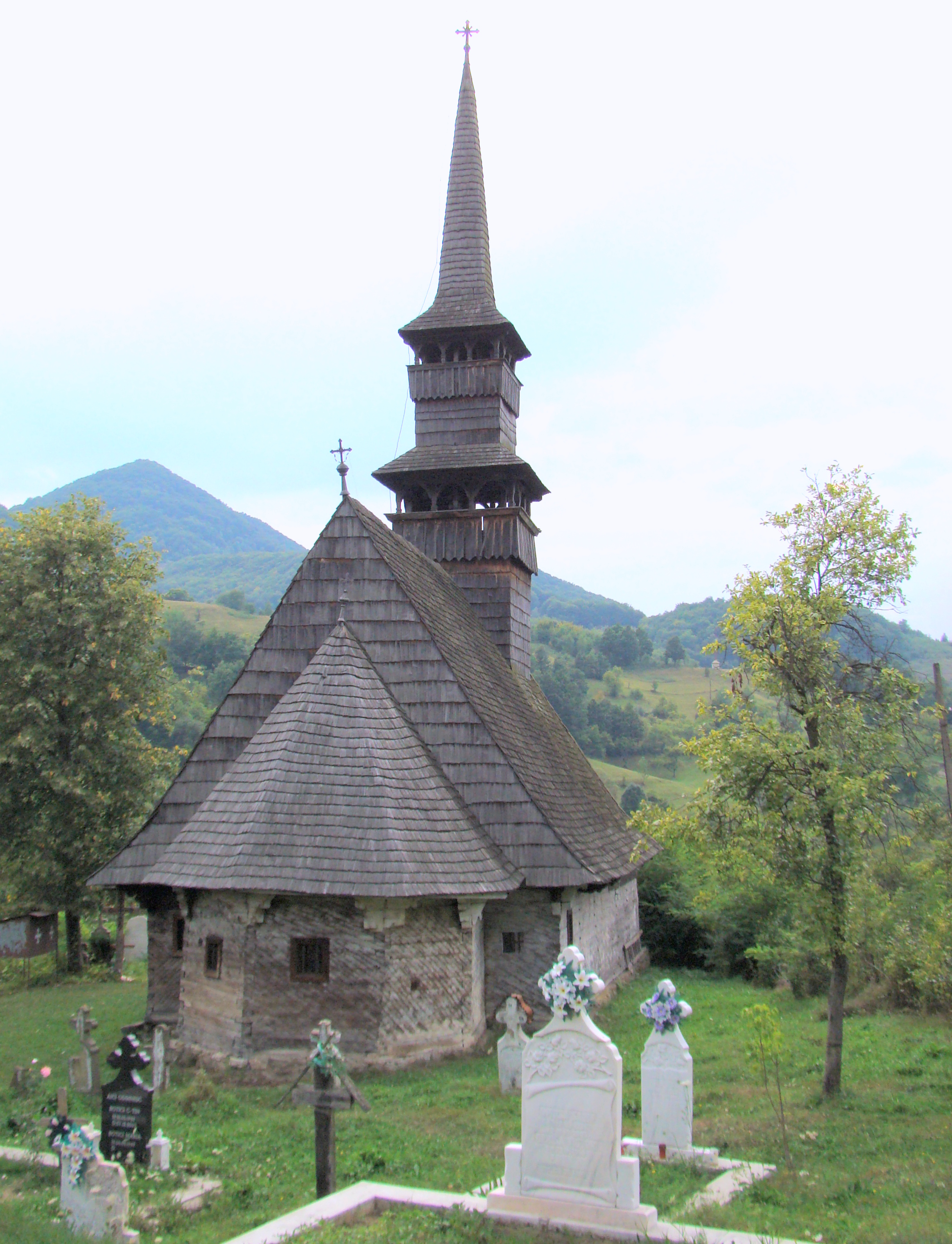
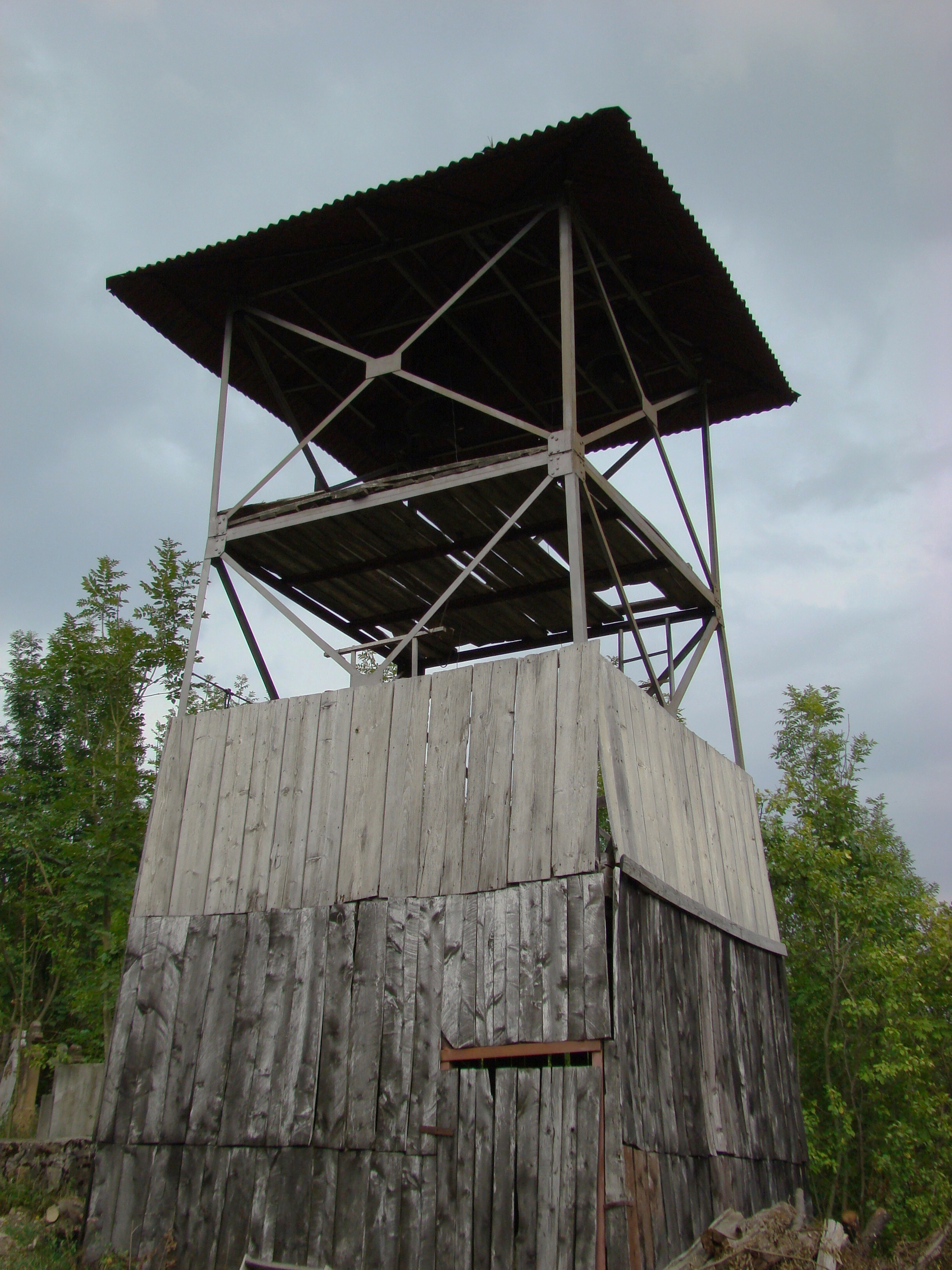
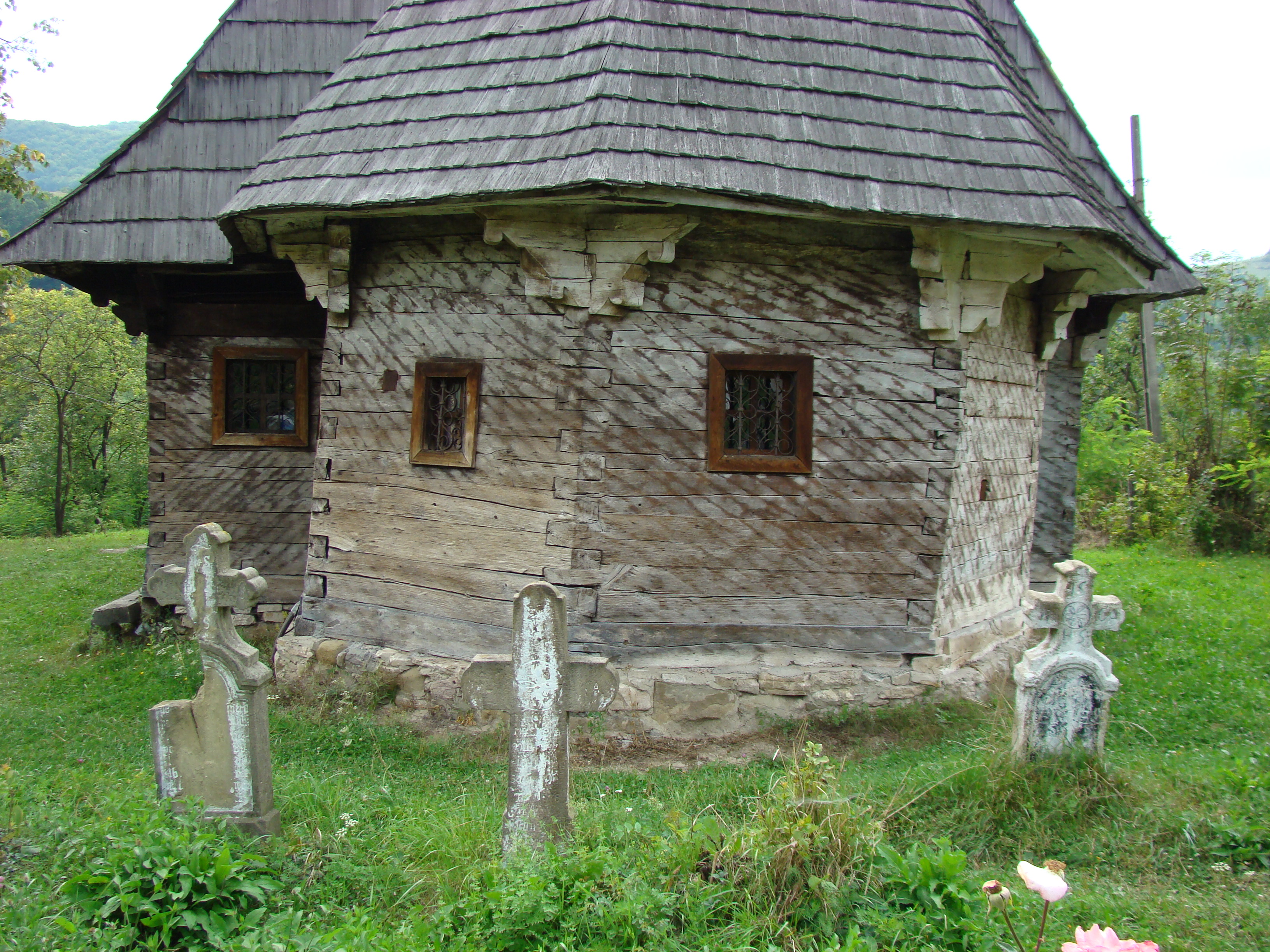
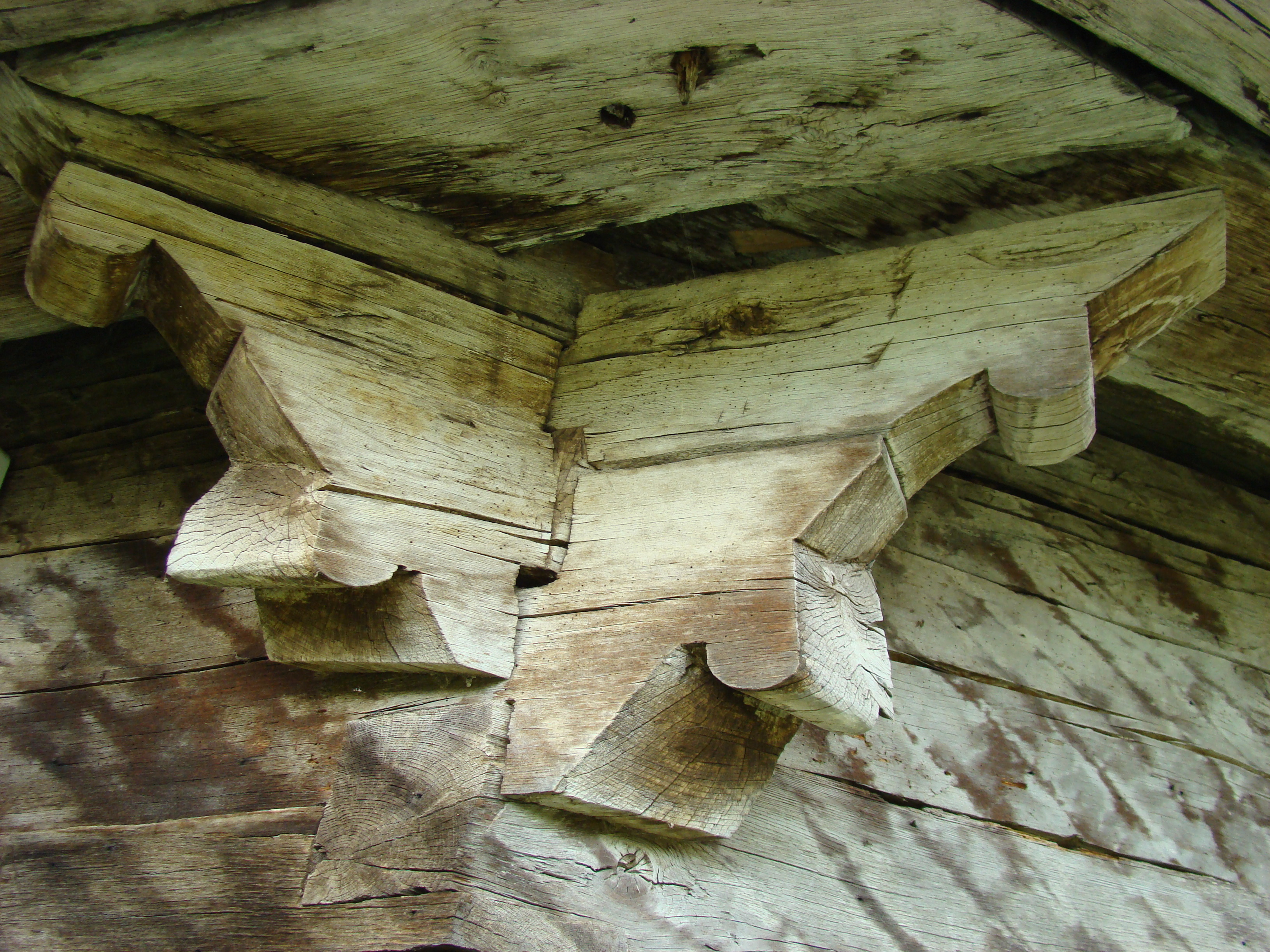
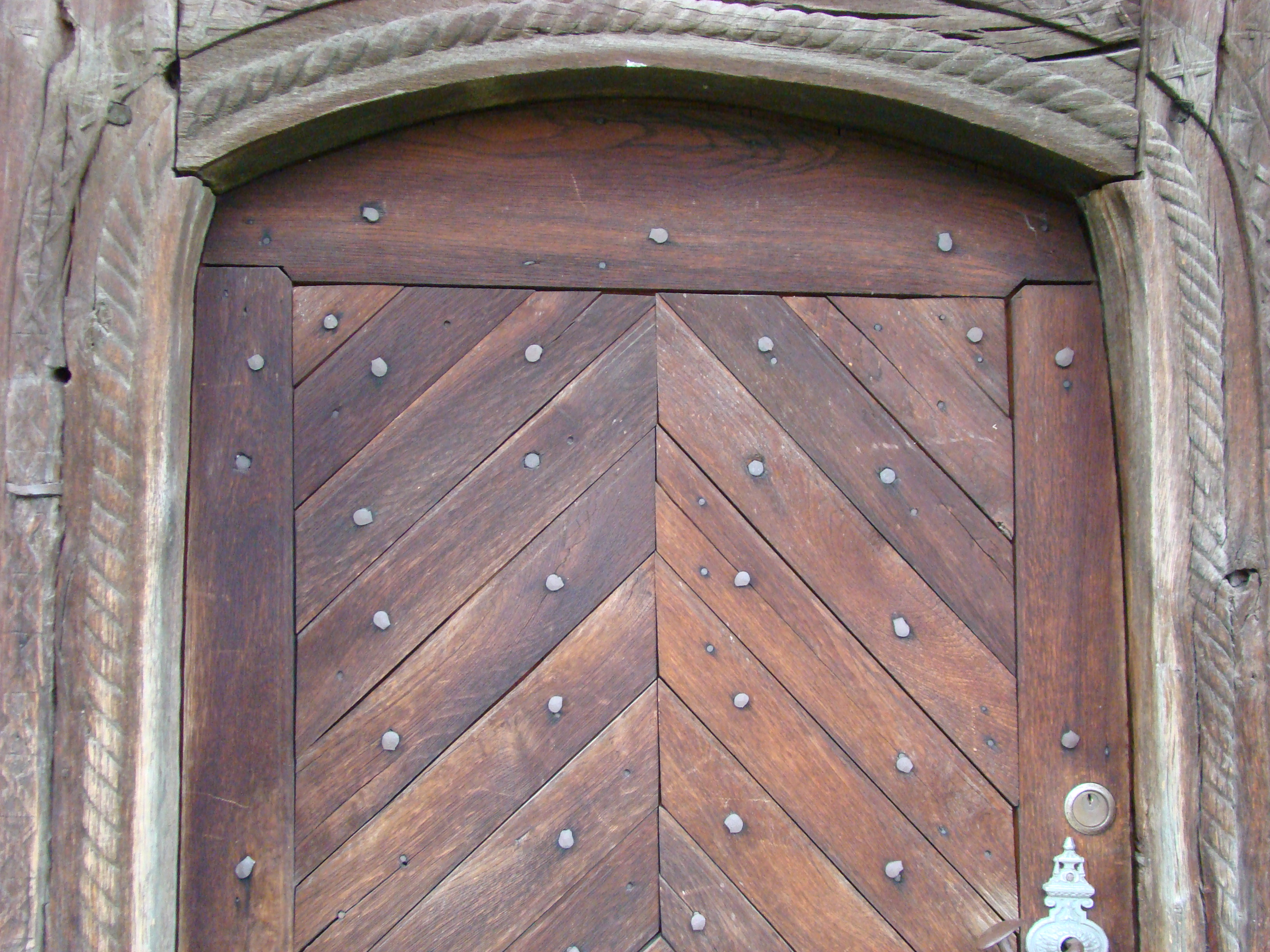
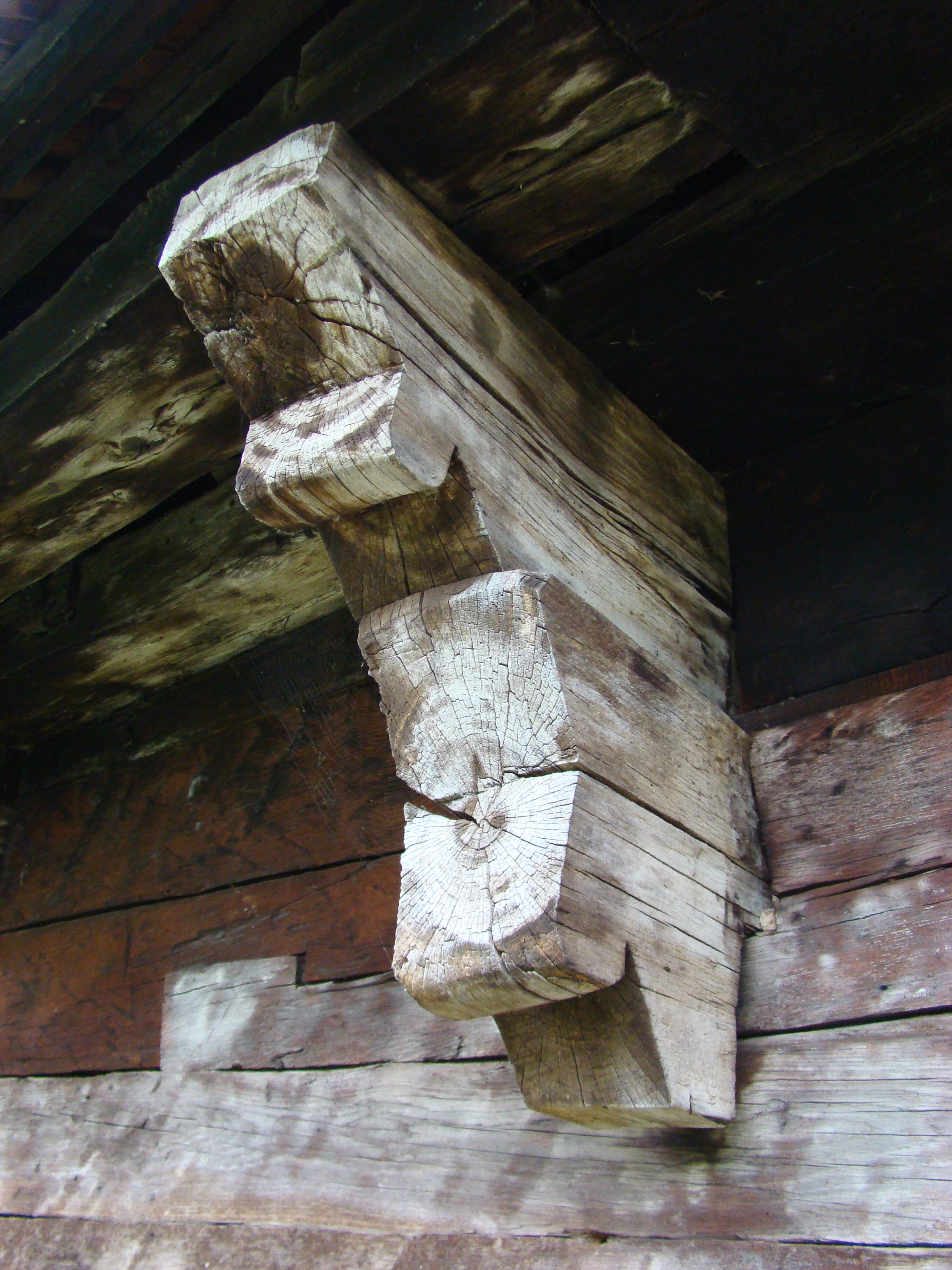
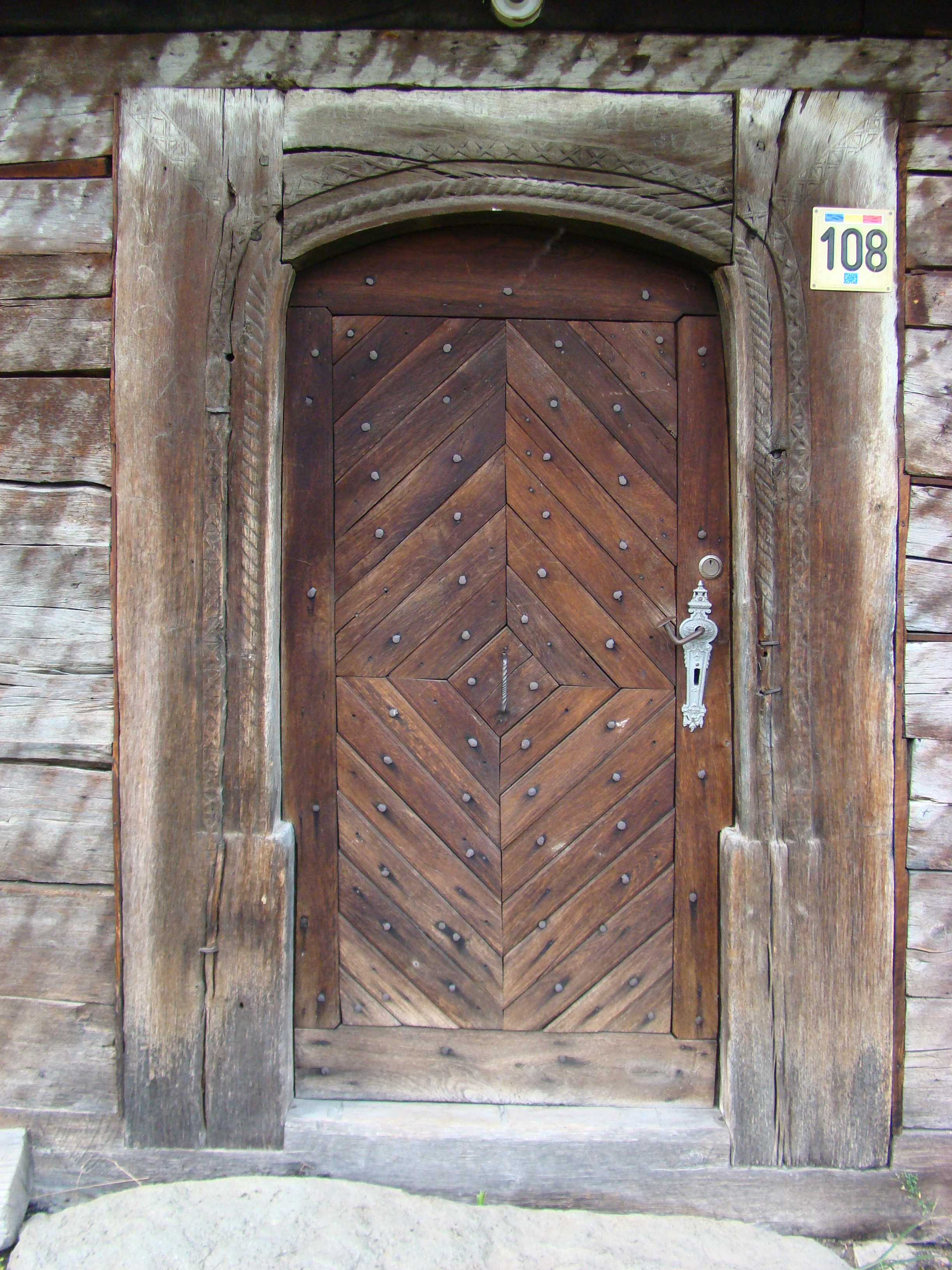
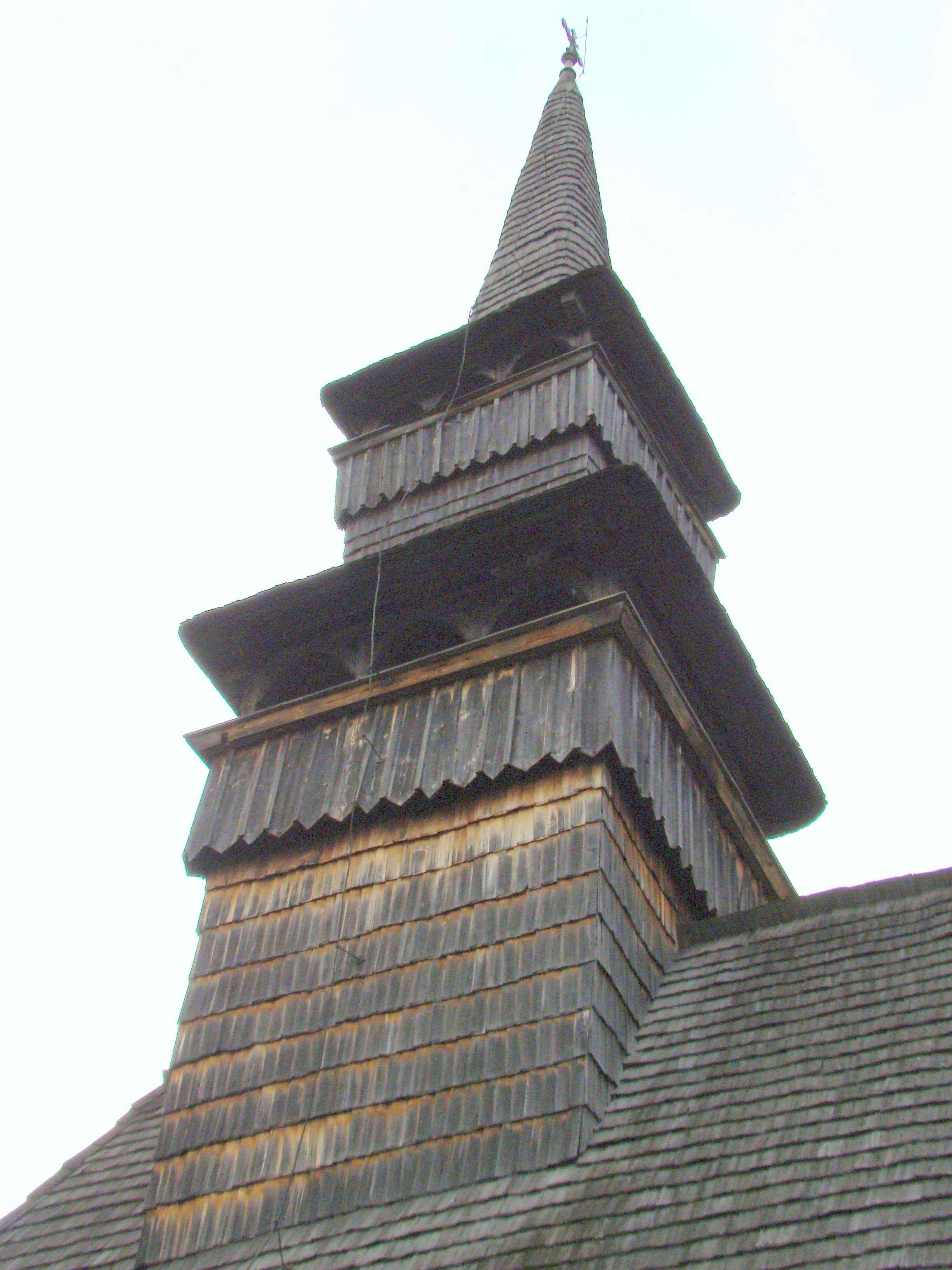
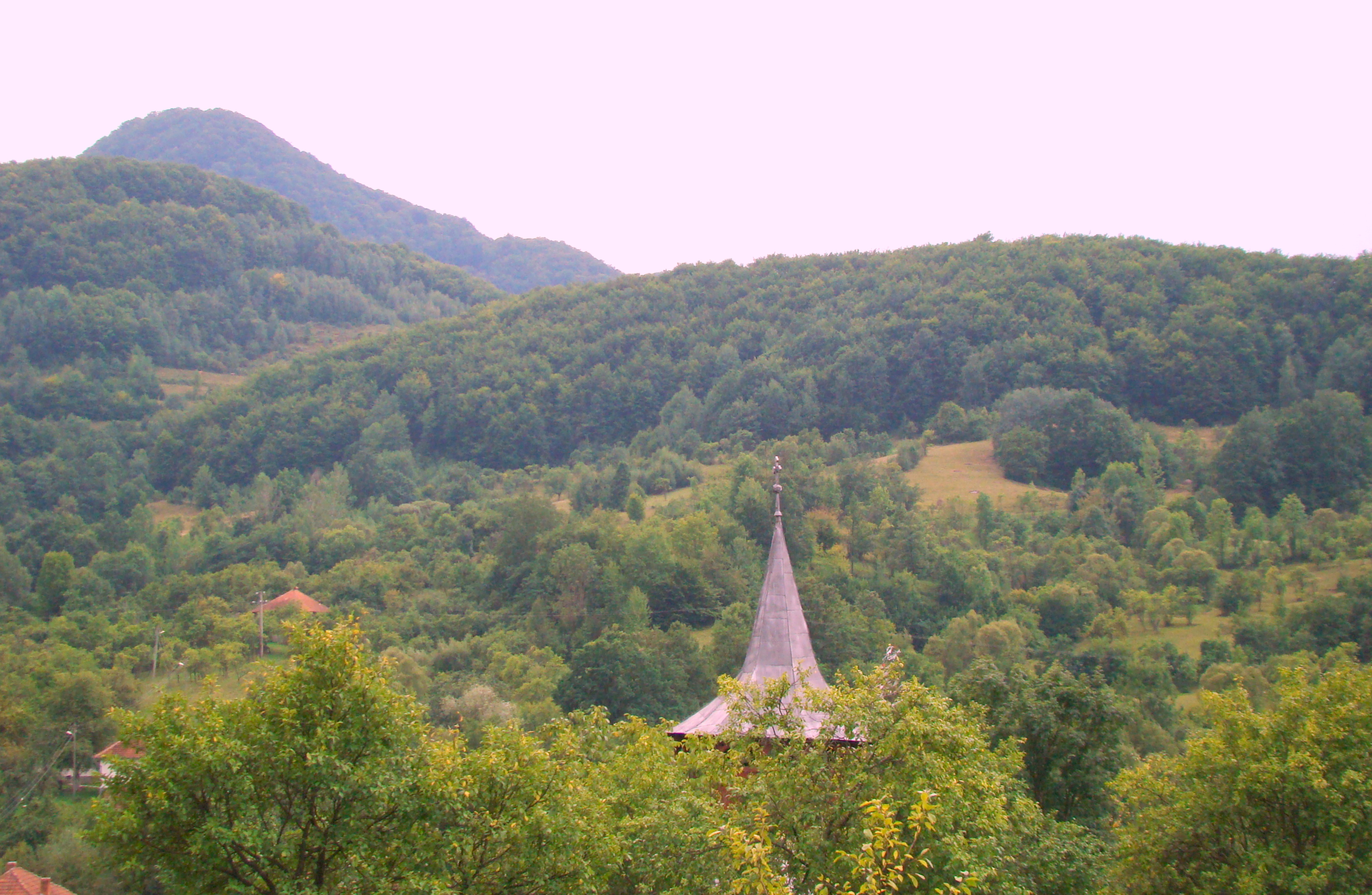
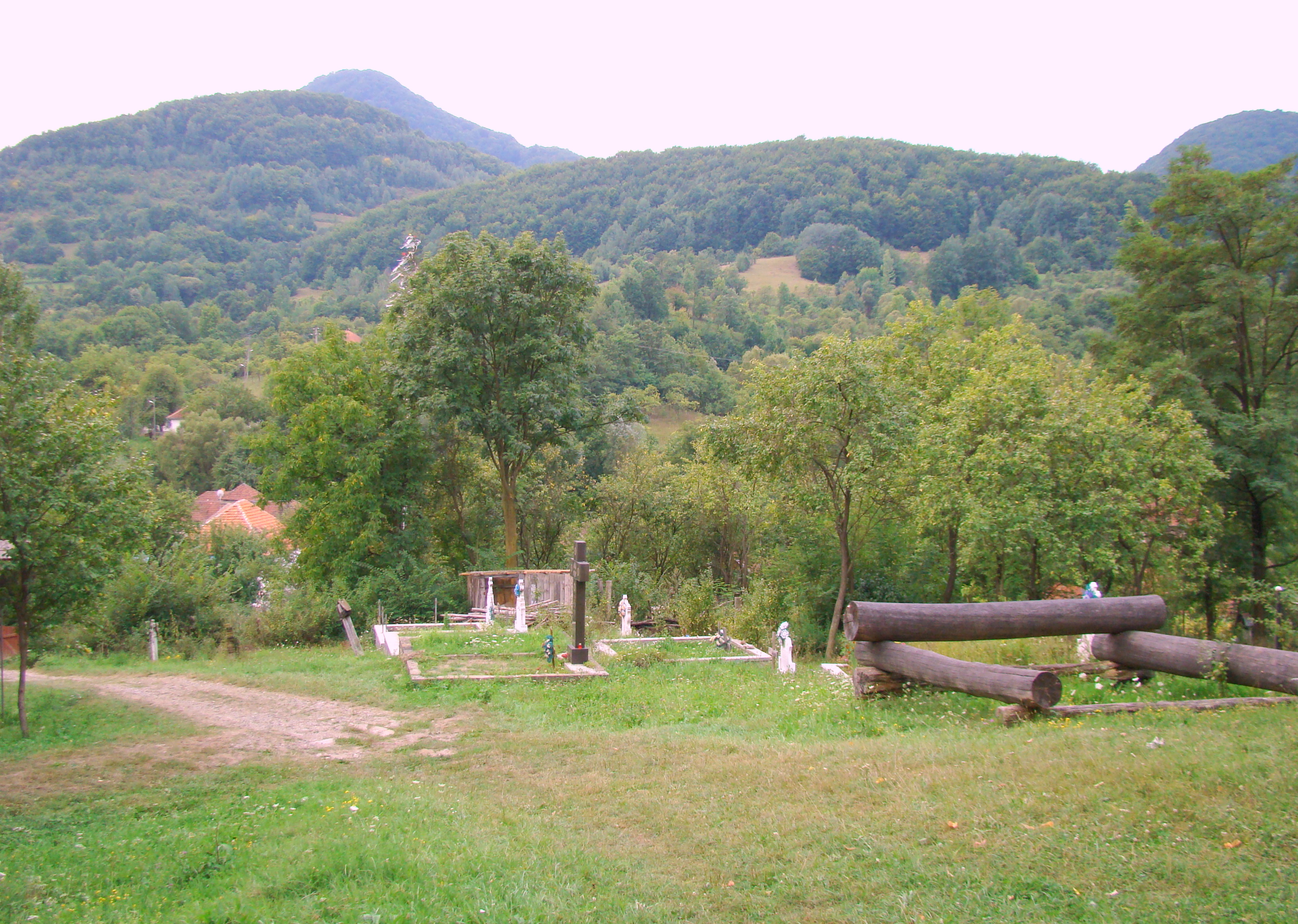
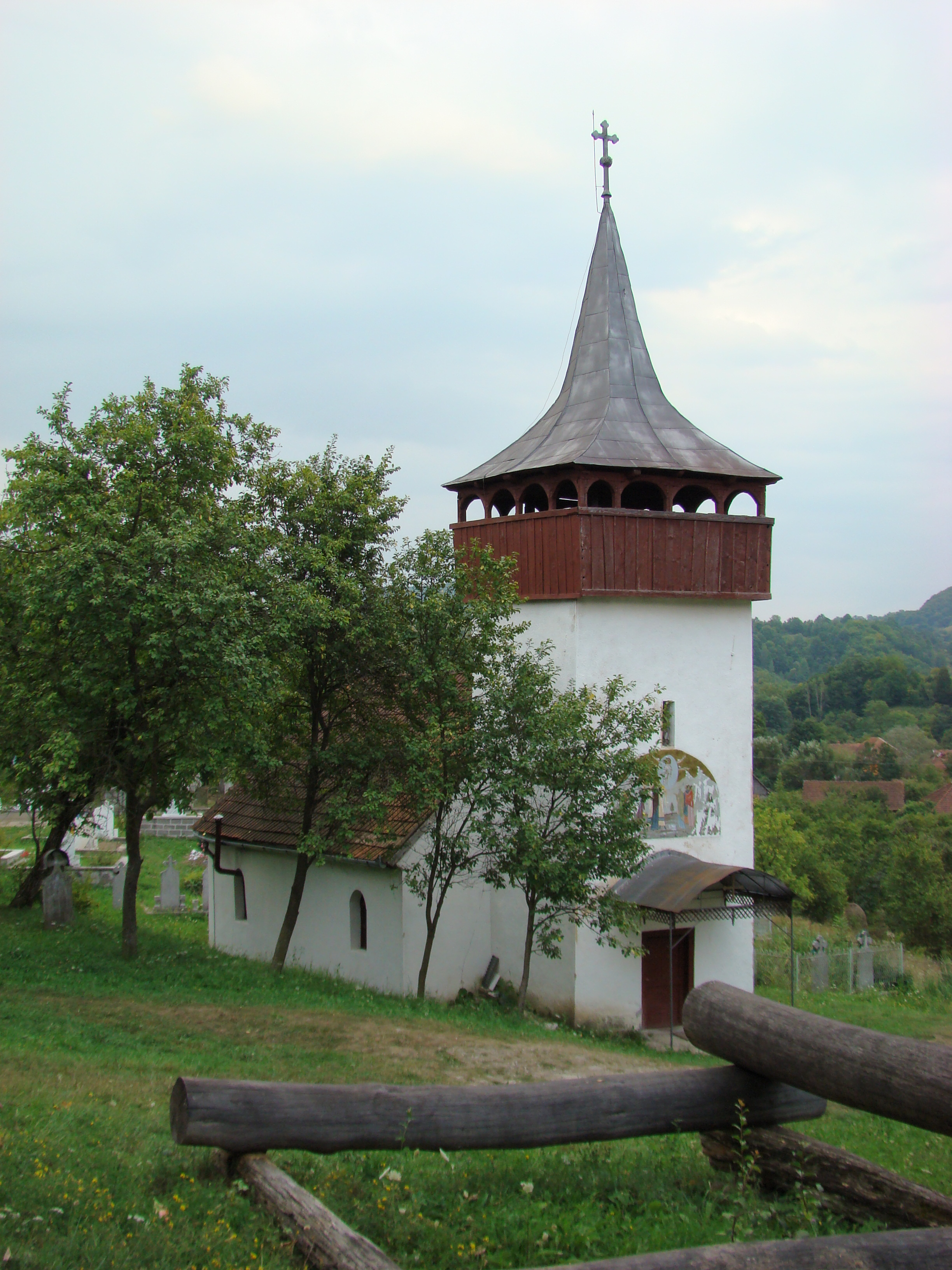
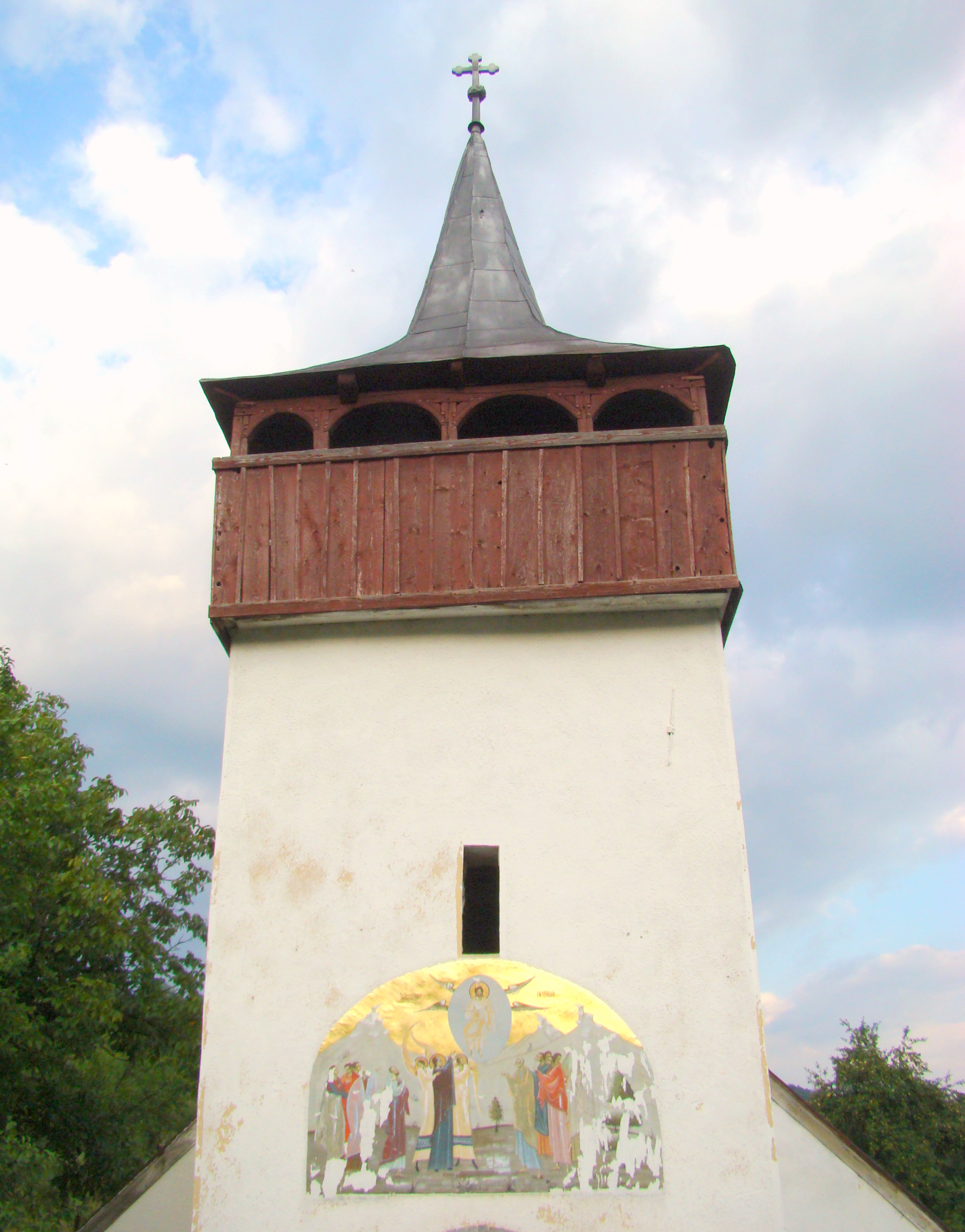
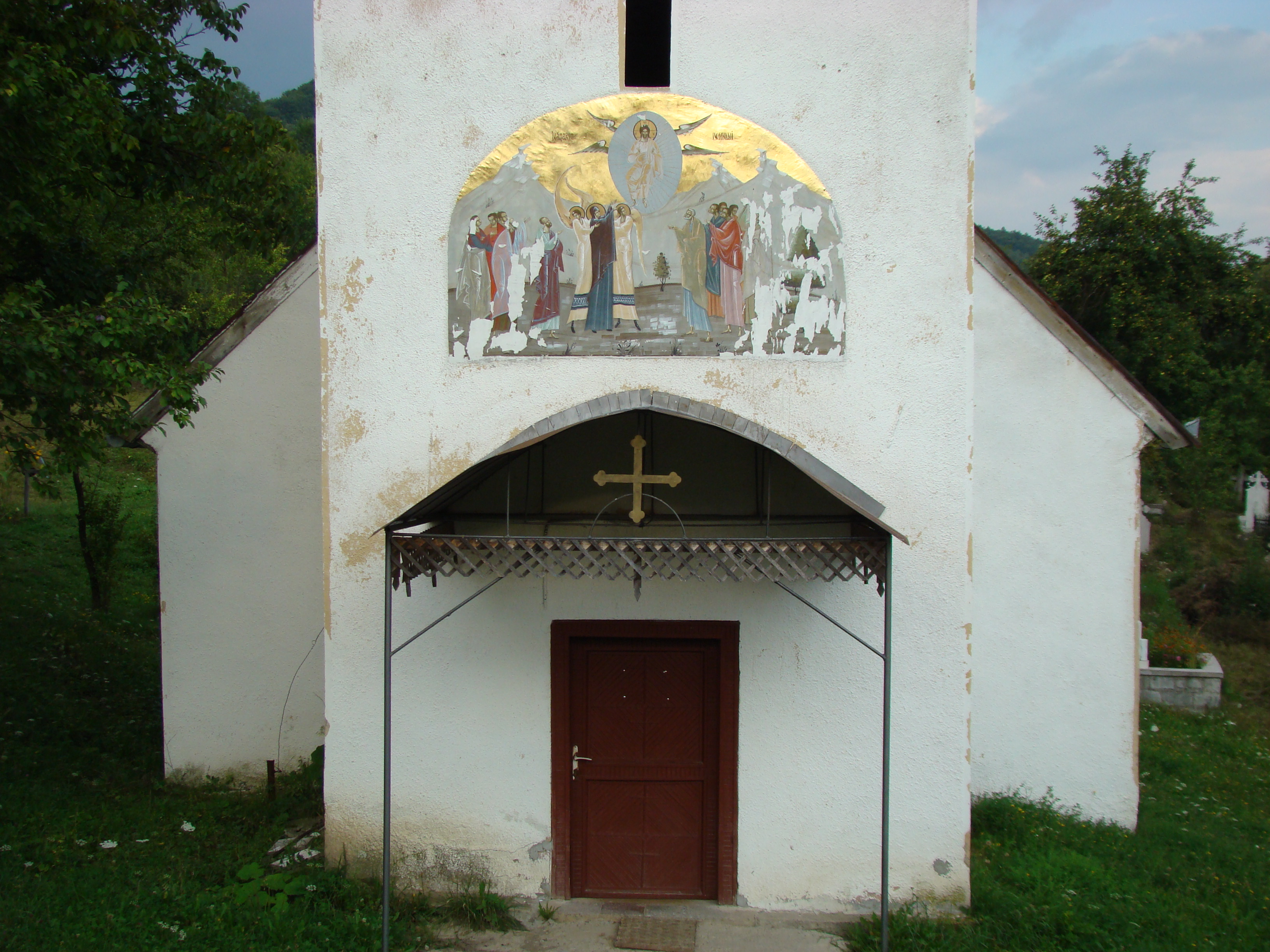
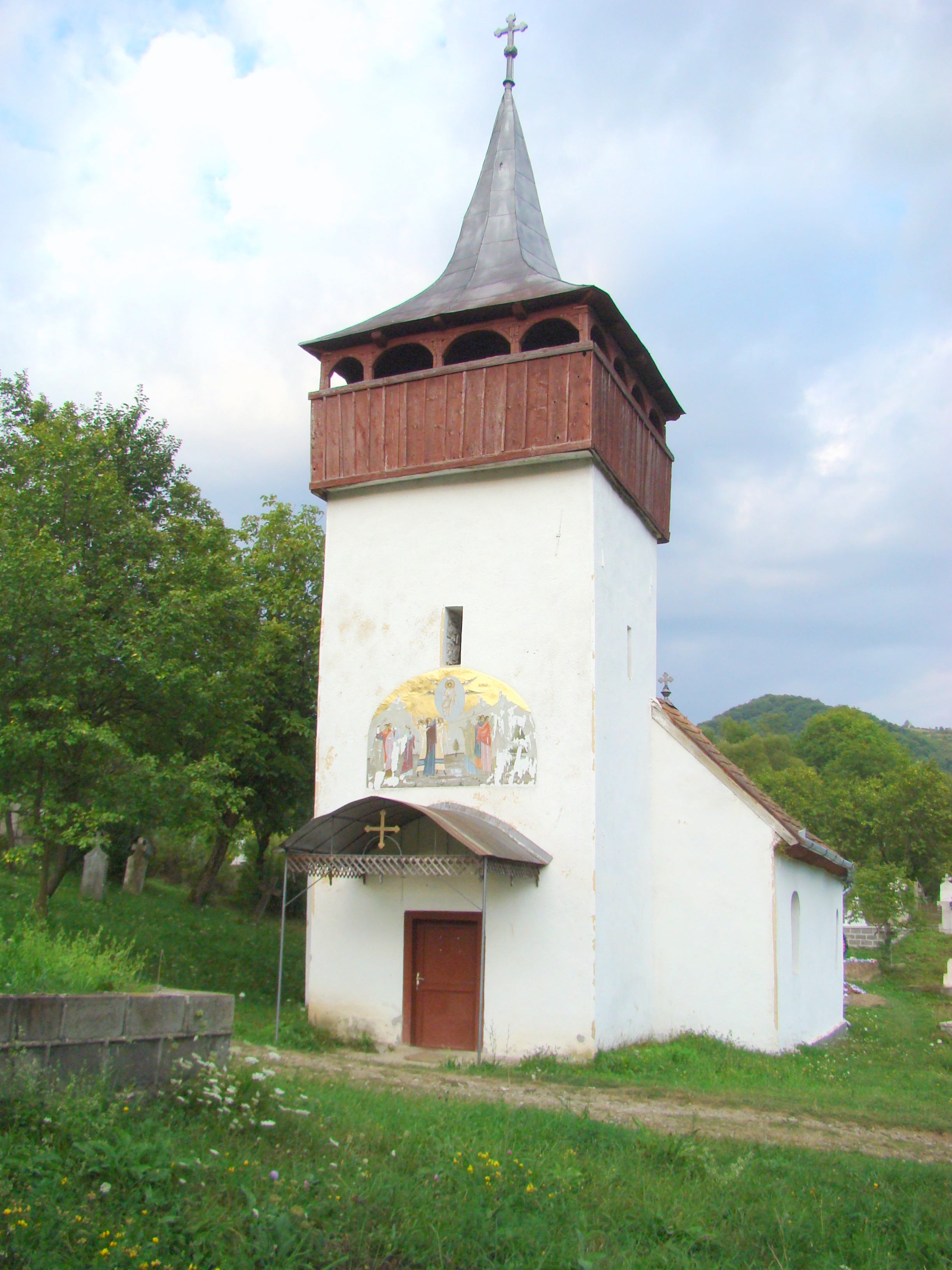
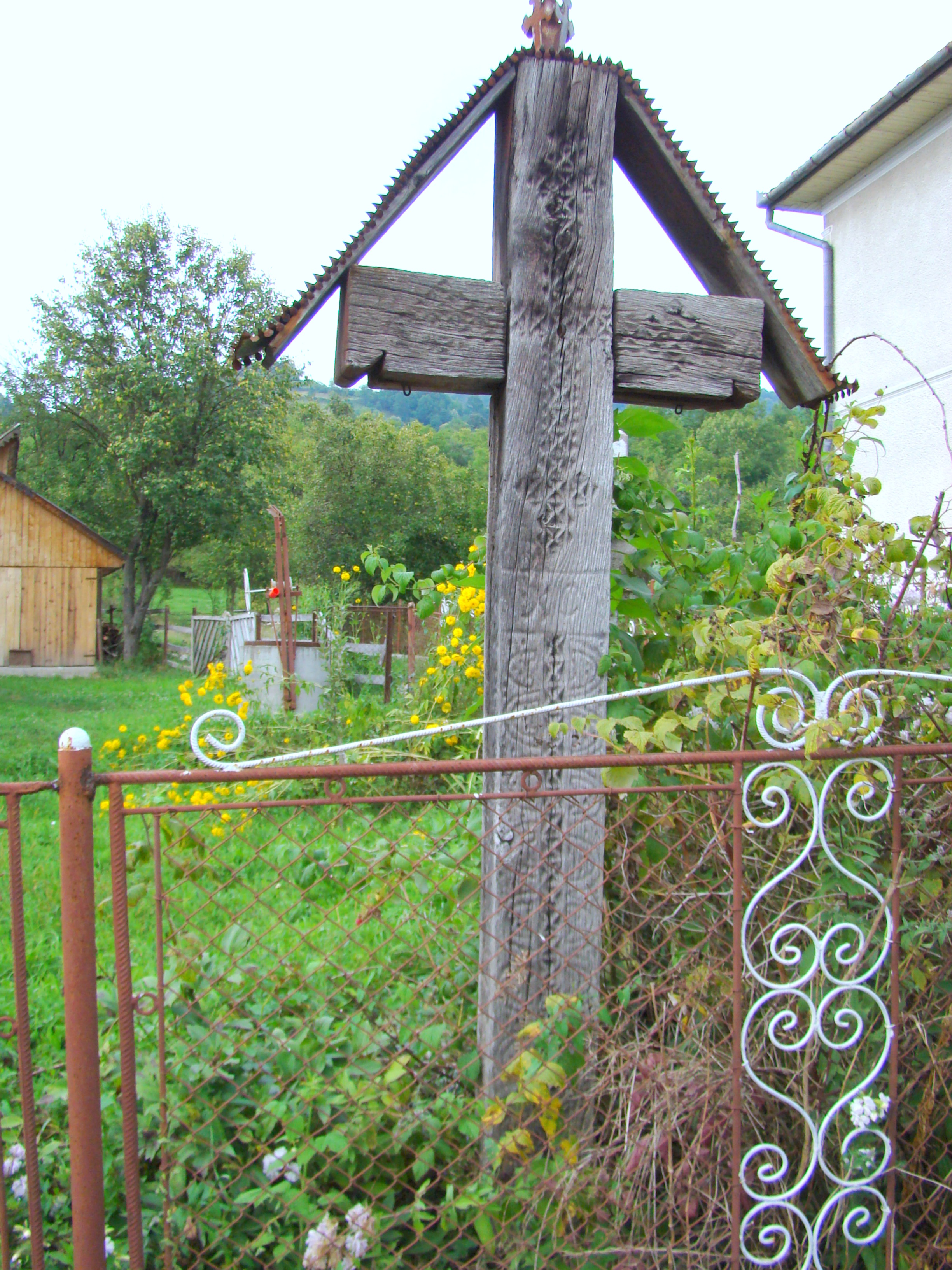
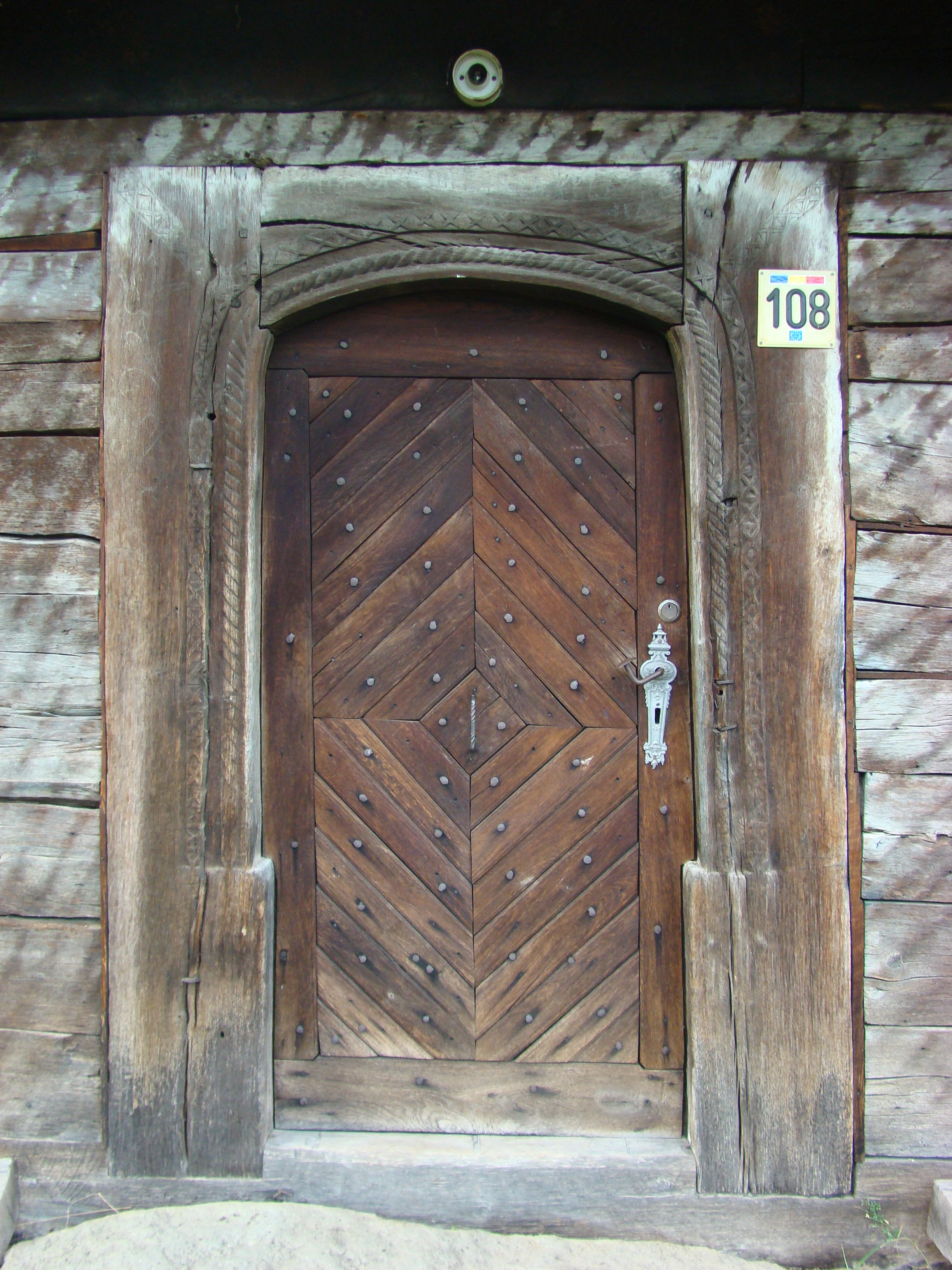